# Каспаров, Гарри Кимович
Га́рри Ки́мович Каспа́ров (фамилия при рождении Вайнште́йн; род. 13 апреля 1963[…], Баку) — советский и российский шахматист, гроссмейстер (1980), 13-й чемпион мира, шахматный литератор и политик, часто признаваемый величайшим шахматистом в истории. Заслуженный мастер спорта СССР (1985), чемпион СССР (1981, 1988), чемпион России (2004). Восьмикратный победитель Олимпиад: четырежды в составе команды СССР (1980, 1982, 1986, 1988) и четырежды в составе команды России (1992, 1994, 1996, 2002). Обладатель одиннадцати шахматных «Оскаров».
Каспаров стал чемпионом мира в 1985 году, победив Анатолия Карпова. Противостояние «двух К» продолжалось с середины 1980-х до начала 1990-х годов, за это время шахматисты сыграли 5 матчей за звание чемпиона мира. В 1993 году Каспаров и новый претендент Найджел Шорт вышли из ФИДЕ и провели матч под эгидой новой организации — ПША. ФИДЕ лишила Каспарова титула, и до 2006 года существовало два чемпиона мира — по версии ФИДЕ и по версии ПША. В 2000 году Каспаров проиграл матч на первенство мира Владимиру Крамнику.
Каспаров единолично возглавлял рейтинг ФИДЕ с 1985 по 2006 год с двумя короткими перерывами: в 1994 году он был исключён по решению ФИДЕ, принятому в 1993 году, а в январе 1996 года имел такой же рейтинг, как Владимир Крамник. В 1999 году Каспаров достиг рекордного рейтинга (2851). Рекорд держался 13,5 лет , пока не был побит Магнусом Карлсеном.
В 2005 году Каспаров объявил о завершении шахматной карьеры, чтобы посвятить себя политической деятельности. Он участвовал в ряде оппозиционных движений: был председателем Объединённого гражданского фронта, одним из сопредседателей Всероссийского гражданского конгресса, депутатом Национальной ассамблеи Российской Федерации. В 2008 году стал одним из создателей и членом Федерального бюро Объединённого демократического движения «Солидарность», однако в 2013 году вышел из его руководящих органов. С 2011 года возглавляет Фонд защиты прав человека. В октябре 2012 года был избран в Координационный Совет российской оппозиции. В июне 2013 года заявил об отъезде из России и о продолжении борьбы с «режимом Путина» на международной арене. В 2014 году Каспаров стал гражданином Хорватии. В том же году он был кандидатом на выборах президента ФИДЕ, которые проиграл Кирсану Илюмжинову. В 2016 году выступил сооснователем Форума свободной России.

## Детство

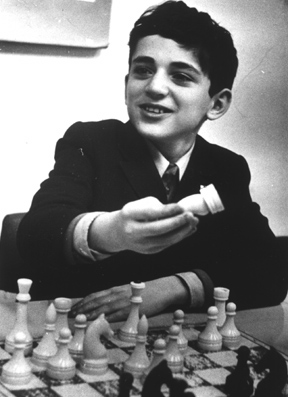
Гарри Вайнштейн в 1974 году

Гарри Вайнштейн родился в Баку 13 апреля 1963 года, его отец Ким Моисеевич Вайнштейн (1931—1971) был по профессии инженером-энергетиком, мать Клара (Аида) Шагеновна Каспарова (1937—2020) — инженером, специалистом по автоматике и телемеханике. Каспаров — еврейского происхождения по отцовской линии и армянского — по материнской. Дед — Моисей Рубинович Вайнштейн (1906—1963) — был известным бакинским композитором и дирижёром, заведующим музыкальной частью нескольких драматических театров города. Вся семья с отцовской стороны была музыкальной: младший брат отца Леонид Моисеевич Вайнштейн (1945—1994) — тоже композитор, заслуженный деятель искусств Азербайджана, бабушка — учитель музыки в средней школе. Двоюродный брат Тимур Вайнштейн (род. 1974) — телепродюсер.
Родители Каспарова увлекались шахматами и решали шахматные задачи, публиковавшиеся в газете. Гарри часто следил за ними и однажды подсказал решение; ему было пять лет. После этого отец обучил Гарри игре. Регулярные занятия шахматами Гарри начал в бакинском Дворце пионеров в семь лет, его первым тренером стал мастер Олег Исаакович Приворотский. В этом же возрасте он потерял отца, который умер от лимфосаркомы. Клара Шагеновна после смерти мужа целиком посвятила себя шахматной карьере сына. В 1975 году, когда Гарри было 12 лет, Клара Каспарова сменила его фамилию с отцовской Вайнштейн на Каспаров. Это было сделано с согласия родственников для облегчения дальнейшей шахматной карьеры юного, но уже подающего серьёзные надежды шахматиста, которой мог помешать существовавший в СССР антисемитизм.
В 1977 году Гарри Каспаров вступил в ВЛКСМ.

## Карьера

### Начало карьеры, получение звания гроссмейстера

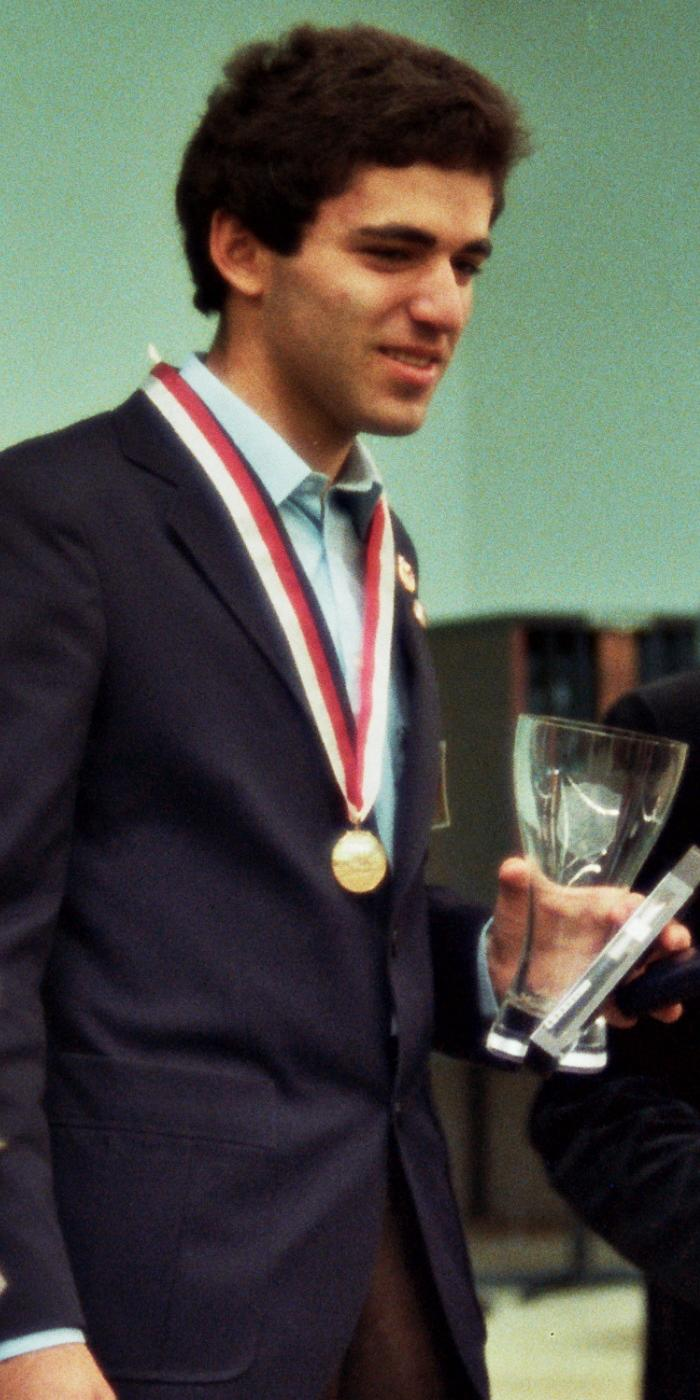
Каспаров на юношеском чемпионате мира 1980

В 10 лет на юношеских соревнованиях в Вильнюсе Каспаров познакомился с Александром Никитиным, который надолго стал его тренером. До 1976 года Никитин периодически давал консультации и письменные задания, потом они стали постоянно работать в команде. По его рекомендации в августе 1973 года Каспаров приехал на просмотр в шахматную школу экс-чемпиона мира Михаила Ботвинника и был туда принят. Ботвинник добился того, чтобы юный шахматист занимался по индивидуальному плану, а позднее — получал стипендию. В 1974 году в Москве на турнире Дворцов пионеров (это был командный турнир, в котором детскую команду каждого Дворца возглавлял гроссмейстер, дававший сеанс одновременной игры другим командам) Гарри победил гроссмейстера Юрия Авербаха. В начале следующего года Гарри принял участие в юношеском первенстве страны, играя против соперников старше его на 6—7 лет. В конце 1975 года в Ленинграде на новом турнире Дворцов пионеров в сеансе против чемпиона мира Анатолия Карпова добился равной позиции, но ошибся и проиграл. В том же турнире в сеансе против Виктора Корчного вынудил гроссмейстера к ничьей.
В начале 1976 года, в двенадцать лет, Гарри Каспаров одержал победу на чемпионате СССР по шахматам среди юношей, большинство участников которого было старше на несколько лет. После этого, поскольку Никитин жил в Москве, постоянным тренером Каспарова стал бакинский мастер Александр Шакаров. В том же году по настоянию спорткомитета Каспаров поехал на чемпионат мира среди кадетов (юношей до 18 лет), хотя против этого возражали его тренеры, и разделил третье место. В начале 1977 года Каспаров снова победил в юношеском первенстве страны, на этот раз с результатом 8½ из 9. На чемпионате мира среди кадетов, где возрастная планка уже была понижена до 17 лет, Каспаров занял третье место. За три тура до конца он делил первое место с будущим победителем Йоуном Арнасоном, но из-за усталости оставшиеся партии свёл вничью.
В январе 1978 года Каспаров выиграл мемориал Сокольского в Минске и получил звание мастера спорта по шахматам. Норму мастера он выполнил ещё за пять туров до конца, а в последнем туре выиграл у Анатолия Лутикова — это была первая турнирная встреча Каспарова с гроссмейстером. В пятнадцать лет Каспаров стал ассистентом Ботвинника. В июле он занял первое место на отборочном турнире в Даугавпилсе и получил право дебютировать в финале чемпионата СССР. Финал состоялся в конце года, Каспаров в 17 партиях набрал 50 %, что позволило в следующем году не проходить отбор. В апреле 1979 года Каспаров принял участие в турнире в Баня-Луке (Югославия). Шестнадцатилетний мастер, не имевший рейтинга, был допущен в турнир, четырнадцать из шестнадцати участников которого были гроссмейстерами, по настоянию Ботвинника. В итоге Каспаров сенсационно занял первое место, не проиграв ни одной партии и обеспечив общую победу за два тура до конца. На 2 очка отстали Смейкал и Андерссон, на 2½ — Петросян. В Баня-Луке Каспаров получил первый гроссмейстерский балл. Впервые получив международный рейтинг, Каспаров сразу попал на пятнадцатое место в рейтинг-листе. После возвращения в Баку Каспарова принял влиятельный политик Гейдар Алиев, первый секретарь ЦК Компартии Азербайджана и кандидат в члены Политбюро ЦК КПСС. Начиная с этого времени Алиев стал покровительствовать Каспарову. В конце года на 47-м чемпионате СССР Каспаров стартовал с трёх побед. Затем последовал спад (шесть ничьих и три поражения при одной победе), но сильный финиш позволил ему разделить 3—4 места с 10 очками из 17. Победил в турнире ветеран Ефим Геллер.
|   | a | b | c | d | e | f | g | h |   |
| - | --- | --- | --- | --- | --- | --- | --- | --- | - |
| 8 | a8 чёрный ферзь · c8 чёрная ладья · f8 чёрная ладья · g8 чёрный король · b7 чёрный слон · g7 чёрная пешка · h7 чёрная пешка · f6 чёрная пешка · a5 чёрная пешка · d5 чёрная пешка · f5 белая пешка · b4 чёрный слон · e4 белая пешка · g4 белый ферзь · d3 белый слон · b2 белый слон · g2 белая пешка · h2 белая пешка · b1 белая ладья · f1 белая ладья · h1 белый король | a8 чёрный ферзь · c8 чёрная ладья · f8 чёрная ладья · g8 чёрный король · b7 чёрный слон · g7 чёрная пешка · h7 чёрная пешка · f6 чёрная пешка · a5 чёрная пешка · d5 чёрная пешка · f5 белая пешка · b4 чёрный слон · e4 белая пешка · g4 белый ферзь · d3 белый слон · b2 белый слон · g2 белая пешка · h2 белая пешка · b1 белая ладья · f1 белая ладья · h1 белый король | a8 чёрный ферзь · c8 чёрная ладья · f8 чёрная ладья · g8 чёрный король · b7 чёрный слон · g7 чёрная пешка · h7 чёрная пешка · f6 чёрная пешка · a5 чёрная пешка · d5 чёрная пешка · f5 белая пешка · b4 чёрный слон · e4 белая пешка · g4 белый ферзь · d3 белый слон · b2 белый слон · g2 белая пешка · h2 белая пешка · b1 белая ладья · f1 белая ладья · h1 белый король | a8 чёрный ферзь · c8 чёрная ладья · f8 чёрная ладья · g8 чёрный король · b7 чёрный слон · g7 чёрная пешка · h7 чёрная пешка · f6 чёрная пешка · a5 чёрная пешка · d5 чёрная пешка · f5 белая пешка · b4 чёрный слон · e4 белая пешка · g4 белый ферзь · d3 белый слон · b2 белый слон · g2 белая пешка · h2 белая пешка · b1 белая ладья · f1 белая ладья · h1 белый король | a8 чёрный ферзь · c8 чёрная ладья · f8 чёрная ладья · g8 чёрный король · b7 чёрный слон · g7 чёрная пешка · h7 чёрная пешка · f6 чёрная пешка · a5 чёрная пешка · d5 чёрная пешка · f5 белая пешка · b4 чёрный слон · e4 белая пешка · g4 белый ферзь · d3 белый слон · b2 белый слон · g2 белая пешка · h2 белая пешка · b1 белая ладья · f1 белая ладья · h1 белый король | a8 чёрный ферзь · c8 чёрная ладья · f8 чёрная ладья · g8 чёрный король · b7 чёрный слон · g7 чёрная пешка · h7 чёрная пешка · f6 чёрная пешка · a5 чёрная пешка · d5 чёрная пешка · f5 белая пешка · b4 чёрный слон · e4 белая пешка · g4 белый ферзь · d3 белый слон · b2 белый слон · g2 белая пешка · h2 белая пешка · b1 белая ладья · f1 белая ладья · h1 белый король | a8 чёрный ферзь · c8 чёрная ладья · f8 чёрная ладья · g8 чёрный король · b7 чёрный слон · g7 чёрная пешка · h7 чёрная пешка · f6 чёрная пешка · a5 чёрная пешка · d5 чёрная пешка · f5 белая пешка · b4 чёрный слон · e4 белая пешка · g4 белый ферзь · d3 белый слон · b2 белый слон · g2 белая пешка · h2 белая пешка · b1 белая ладья · f1 белая ладья · h1 белый король | a8 чёрный ферзь · c8 чёрная ладья · f8 чёрная ладья · g8 чёрный король · b7 чёрный слон · g7 чёрная пешка · h7 чёрная пешка · f6 чёрная пешка · a5 чёрная пешка · d5 чёрная пешка · f5 белая пешка · b4 чёрный слон · e4 белая пешка · g4 белый ферзь · d3 белый слон · b2 белый слон · g2 белая пешка · h2 белая пешка · b1 белая ладья · f1 белая ладья · h1 белый король | 8 |
| 7 | a8 чёрный ферзь · c8 чёрная ладья · f8 чёрная ладья · g8 чёрный король · b7 чёрный слон · g7 чёрная пешка · h7 чёрная пешка · f6 чёрная пешка · a5 чёрная пешка · d5 чёрная пешка · f5 белая пешка · b4 чёрный слон · e4 белая пешка · g4 белый ферзь · d3 белый слон · b2 белый слон · g2 белая пешка · h2 белая пешка · b1 белая ладья · f1 белая ладья · h1 белый король | a8 чёрный ферзь · c8 чёрная ладья · f8 чёрная ладья · g8 чёрный король · b7 чёрный слон · g7 чёрная пешка · h7 чёрная пешка · f6 чёрная пешка · a5 чёрная пешка · d5 чёрная пешка · f5 белая пешка · b4 чёрный слон · e4 белая пешка · g4 белый ферзь · d3 белый слон · b2 белый слон · g2 белая пешка · h2 белая пешка · b1 белая ладья · f1 белая ладья · h1 белый король | a8 чёрный ферзь · c8 чёрная ладья · f8 чёрная ладья · g8 чёрный король · b7 чёрный слон · g7 чёрная пешка · h7 чёрная пешка · f6 чёрная пешка · a5 чёрная пешка · d5 чёрная пешка · f5 белая пешка · b4 чёрный слон · e4 белая пешка · g4 белый ферзь · d3 белый слон · b2 белый слон · g2 белая пешка · h2 белая пешка · b1 белая ладья · f1 белая ладья · h1 белый король | a8 чёрный ферзь · c8 чёрная ладья · f8 чёрная ладья · g8 чёрный король · b7 чёрный слон · g7 чёрная пешка · h7 чёрная пешка · f6 чёрная пешка · a5 чёрная пешка · d5 чёрная пешка · f5 белая пешка · b4 чёрный слон · e4 белая пешка · g4 белый ферзь · d3 белый слон · b2 белый слон · g2 белая пешка · h2 белая пешка · b1 белая ладья · f1 белая ладья · h1 белый король | a8 чёрный ферзь · c8 чёрная ладья · f8 чёрная ладья · g8 чёрный король · b7 чёрный слон · g7 чёрная пешка · h7 чёрная пешка · f6 чёрная пешка · a5 чёрная пешка · d5 чёрная пешка · f5 белая пешка · b4 чёрный слон · e4 белая пешка · g4 белый ферзь · d3 белый слон · b2 белый слон · g2 белая пешка · h2 белая пешка · b1 белая ладья · f1 белая ладья · h1 белый король | a8 чёрный ферзь · c8 чёрная ладья · f8 чёрная ладья · g8 чёрный король · b7 чёрный слон · g7 чёрная пешка · h7 чёрная пешка · f6 чёрная пешка · a5 чёрная пешка · d5 чёрная пешка · f5 белая пешка · b4 чёрный слон · e4 белая пешка · g4 белый ферзь · d3 белый слон · b2 белый слон · g2 белая пешка · h2 белая пешка · b1 белая ладья · f1 белая ладья · h1 белый король | a8 чёрный ферзь · c8 чёрная ладья · f8 чёрная ладья · g8 чёрный король · b7 чёрный слон · g7 чёрная пешка · h7 чёрная пешка · f6 чёрная пешка · a5 чёрная пешка · d5 чёрная пешка · f5 белая пешка · b4 чёрный слон · e4 белая пешка · g4 белый ферзь · d3 белый слон · b2 белый слон · g2 белая пешка · h2 белая пешка · b1 белая ладья · f1 белая ладья · h1 белый король | a8 чёрный ферзь · c8 чёрная ладья · f8 чёрная ладья · g8 чёрный король · b7 чёрный слон · g7 чёрная пешка · h7 чёрная пешка · f6 чёрная пешка · a5 чёрная пешка · d5 чёрная пешка · f5 белая пешка · b4 чёрный слон · e4 белая пешка · g4 белый ферзь · d3 белый слон · b2 белый слон · g2 белая пешка · h2 белая пешка · b1 белая ладья · f1 белая ладья · h1 белый король | 7 |
| 6 | a8 чёрный ферзь · c8 чёрная ладья · f8 чёрная ладья · g8 чёрный король · b7 чёрный слон · g7 чёрная пешка · h7 чёрная пешка · f6 чёрная пешка · a5 чёрная пешка · d5 чёрная пешка · f5 белая пешка · b4 чёрный слон · e4 белая пешка · g4 белый ферзь · d3 белый слон · b2 белый слон · g2 белая пешка · h2 белая пешка · b1 белая ладья · f1 белая ладья · h1 белый король | a8 чёрный ферзь · c8 чёрная ладья · f8 чёрная ладья · g8 чёрный король · b7 чёрный слон · g7 чёрная пешка · h7 чёрная пешка · f6 чёрная пешка · a5 чёрная пешка · d5 чёрная пешка · f5 белая пешка · b4 чёрный слон · e4 белая пешка · g4 белый ферзь · d3 белый слон · b2 белый слон · g2 белая пешка · h2 белая пешка · b1 белая ладья · f1 белая ладья · h1 белый король | a8 чёрный ферзь · c8 чёрная ладья · f8 чёрная ладья · g8 чёрный король · b7 чёрный слон · g7 чёрная пешка · h7 чёрная пешка · f6 чёрная пешка · a5 чёрная пешка · d5 чёрная пешка · f5 белая пешка · b4 чёрный слон · e4 белая пешка · g4 белый ферзь · d3 белый слон · b2 белый слон · g2 белая пешка · h2 белая пешка · b1 белая ладья · f1 белая ладья · h1 белый король | a8 чёрный ферзь · c8 чёрная ладья · f8 чёрная ладья · g8 чёрный король · b7 чёрный слон · g7 чёрная пешка · h7 чёрная пешка · f6 чёрная пешка · a5 чёрная пешка · d5 чёрная пешка · f5 белая пешка · b4 чёрный слон · e4 белая пешка · g4 белый ферзь · d3 белый слон · b2 белый слон · g2 белая пешка · h2 белая пешка · b1 белая ладья · f1 белая ладья · h1 белый король | a8 чёрный ферзь · c8 чёрная ладья · f8 чёрная ладья · g8 чёрный король · b7 чёрный слон · g7 чёрная пешка · h7 чёрная пешка · f6 чёрная пешка · a5 чёрная пешка · d5 чёрная пешка · f5 белая пешка · b4 чёрный слон · e4 белая пешка · g4 белый ферзь · d3 белый слон · b2 белый слон · g2 белая пешка · h2 белая пешка · b1 белая ладья · f1 белая ладья · h1 белый король | a8 чёрный ферзь · c8 чёрная ладья · f8 чёрная ладья · g8 чёрный король · b7 чёрный слон · g7 чёрная пешка · h7 чёрная пешка · f6 чёрная пешка · a5 чёрная пешка · d5 чёрная пешка · f5 белая пешка · b4 чёрный слон · e4 белая пешка · g4 белый ферзь · d3 белый слон · b2 белый слон · g2 белая пешка · h2 белая пешка · b1 белая ладья · f1 белая ладья · h1 белый король | a8 чёрный ферзь · c8 чёрная ладья · f8 чёрная ладья · g8 чёрный король · b7 чёрный слон · g7 чёрная пешка · h7 чёрная пешка · f6 чёрная пешка · a5 чёрная пешка · d5 чёрная пешка · f5 белая пешка · b4 чёрный слон · e4 белая пешка · g4 белый ферзь · d3 белый слон · b2 белый слон · g2 белая пешка · h2 белая пешка · b1 белая ладья · f1 белая ладья · h1 белый король | a8 чёрный ферзь · c8 чёрная ладья · f8 чёрная ладья · g8 чёрный король · b7 чёрный слон · g7 чёрная пешка · h7 чёрная пешка · f6 чёрная пешка · a5 чёрная пешка · d5 чёрная пешка · f5 белая пешка · b4 чёрный слон · e4 белая пешка · g4 белый ферзь · d3 белый слон · b2 белый слон · g2 белая пешка · h2 белая пешка · b1 белая ладья · f1 белая ладья · h1 белый король | 6 |
| 5 | a8 чёрный ферзь · c8 чёрная ладья · f8 чёрная ладья · g8 чёрный король · b7 чёрный слон · g7 чёрная пешка · h7 чёрная пешка · f6 чёрная пешка · a5 чёрная пешка · d5 чёрная пешка · f5 белая пешка · b4 чёрный слон · e4 белая пешка · g4 белый ферзь · d3 белый слон · b2 белый слон · g2 белая пешка · h2 белая пешка · b1 белая ладья · f1 белая ладья · h1 белый король | a8 чёрный ферзь · c8 чёрная ладья · f8 чёрная ладья · g8 чёрный король · b7 чёрный слон · g7 чёрная пешка · h7 чёрная пешка · f6 чёрная пешка · a5 чёрная пешка · d5 чёрная пешка · f5 белая пешка · b4 чёрный слон · e4 белая пешка · g4 белый ферзь · d3 белый слон · b2 белый слон · g2 белая пешка · h2 белая пешка · b1 белая ладья · f1 белая ладья · h1 белый король | a8 чёрный ферзь · c8 чёрная ладья · f8 чёрная ладья · g8 чёрный король · b7 чёрный слон · g7 чёрная пешка · h7 чёрная пешка · f6 чёрная пешка · a5 чёрная пешка · d5 чёрная пешка · f5 белая пешка · b4 чёрный слон · e4 белая пешка · g4 белый ферзь · d3 белый слон · b2 белый слон · g2 белая пешка · h2 белая пешка · b1 белая ладья · f1 белая ладья · h1 белый король | a8 чёрный ферзь · c8 чёрная ладья · f8 чёрная ладья · g8 чёрный король · b7 чёрный слон · g7 чёрная пешка · h7 чёрная пешка · f6 чёрная пешка · a5 чёрная пешка · d5 чёрная пешка · f5 белая пешка · b4 чёрный слон · e4 белая пешка · g4 белый ферзь · d3 белый слон · b2 белый слон · g2 белая пешка · h2 белая пешка · b1 белая ладья · f1 белая ладья · h1 белый король | a8 чёрный ферзь · c8 чёрная ладья · f8 чёрная ладья · g8 чёрный король · b7 чёрный слон · g7 чёрная пешка · h7 чёрная пешка · f6 чёрная пешка · a5 чёрная пешка · d5 чёрная пешка · f5 белая пешка · b4 чёрный слон · e4 белая пешка · g4 белый ферзь · d3 белый слон · b2 белый слон · g2 белая пешка · h2 белая пешка · b1 белая ладья · f1 белая ладья · h1 белый король | a8 чёрный ферзь · c8 чёрная ладья · f8 чёрная ладья · g8 чёрный король · b7 чёрный слон · g7 чёрная пешка · h7 чёрная пешка · f6 чёрная пешка · a5 чёрная пешка · d5 чёрная пешка · f5 белая пешка · b4 чёрный слон · e4 белая пешка · g4 белый ферзь · d3 белый слон · b2 белый слон · g2 белая пешка · h2 белая пешка · b1 белая ладья · f1 белая ладья · h1 белый король | a8 чёрный ферзь · c8 чёрная ладья · f8 чёрная ладья · g8 чёрный король · b7 чёрный слон · g7 чёрная пешка · h7 чёрная пешка · f6 чёрная пешка · a5 чёрная пешка · d5 чёрная пешка · f5 белая пешка · b4 чёрный слон · e4 белая пешка · g4 белый ферзь · d3 белый слон · b2 белый слон · g2 белая пешка · h2 белая пешка · b1 белая ладья · f1 белая ладья · h1 белый король | a8 чёрный ферзь · c8 чёрная ладья · f8 чёрная ладья · g8 чёрный король · b7 чёрный слон · g7 чёрная пешка · h7 чёрная пешка · f6 чёрная пешка · a5 чёрная пешка · d5 чёрная пешка · f5 белая пешка · b4 чёрный слон · e4 белая пешка · g4 белый ферзь · d3 белый слон · b2 белый слон · g2 белая пешка · h2 белая пешка · b1 белая ладья · f1 белая ладья · h1 белый король | 5 |
| 4 | a8 чёрный ферзь · c8 чёрная ладья · f8 чёрная ладья · g8 чёрный король · b7 чёрный слон · g7 чёрная пешка · h7 чёрная пешка · f6 чёрная пешка · a5 чёрная пешка · d5 чёрная пешка · f5 белая пешка · b4 чёрный слон · e4 белая пешка · g4 белый ферзь · d3 белый слон · b2 белый слон · g2 белая пешка · h2 белая пешка · b1 белая ладья · f1 белая ладья · h1 белый король | a8 чёрный ферзь · c8 чёрная ладья · f8 чёрная ладья · g8 чёрный король · b7 чёрный слон · g7 чёрная пешка · h7 чёрная пешка · f6 чёрная пешка · a5 чёрная пешка · d5 чёрная пешка · f5 белая пешка · b4 чёрный слон · e4 белая пешка · g4 белый ферзь · d3 белый слон · b2 белый слон · g2 белая пешка · h2 белая пешка · b1 белая ладья · f1 белая ладья · h1 белый король | a8 чёрный ферзь · c8 чёрная ладья · f8 чёрная ладья · g8 чёрный король · b7 чёрный слон · g7 чёрная пешка · h7 чёрная пешка · f6 чёрная пешка · a5 чёрная пешка · d5 чёрная пешка · f5 белая пешка · b4 чёрный слон · e4 белая пешка · g4 белый ферзь · d3 белый слон · b2 белый слон · g2 белая пешка · h2 белая пешка · b1 белая ладья · f1 белая ладья · h1 белый король | a8 чёрный ферзь · c8 чёрная ладья · f8 чёрная ладья · g8 чёрный король · b7 чёрный слон · g7 чёрная пешка · h7 чёрная пешка · f6 чёрная пешка · a5 чёрная пешка · d5 чёрная пешка · f5 белая пешка · b4 чёрный слон · e4 белая пешка · g4 белый ферзь · d3 белый слон · b2 белый слон · g2 белая пешка · h2 белая пешка · b1 белая ладья · f1 белая ладья · h1 белый король | a8 чёрный ферзь · c8 чёрная ладья · f8 чёрная ладья · g8 чёрный король · b7 чёрный слон · g7 чёрная пешка · h7 чёрная пешка · f6 чёрная пешка · a5 чёрная пешка · d5 чёрная пешка · f5 белая пешка · b4 чёрный слон · e4 белая пешка · g4 белый ферзь · d3 белый слон · b2 белый слон · g2 белая пешка · h2 белая пешка · b1 белая ладья · f1 белая ладья · h1 белый король | a8 чёрный ферзь · c8 чёрная ладья · f8 чёрная ладья · g8 чёрный король · b7 чёрный слон · g7 чёрная пешка · h7 чёрная пешка · f6 чёрная пешка · a5 чёрная пешка · d5 чёрная пешка · f5 белая пешка · b4 чёрный слон · e4 белая пешка · g4 белый ферзь · d3 белый слон · b2 белый слон · g2 белая пешка · h2 белая пешка · b1 белая ладья · f1 белая ладья · h1 белый король | a8 чёрный ферзь · c8 чёрная ладья · f8 чёрная ладья · g8 чёрный король · b7 чёрный слон · g7 чёрная пешка · h7 чёрная пешка · f6 чёрная пешка · a5 чёрная пешка · d5 чёрная пешка · f5 белая пешка · b4 чёрный слон · e4 белая пешка · g4 белый ферзь · d3 белый слон · b2 белый слон · g2 белая пешка · h2 белая пешка · b1 белая ладья · f1 белая ладья · h1 белый король | a8 чёрный ферзь · c8 чёрная ладья · f8 чёрная ладья · g8 чёрный король · b7 чёрный слон · g7 чёрная пешка · h7 чёрная пешка · f6 чёрная пешка · a5 чёрная пешка · d5 чёрная пешка · f5 белая пешка · b4 чёрный слон · e4 белая пешка · g4 белый ферзь · d3 белый слон · b2 белый слон · g2 белая пешка · h2 белая пешка · b1 белая ладья · f1 белая ладья · h1 белый король | 4 |
| 3 | a8 чёрный ферзь · c8 чёрная ладья · f8 чёрная ладья · g8 чёрный король · b7 чёрный слон · g7 чёрная пешка · h7 чёрная пешка · f6 чёрная пешка · a5 чёрная пешка · d5 чёрная пешка · f5 белая пешка · b4 чёрный слон · e4 белая пешка · g4 белый ферзь · d3 белый слон · b2 белый слон · g2 белая пешка · h2 белая пешка · b1 белая ладья · f1 белая ладья · h1 белый король | a8 чёрный ферзь · c8 чёрная ладья · f8 чёрная ладья · g8 чёрный король · b7 чёрный слон · g7 чёрная пешка · h7 чёрная пешка · f6 чёрная пешка · a5 чёрная пешка · d5 чёрная пешка · f5 белая пешка · b4 чёрный слон · e4 белая пешка · g4 белый ферзь · d3 белый слон · b2 белый слон · g2 белая пешка · h2 белая пешка · b1 белая ладья · f1 белая ладья · h1 белый король | a8 чёрный ферзь · c8 чёрная ладья · f8 чёрная ладья · g8 чёрный король · b7 чёрный слон · g7 чёрная пешка · h7 чёрная пешка · f6 чёрная пешка · a5 чёрная пешка · d5 чёрная пешка · f5 белая пешка · b4 чёрный слон · e4 белая пешка · g4 белый ферзь · d3 белый слон · b2 белый слон · g2 белая пешка · h2 белая пешка · b1 белая ладья · f1 белая ладья · h1 белый король | a8 чёрный ферзь · c8 чёрная ладья · f8 чёрная ладья · g8 чёрный король · b7 чёрный слон · g7 чёрная пешка · h7 чёрная пешка · f6 чёрная пешка · a5 чёрная пешка · d5 чёрная пешка · f5 белая пешка · b4 чёрный слон · e4 белая пешка · g4 белый ферзь · d3 белый слон · b2 белый слон · g2 белая пешка · h2 белая пешка · b1 белая ладья · f1 белая ладья · h1 белый король | a8 чёрный ферзь · c8 чёрная ладья · f8 чёрная ладья · g8 чёрный король · b7 чёрный слон · g7 чёрная пешка · h7 чёрная пешка · f6 чёрная пешка · a5 чёрная пешка · d5 чёрная пешка · f5 белая пешка · b4 чёрный слон · e4 белая пешка · g4 белый ферзь · d3 белый слон · b2 белый слон · g2 белая пешка · h2 белая пешка · b1 белая ладья · f1 белая ладья · h1 белый король | a8 чёрный ферзь · c8 чёрная ладья · f8 чёрная ладья · g8 чёрный король · b7 чёрный слон · g7 чёрная пешка · h7 чёрная пешка · f6 чёрная пешка · a5 чёрная пешка · d5 чёрная пешка · f5 белая пешка · b4 чёрный слон · e4 белая пешка · g4 белый ферзь · d3 белый слон · b2 белый слон · g2 белая пешка · h2 белая пешка · b1 белая ладья · f1 белая ладья · h1 белый король | a8 чёрный ферзь · c8 чёрная ладья · f8 чёрная ладья · g8 чёрный король · b7 чёрный слон · g7 чёрная пешка · h7 чёрная пешка · f6 чёрная пешка · a5 чёрная пешка · d5 чёрная пешка · f5 белая пешка · b4 чёрный слон · e4 белая пешка · g4 белый ферзь · d3 белый слон · b2 белый слон · g2 белая пешка · h2 белая пешка · b1 белая ладья · f1 белая ладья · h1 белый король | a8 чёрный ферзь · c8 чёрная ладья · f8 чёрная ладья · g8 чёрный король · b7 чёрный слон · g7 чёрная пешка · h7 чёрная пешка · f6 чёрная пешка · a5 чёрная пешка · d5 чёрная пешка · f5 белая пешка · b4 чёрный слон · e4 белая пешка · g4 белый ферзь · d3 белый слон · b2 белый слон · g2 белая пешка · h2 белая пешка · b1 белая ладья · f1 белая ладья · h1 белый король | 3 |
| 2 | a8 чёрный ферзь · c8 чёрная ладья · f8 чёрная ладья · g8 чёрный король · b7 чёрный слон · g7 чёрная пешка · h7 чёрная пешка · f6 чёрная пешка · a5 чёрная пешка · d5 чёрная пешка · f5 белая пешка · b4 чёрный слон · e4 белая пешка · g4 белый ферзь · d3 белый слон · b2 белый слон · g2 белая пешка · h2 белая пешка · b1 белая ладья · f1 белая ладья · h1 белый король | a8 чёрный ферзь · c8 чёрная ладья · f8 чёрная ладья · g8 чёрный король · b7 чёрный слон · g7 чёрная пешка · h7 чёрная пешка · f6 чёрная пешка · a5 чёрная пешка · d5 чёрная пешка · f5 белая пешка · b4 чёрный слон · e4 белая пешка · g4 белый ферзь · d3 белый слон · b2 белый слон · g2 белая пешка · h2 белая пешка · b1 белая ладья · f1 белая ладья · h1 белый король | a8 чёрный ферзь · c8 чёрная ладья · f8 чёрная ладья · g8 чёрный король · b7 чёрный слон · g7 чёрная пешка · h7 чёрная пешка · f6 чёрная пешка · a5 чёрная пешка · d5 чёрная пешка · f5 белая пешка · b4 чёрный слон · e4 белая пешка · g4 белый ферзь · d3 белый слон · b2 белый слон · g2 белая пешка · h2 белая пешка · b1 белая ладья · f1 белая ладья · h1 белый король | a8 чёрный ферзь · c8 чёрная ладья · f8 чёрная ладья · g8 чёрный король · b7 чёрный слон · g7 чёрная пешка · h7 чёрная пешка · f6 чёрная пешка · a5 чёрная пешка · d5 чёрная пешка · f5 белая пешка · b4 чёрный слон · e4 белая пешка · g4 белый ферзь · d3 белый слон · b2 белый слон · g2 белая пешка · h2 белая пешка · b1 белая ладья · f1 белая ладья · h1 белый король | a8 чёрный ферзь · c8 чёрная ладья · f8 чёрная ладья · g8 чёрный король · b7 чёрный слон · g7 чёрная пешка · h7 чёрная пешка · f6 чёрная пешка · a5 чёрная пешка · d5 чёрная пешка · f5 белая пешка · b4 чёрный слон · e4 белая пешка · g4 белый ферзь · d3 белый слон · b2 белый слон · g2 белая пешка · h2 белая пешка · b1 белая ладья · f1 белая ладья · h1 белый король | a8 чёрный ферзь · c8 чёрная ладья · f8 чёрная ладья · g8 чёрный король · b7 чёрный слон · g7 чёрная пешка · h7 чёрная пешка · f6 чёрная пешка · a5 чёрная пешка · d5 чёрная пешка · f5 белая пешка · b4 чёрный слон · e4 белая пешка · g4 белый ферзь · d3 белый слон · b2 белый слон · g2 белая пешка · h2 белая пешка · b1 белая ладья · f1 белая ладья · h1 белый король | a8 чёрный ферзь · c8 чёрная ладья · f8 чёрная ладья · g8 чёрный король · b7 чёрный слон · g7 чёрная пешка · h7 чёрная пешка · f6 чёрная пешка · a5 чёрная пешка · d5 чёрная пешка · f5 белая пешка · b4 чёрный слон · e4 белая пешка · g4 белый ферзь · d3 белый слон · b2 белый слон · g2 белая пешка · h2 белая пешка · b1 белая ладья · f1 белая ладья · h1 белый король | a8 чёрный ферзь · c8 чёрная ладья · f8 чёрная ладья · g8 чёрный король · b7 чёрный слон · g7 чёрная пешка · h7 чёрная пешка · f6 чёрная пешка · a5 чёрная пешка · d5 чёрная пешка · f5 белая пешка · b4 чёрный слон · e4 белая пешка · g4 белый ферзь · d3 белый слон · b2 белый слон · g2 белая пешка · h2 белая пешка · b1 белая ладья · f1 белая ладья · h1 белый король | 2 |
| 1 | a8 чёрный ферзь · c8 чёрная ладья · f8 чёрная ладья · g8 чёрный король · b7 чёрный слон · g7 чёрная пешка · h7 чёрная пешка · f6 чёрная пешка · a5 чёрная пешка · d5 чёрная пешка · f5 белая пешка · b4 чёрный слон · e4 белая пешка · g4 белый ферзь · d3 белый слон · b2 белый слон · g2 белая пешка · h2 белая пешка · b1 белая ладья · f1 белая ладья · h1 белый король | a8 чёрный ферзь · c8 чёрная ладья · f8 чёрная ладья · g8 чёрный король · b7 чёрный слон · g7 чёрная пешка · h7 чёрная пешка · f6 чёрная пешка · a5 чёрная пешка · d5 чёрная пешка · f5 белая пешка · b4 чёрный слон · e4 белая пешка · g4 белый ферзь · d3 белый слон · b2 белый слон · g2 белая пешка · h2 белая пешка · b1 белая ладья · f1 белая ладья · h1 белый король | a8 чёрный ферзь · c8 чёрная ладья · f8 чёрная ладья · g8 чёрный король · b7 чёрный слон · g7 чёрная пешка · h7 чёрная пешка · f6 чёрная пешка · a5 чёрная пешка · d5 чёрная пешка · f5 белая пешка · b4 чёрный слон · e4 белая пешка · g4 белый ферзь · d3 белый слон · b2 белый слон · g2 белая пешка · h2 белая пешка · b1 белая ладья · f1 белая ладья · h1 белый король | a8 чёрный ферзь · c8 чёрная ладья · f8 чёрная ладья · g8 чёрный король · b7 чёрный слон · g7 чёрная пешка · h7 чёрная пешка · f6 чёрная пешка · a5 чёрная пешка · d5 чёрная пешка · f5 белая пешка · b4 чёрный слон · e4 белая пешка · g4 белый ферзь · d3 белый слон · b2 белый слон · g2 белая пешка · h2 белая пешка · b1 белая ладья · f1 белая ладья · h1 белый король | a8 чёрный ферзь · c8 чёрная ладья · f8 чёрная ладья · g8 чёрный король · b7 чёрный слон · g7 чёрная пешка · h7 чёрная пешка · f6 чёрная пешка · a5 чёрная пешка · d5 чёрная пешка · f5 белая пешка · b4 чёрный слон · e4 белая пешка · g4 белый ферзь · d3 белый слон · b2 белый слон · g2 белая пешка · h2 белая пешка · b1 белая ладья · f1 белая ладья · h1 белый король | a8 чёрный ферзь · c8 чёрная ладья · f8 чёрная ладья · g8 чёрный король · b7 чёрный слон · g7 чёрная пешка · h7 чёрная пешка · f6 чёрная пешка · a5 чёрная пешка · d5 чёрная пешка · f5 белая пешка · b4 чёрный слон · e4 белая пешка · g4 белый ферзь · d3 белый слон · b2 белый слон · g2 белая пешка · h2 белая пешка · b1 белая ладья · f1 белая ладья · h1 белый король | a8 чёрный ферзь · c8 чёрная ладья · f8 чёрная ладья · g8 чёрный король · b7 чёрный слон · g7 чёрная пешка · h7 чёрная пешка · f6 чёрная пешка · a5 чёрная пешка · d5 чёрная пешка · f5 белая пешка · b4 чёрный слон · e4 белая пешка · g4 белый ферзь · d3 белый слон · b2 белый слон · g2 белая пешка · h2 белая пешка · b1 белая ладья · f1 белая ладья · h1 белый король | a8 чёрный ферзь · c8 чёрная ладья · f8 чёрная ладья · g8 чёрный король · b7 чёрный слон · g7 чёрная пешка · h7 чёрная пешка · f6 чёрная пешка · a5 чёрная пешка · d5 чёрная пешка · f5 белая пешка · b4 чёрный слон · e4 белая пешка · g4 белый ферзь · d3 белый слон · b2 белый слон · g2 белая пешка · h2 белая пешка · b1 белая ладья · f1 белая ладья · h1 белый король | 1 |
|   | a | b | c | d | e | f | g | h |   |

На турнире в Баку (весна 1980 года) Каспаров выполнил норму гроссмейстера. Он занял первое место, обойдя на пол-очка Белявского, вместе с которым прошёл турнир без поражений. В том же году он, снова не проиграв ни одной партии, победил на чемпионате мира среди юниоров в Дортмунде, где вторым призёром стал Найджел Шорт. Затем Каспаров окончил среднюю школу с золотой медалью. В конце года он вошёл в состав сборной СССР на шахматной олимпиаде вторым запасным и показал третий результат на своей доске.
В начале 1981 года Каспаров играл на первой доске молодёжной сборной в четверном матч-турнире сборных СССР. Он занял первое место на доске, а обе партии с чемпионом мира Карповым закончились вничью. Позже в том же году на Московском международном турнире, в котором Карпов победил, Каспаров разделил 2—4 места с Смысловым и Полугаевским. Встреча Каспарова и Карпова состоялась в последнем туре, соперники быстро согласились на ничью. В декабре восемнадцатилетний Каспаров разделил звание чемпиона СССР с Львом Псахисом, став самым молодым Чемпионом СССР по шахматам в истории страны. Чемпионат проходил во Фрунзе. Каспаров уже во втором туре проиграл Псахису, а затем они по очереди лидировали. Перед последним туром Псахис был впереди на пол-очка, но не смог выиграть у Агзамова, в то время как Каспаров чёрными переиграл Тукмакова.

### Борьба за звание чемпиона мира
В сентябре 1982 года в Москве прошёл межзональный турнир, из которого в матчи претендентов выходили первые два призёра. Каспаров прошёл дистанцию без поражений (10 из 13, +7 =6) и опередил на полтора очка Белявского и на два — Таля и Андерссона. В ноябре на олимпиаде в Люцерне девятнадцатилетний Каспаров играл на второй доске и набрал 8½ очков в 11 партиях. При этом в матче против Швейцарии он заменил Карпова в принципиальной партии чёрными против Корчного и в осложнениях одержал победу. Уже тогда Каспаров рассматривался как фаворит предстоящих матчей претендентов. В начале следующего года Каспаров играл в Москве четвертьфинальный матч против Белявского. Каспаров выиграл вторую партию, применив специально подготовленную для этого претендентского цикла защиту Тарраша. Белявский сравнял счёт в четвёртой партии, но Каспаров вышел вперёд в пятой, а победами в восьмой и девятой закончил матч досрочно. По результатам 1982 года Каспаров стал обладателем шахматного «Оскара», во многом благодаря победе над Корчным в Люцерне.
Соперником Каспарова в полуфинальном матче, намеченном на август 1983 года, стал Виктор Корчной. По правилам соперники имели право выбора места проведения матча из числа городов, обеспечивших необходимые условия и призовой фонд, а в спорных случаях решающий голос имел президент ФИДЕ. Корчной выбрал Роттердам, Каспаров — Лас-Пальмас, а президент ФИДЕ Кампоманес — третий вариант, Пасадену. Советская шахматная федерация под предлогом того, что в США советской делегации не будет обеспечена безопасность, приняла решение, что Каспаров не поедет в Пасадену, и ему было засчитано поражение без игры. Через три дня во втором полуфинале в Абу-Даби аналогично было засчитано поражение Смыслову в матче против Рибли. Гейдар Алиев, бывший в то время первым заместителем председателя Совета Министров СССР, помог Каспарову, убедив руководство страны дать Каспарову возможность сыграть матч. В рамках достигнутых договоренностей советская сторона пошла на выплату крупного штрафа и отмену запрета на выступления советских шахматистов в соревнованиях с участием Корчного. Оба матча начались в ноябре 1983 года в Лондоне. Корчной выиграл первую партию, следующие четыре окончились вничью. В шестой партии Каспаров воспользовался ошибкой соперника и выравнял положение. А начиная с седьмой партии Каспаров навязал сопернику каталонское начало за оба цвета, что стало решающим фактором. Он выиграл седьмую, девятую и одиннадцатую партии, снова закончив матч досрочно (+4 −1 =6). В финале Каспаров встретился со Смысловым, который был старше его ровно в три раза (Каспарову в последний день матча исполнился 21 год, Смыслову было 63). Каспаров победил со счётом 8½:4½, не проиграв ни одной партии.
В июне 1984 года Каспаров играл на второй доске в матче «СССР против остального мира». Свой микроматч против Тиммана Каспаров выиграл +1 =3.
Первый матч за звание чемпиона мира по шахматам Гарри Каспаров играл против чемпиона мира Анатолия Карпова. До этого они в разных официальных соревнованиях сыграли три партии, которые закончились вничью. Для победы требовалось первым выиграть 6 партий. Такой регламент был введён в феврале 1977 года и по нему прошли два матча Карпова с Корчным. Матч начался 10 сентября 1984 года в Москве. Уже после девятой партии Карпов вёл в счёте 4:0, и в последующих партиях Каспаров изменил тактику: он стал играть на ничью в каждой партии и вынуждать Карпова играть за другой цвет против своих любимых схем. Последовала серия из семнадцати ничьих, но двадцать седьмую партию снова выиграл Карпов, которому теперь оставалось одно очко до победы в матче. Каспаров «размочил» счёт в тридцать второй партии. В сорок первой партии Карпов был близок к выигрышу, но упустил его, а сорок седьмую и сорок восьмую партии выиграл Каспаров. При счёте 5:3 15 февраля 1985 года президент ФИДЕ Флоренсио Кампоманес на пресс-конференции объявил о прекращении матча, мотивировав это исчерпанием физических и психических ресурсов участников, и повторном матче между этими же соперниками в 1985 году. При этом и Карпов, и Каспаров выразили готовность продолжать матч; Каспаров на той же пресс-конференции обвинил Кампоманеса, что тот решил прервать матч только тогда, когда претендент получил шансы на победу. Бывший начальник Управления шахмат Госкомспорта СССР, гроссмейстер Николай Крогиус в мемуарной книге «Шахматы. Игра и жизнь» указывает, что матч был прерван по указанию члена Политбюро ЦК КПСС Гейдара Алиева. Позднее Каспаров называл 15 февраля 1985 года «началом своей политической карьеры».

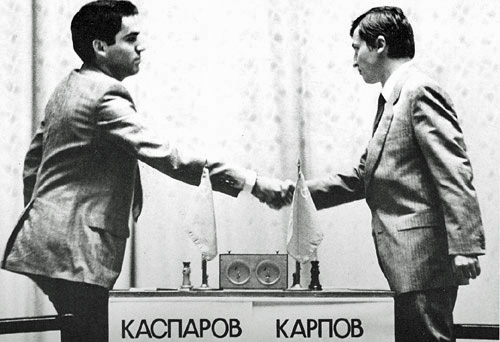
Матч за звание чемпиона мира 1985

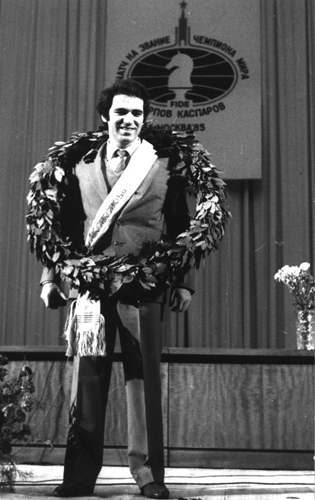
Каспаров после победы в матче 1985 года

На очередном конгрессе ФИДЕ были утверждены новые правила: матчи за звание чемпиона мира игрались на большинство из 24 партий, при счёте 12:12 чемпион сохранял звание. Летом 1985 года Каспаров дал большое интервью западногерманскому журналу Spiegel, в котором обвинил Шахматную федерацию СССР в поддержке Карпова любыми средствами и антисемитизме и выразил сомнение, что новый матч состоится. За три недели до старта матча должно было состояться заседание федерации, на котором планировалось решение о дисквалификации Каспарова. Каспарова спас новый заведующий отделом пропаганды ЦК КПСС Александр Яковлев, убедивший руководство страны в том, что матч должен состояться.
Новый матч между Карповым и Каспаровым начался 1 сентября 1985 года в Москве. Каспаров выиграл первую партию, применив белыми малораспространённое продолжение в защите Нимцовича. Карпов вышел вперёд после побед в четвёртой и пятой партиях, следующие пять закончились вничью. А. Суэтин охарактеризовал этот отрезок как «хождение по проволоке»: Карпов получал преимущество, но Каспаров изобретательной защитой сводил его на нет. В одиннадцатой партии Каспаров сравнял счёт благодаря грубому «зевку» соперника. Переломной стала шестнадцатая партия, в которой Каспаров чёрными применил в сицилианской защите гамбитный вариант и одержал эффектную победу (ранее этот же вариант был опробован в двенадцатой партии, но тогда Карпов не пошёл на осложнения и партия быстро окончилась вничью). Вскоре Каспаров выиграл ещё одну партию. Чемпион мира сократил разрыв до минимального в двадцать второй партии. Предпоследняя партия матча закончилась вничью, а в последней, в которой игравшего белыми Карпова устраивала только победа, позволявшая сравнять счёт и сохранить звание чемпиона, Каспаров оказался сильнее в осложнениях. Матч закончился 10 ноября 1985 года со счётом 13:11 в пользу претендента.
В 22 года 6 месяцев и 27 дней Каспаров стал самым молодым чемпионом мира в истории шахмат (ранее Михаил Таль выиграл матч на первенство мира у Михаила Ботвинника в 1960 году в возрасте 23 лет). Каспаров продолжал удерживать этот рекорд до 2024 года, когда самым молодым чемпионом мира по шахматам стал индийский гроссмейстер Гукеш Доммараджу. В 2013 году Магнус Карлсен стал чемпионом мира, тоже не достигнув 23 лет, но он был на несколько месяцев старше Каспарова.

### Чемпион мира
В апреле 1986 года в доме отдыха в Пестово под Москвой открылась «школа Каспарова — Ботвинника», представлявшая собой возобновлённую школу Ботвинника. На первую сессию были приглашены 13 талантливых школьников, в том числе Константин Сакаев и Владимир Акопян. Позднее в школе занимались Владимир Крамник, Алексей Широв, Сергей Тивяков и другие будущие гроссмейстеры. В том же году Каспаров окончил Азербайджанский педагогический институт иностранных языков. В матч-реванше (Лондон — Ленинград, июль — октябрь 1986 года) Каспаров защитил звание чемпиона мира. В этом матче Каспаров получил комфортный перевес в три очка после побед в 14-й и 16-й партиях. Особенно напряжённой и богатой на события стала шестнадцатая партия, в которой атаке на своего короля Карпов противопоставил наступление на ферзевом фланге. В полной ошибок и сложной для анализа партии Каспаров оказался сильнее. Но после этого чемпион проиграл три партии подряд и позволил Карпову сравнять счёт. После третьего поражения Каспаров исключил из тренерского штаба международного мастера Евгения Владимирова, которого он заподозрил в передаче анализов Карпову. Решающей стала 22-я партия, в которой Каспаров, записывая ход перед откладыванием, нашёл форсированный выигрыш. Две последних встречи закончились вничью, Каспаров победил со счётом 12½:11½.
В конце года Каспаров в составе сборной СССР выиграл олимпиаду в Дубае. Там же состоялся конгресс ФИДЕ и выборы президента организации. Каспаров в тандеме с Реймондом Кином в течение последнего года поддерживал оппонента Кампоманеса, бразильца Лусену. Однако Кампоманес заручился поддержкой большинства делегатов, и Лусена снял кандидатуру ещё до голосования.
15 февраля 1987 года по инициативе Каспарова была создана Ассоциация гроссмейстеров, задачей которой были защита интересов ведущих шахматистов и создание противовеса ФИДЕ, которая проводила политику поддержки малых федераций. Каспаров стал её президентом. В конце года в Севилье Каспарову снова предстоял матч против Карпова, который до того победил в матче финалиста претендентского цикла Андрея Соколова. Карпов дважды выходил вперёд после второй и пятой партий, затем две победы одержал Каспаров, в шестнадцатой партии Карпов сравнял счёт. В предпоследней, двадцать третьей, партии Каспаров допустил тактический просчёт: он пожертвовал ладью, но уже через три хода жертва была опровергнута. В последней партии Каспарову было необходимо побеждать, и он справился с этой задачей. Вопреки предположениям, он не стал идти на обострения, а накапливал позиционный перевес. Карпов защищался не лучшим образом, и Каспаров выиграл партию, сохранив титул (12:12).

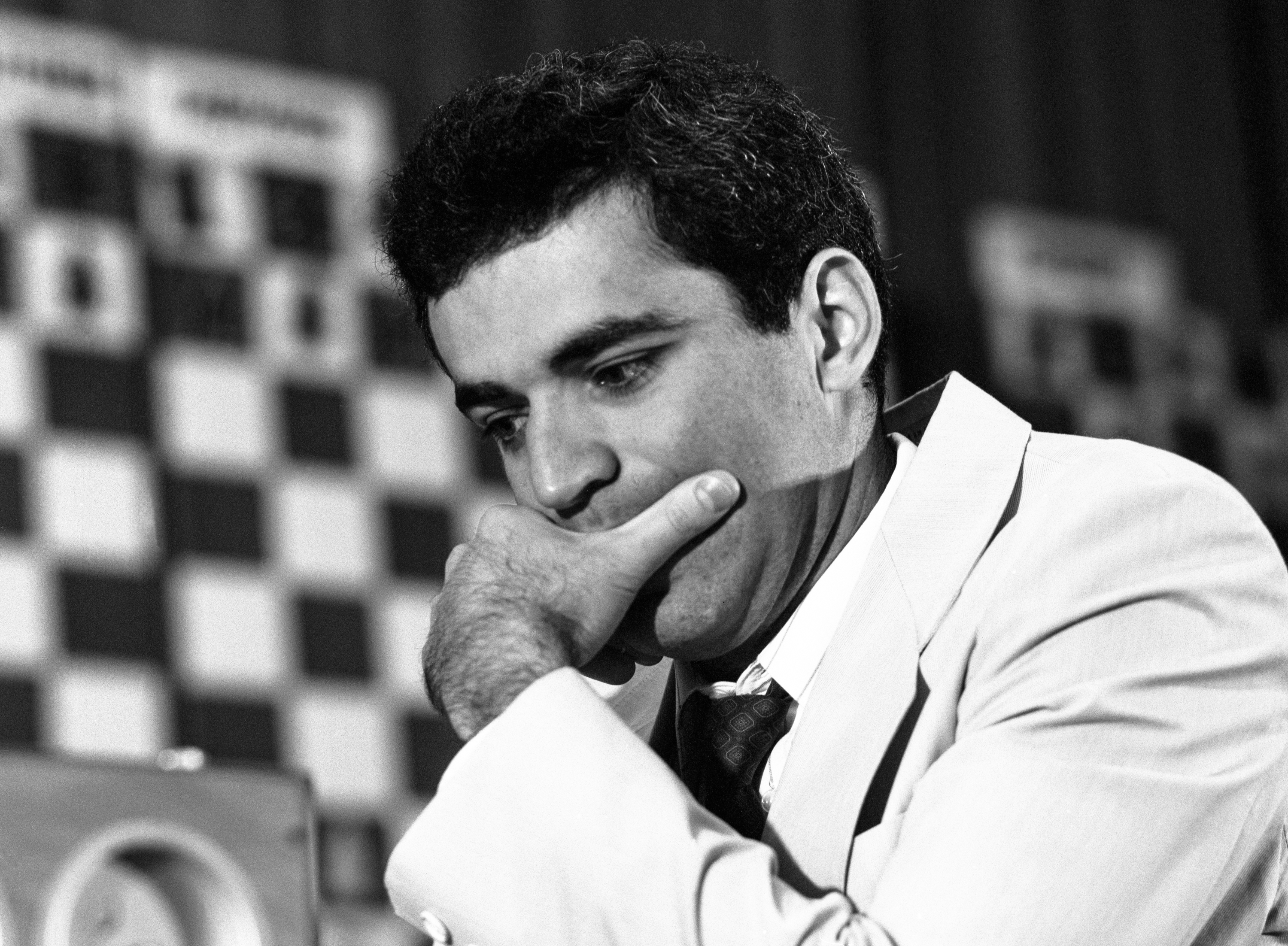
Во время игры, 1988

В сезоне 1988—1989 годов Ассоциация гроссмейстеров провела Кубок мира для 25 сильнейших шахматистов мира, который состоял из шести этапов, проходивших по круговой системе. Каждый шахматист мог сыграть в четырёх турнирах, а в зачёт шли три лучших результата. Каспаров принял участие в турнирах в Бельфоре, Рейкьявике, Барселоне и Шеллефтео. Первые два турнира он выиграл, в двух других поделил первые места с соответственно Любоевичем и Карповым и в итоге занял первое место в общем зачёте, ненамного опередив Карпова. В чемпионате СССР 1988 года приняли участие все сильнейшие советские гроссмейстеры. Каспаров и Карпов прошли всю дистанцию без поражений и разделили первое место, обогнав на полтора очка ближайших преследователей — Юсупова и Салова. Регламентом был предусмотрен матч из четырёх партий за первое место, но он не состоялся.
Осенью 1989 года Каспаров с огромным перевесом выиграл двухкруговой гроссмейстерский турнир в Тилбурге. Он набрал 12 очков из 14 и на 3½ опередил второго призёра Корчного. Благодаря этой победе Каспаров превзошёл рекордный рейтинг Фишера образца 1972 года (2785 пунктов). В конце года Каспаров выиграл ещё один турнир в Белграде с результатом 9½ из 11 (Тимман и Эльвест отстали на три очка), и его рейтинг достиг значения 2811. Когда Каспаров выиграл турнир в Линаресе 1990 года с результатом 8 из 11 (второе место занял Борис Гельфанд, единственное поражение чемпиону нанёс Борис Гулько), набранных очков оказалось недостаточно для поддержания рейтинга. В конце 1990 года в Нью-Йорке и Лионе в пятом по счёту матче против Карпова, который выиграл претендентский цикл, Каспаров снова защитил титул. На старте матча произошёл скандал: Каспаров играл не под советским флагом, а под бело-сине-красным российским. Делегация Карпова заявила протест, и после четырёх партий оба флага были убраны. На отрезке с 16 по 20 партию Каспаров выиграл три партии при одном поражении, и после ничьих в двух следующих партиях Каспаров набрал двенадцатое очко, позволившее обеспечить сохранение титула досрочно. Итог матча — 12½:11½ в пользу чемпиона. Как победитель Каспаров получил чек на 1,7 млн $ и бриллиантовый трофей, оцененный в 600 тыс. $ — самые крупные призовые за всю историю мировых первенств. Незадолго до этого матча Каспаров расстался со своим многолетним тренером А. Никитиным.
1991 год начался с турнира в Линаресе, где Каспарова на пол-очка опередил 21-летний Василий Иванчук, выигравший у чемпиона и личную встречу. В Амстердаме Каспаров разделил 3—4 места, а победил Салов. Затем Каспаров выиграл двухкруговой турнир в Тилбурге с результатом 10 из 14; второй призёр Шорт отстал на полтора очка. В конце года Каспаров разделил с Гельфандом 2—3 места на турнире в Реджо-нель-Эмилия. Первое место занял Вишванатан Ананд, для которого эта победа стала прорывом в шахматную элиту. Линарес 1992 года стал для Каспарова победным, он не проиграл ни одной партии и набрал 10 из 13, на два очка больше чем занявшие призовые места Иванчук и Тимман. В том же году состоялся турнир в Дортмунде, где Каспаров разделил первое место с Иванчуком. Он набрал 6 из 9 и проиграл сразу две партии — Камскому и Хюбнеру. Линарес 1993 года Каспаров вновь выиграл с результатом 10 из 13, при этом одержав яркую победу над Карповым чёрными в 27 ходов.
В феврале 1992 года состоялся первый съезд Российской шахматной федерации. Каспаров выдвинул на пост президента Аркадия Мурашёва, начальника ГУВД Москвы и соратника Каспарова по Демократической партии России. Мурашёв победил, а Карпов из-за конфликта с Каспаровым вокруг выборов отказался играть за сборную России на олимпиаде 1992 года (на ней сборная России благодаря очень результативной игре Каспарова и молодого Владимира Крамника победила). Через год состоялись новые выборы президента, на которых вместо Мурашёва был избран поддержанный Карповым Евгений Бебчук.

#### Разрыв с ФИДЕ и создание Профессиональной шахматной ассоциации
Не согласившись с политикой, проводимой ФИДЕ, 27 февраля 1993 года Каспаров и победивший в претендентском цикле Найджел Шорт объявили, что проведут свой матч без участия ФИДЕ и под покровительством нового органа — Профессиональной шахматной ассоциации (ПША). ФИДЕ лишила Гарри Каспарова звания чемпиона мира по шахматам и исключила его из своих рейтинг-листов. Каспаров и Шорт были восстановлены в рейтинге только в следующем году, до того ПША успела выпустить свой собственный рейтинг, который возглавил Каспаров. Одновременно с матчем Каспаров — Шорт прошёл матч на первенство мира ФИДЕ между Карповым и финалистом цикла претендентов Тимманом. Матч между Каспаровым и Шортом игрался на большинство из 24 партий. Каспаров сразу повёл в счёте 3½:½ и досрочно завершил матч после 20-й партии (+6 −1 =13). Впоследствии Каспаров говорил, что разрыв с ФИДЕ в 1993 году был самой большой ошибкой в его шахматной карьере.
На супертурнире XVIII категории в Линаресе 1994 года Каспаров разделил второе место с Шировым, а первое место занял Карпов, набравший 11 из 13 очков и оторвавшийся на 2½ очка. Этот турнир считается одним из сильнейших в истории шахмат, а выступление Карпова — одной из самых впечатляющих турнирных побед всех времён. Турнир также был примечателен инцидентом с участием Каспарова и семнадцатилетней Юдит Полгар. Каспаров сделал ход конём, увидел возможный ответ белых и переставил фигуру на другое поле. Камера зафиксировала, что до того он оторвал руку от коня на 1/4 секунды, так что по правилам Каспаров уже не мог изменить ход, однако партия продолжилась. В августе Каспаров выиграл двухкруговой турнир в Новгороде, а в сентябре — турнир в Цюрихе, причём на финише турнира он победил двух прямых конкурентов — Широва и Юсупова. В апреле 1995 года состоялся первый из трёх этапов серии турниров ПША «Супер-классик» — мемориал Таля в Риге. Решающей для определения победителя стала партия между Каспаровым и Анандом, которым вскоре предстоял матч на первенство мира. Каспаров применил редко встречающийся на высшем уровне гамбит Эванса и выиграл уже на 25-м ходу. Второй турнир серии прошёл в Новгороде через месяц с небольшим. Каспаров на очко опередил Шорта, Иванчука, Эльвеста и Топалова.

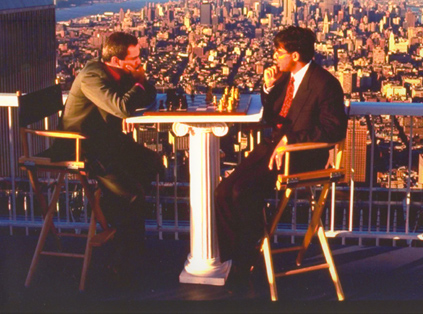
Каспаров и Ананд на крыше Южной башни Всемирного торгового центра, 1995

Осенью 1995 года Каспаров выиграл матч на первенство мира у Вишванатана Ананда, проходивший во Всемирном торговом центре в Нью-Йорке. Первые восемь партий закончились вничью, девятую выиграл Ананд, но в следующих пяти партиях Каспаров одержал четыре победы. Матч снова закончился досрочно — после восемнадцатой партии. Каспаров объяснял результат так: «Его подготовили очень хорошо, персонально под меня. Тренеры Ананда учли все мои привычки, пристрастия и особенности, дебюты, которые я играю, и прочее, и прочее, но они не учли индивидуальных особенностей самого Ананда. Они навязали Виши несвойственную ему манеру игры». В конце года в последнем турнире «Супер-классик» в Хоргене Каспаров с 5 очками из 10 и только одной выигранной партией стал пятым. Первое и второе места разделили Иванчук, нанёсший Каспарову единственное поражение, и Крамник.
В январе 1996 года основной спонсор ПША Intel объявил, что не будет продлевать спонсорское соглашение с ПША. По словам Каспарова причиной этого стало желание Каспарова провести матч против компьютера Deep Blue, разработанного корпорацией IBM, конкурентом Intel. Вскоре ПША прекратила существование.
В 1996 году Каспаров выиграл первый в истории турнир XXI категории в Лас-Пальмасе, имевший рекордный средний рейтинг участников (2756,6). В этом турнире Ананд, Иванчук, Карпов, Каспаров, Крамник и Топалов сыграли в два круга. Каспаров одержал по одной победе над Топаловым, Карповым и Иванчуком и свёл вничью остальные партии, опередив в итоге занявшего второе место Ананда на очко. Первый турнир с более высоким средним рейтингом участников состоялся в 2009 году (Мемориал Таля в Москве). В следующем году Каспаров победил в Линаресе, при этом выиграв личные встречи у всех участников, занявших места со второго по шестое, и проиграв Иванчуку, и Новгороде, а также разделил первое место в Тилбурге с Крамником и Свидлером.
В 1998 году Каспаров и вновь созданная организация Всемирный шахматный совет во главе с организатором турниров в Линаресе Луисом Рентеро запланировали матч за титул. Претендент должен был определиться в матче между Анандом и Крамником, но Ананд отказался, так как был связан обязательствами не играть в претендентских циклах не под эгидой ФИДЕ, поэтому его заменил Широв. Широв неожиданно выиграл 5½:3½ и получил право на матч с Каспаровым, который был намечен на осень того же года. Однако из-за финансовых проблем спонсора — Рентеро — матч не состоялся.
В 1999 выиграл исключительный матч против всего мира. В дальнейшем за 18 месяцев в 1999 и 2000 году Каспаров выиграл подряд шесть супертурниров не ниже 18-й категории каждый. В начале 1999 года Каспаров победил на ежегодном турнире в Вейк-ан-Зее (10 из 13 при одном поражении от И. Соколова; Ананд набрал 9½, Крамник — 8). Затем он выиграл в Линаресе с результатом +7 −0 =7, при этом одержал пять побед чёрными. Крамник и Ананд отстали на 2½ очка. В мае состоялся турнир в Сараево, в котором Ананд и Крамник не принимали участия. Каспаров набрал 7 из 9 (без поражений), 2—3 места разделили Бареев и Широв (по 6). В рейтинг-листе ФИДЕ от июля 1999 года Каспаров достиг рекордного рейтинга 2851. В следующем году он выиграл ещё по одному турниру в Вейк-ан-Зее, Линаресе и Сараево. В Сараево основным конкурентом Каспарова стал Широв, но он проиграл в предпоследнем туре Мовсесяну, которого Каспаров сам победил в последнем туре.
|   | a | b | c | d | e | f | g | h |   |
| - | --- | --- | --- | --- | --- | --- | --- | --- | - |
| 8 | a8 чёрный слон · d8 чёрная ладья · h8 чёрная ладья · a7 чёрный король · f7 чёрная пешка · h7 чёрная пешка · a6 чёрная пешка · d6 чёрный ферзь · f6 чёрный конь · g6 чёрная пешка · a5 белый конь · b5 чёрная пешка · c5 чёрная пешка · d5 белая пешка · d4 чёрная пешка · f4 белый ферзь · a3 белая пешка · f3 белая пешка · g3 белая пешка · h3 белый слон · b2 белая пешка · c2 белая пешка · h2 белая пешка · b1 белый король · d1 белая ладья · e1 белая ладья | a8 чёрный слон · d8 чёрная ладья · h8 чёрная ладья · a7 чёрный король · f7 чёрная пешка · h7 чёрная пешка · a6 чёрная пешка · d6 чёрный ферзь · f6 чёрный конь · g6 чёрная пешка · a5 белый конь · b5 чёрная пешка · c5 чёрная пешка · d5 белая пешка · d4 чёрная пешка · f4 белый ферзь · a3 белая пешка · f3 белая пешка · g3 белая пешка · h3 белый слон · b2 белая пешка · c2 белая пешка · h2 белая пешка · b1 белый король · d1 белая ладья · e1 белая ладья | a8 чёрный слон · d8 чёрная ладья · h8 чёрная ладья · a7 чёрный король · f7 чёрная пешка · h7 чёрная пешка · a6 чёрная пешка · d6 чёрный ферзь · f6 чёрный конь · g6 чёрная пешка · a5 белый конь · b5 чёрная пешка · c5 чёрная пешка · d5 белая пешка · d4 чёрная пешка · f4 белый ферзь · a3 белая пешка · f3 белая пешка · g3 белая пешка · h3 белый слон · b2 белая пешка · c2 белая пешка · h2 белая пешка · b1 белый король · d1 белая ладья · e1 белая ладья | a8 чёрный слон · d8 чёрная ладья · h8 чёрная ладья · a7 чёрный король · f7 чёрная пешка · h7 чёрная пешка · a6 чёрная пешка · d6 чёрный ферзь · f6 чёрный конь · g6 чёрная пешка · a5 белый конь · b5 чёрная пешка · c5 чёрная пешка · d5 белая пешка · d4 чёрная пешка · f4 белый ферзь · a3 белая пешка · f3 белая пешка · g3 белая пешка · h3 белый слон · b2 белая пешка · c2 белая пешка · h2 белая пешка · b1 белый король · d1 белая ладья · e1 белая ладья | a8 чёрный слон · d8 чёрная ладья · h8 чёрная ладья · a7 чёрный король · f7 чёрная пешка · h7 чёрная пешка · a6 чёрная пешка · d6 чёрный ферзь · f6 чёрный конь · g6 чёрная пешка · a5 белый конь · b5 чёрная пешка · c5 чёрная пешка · d5 белая пешка · d4 чёрная пешка · f4 белый ферзь · a3 белая пешка · f3 белая пешка · g3 белая пешка · h3 белый слон · b2 белая пешка · c2 белая пешка · h2 белая пешка · b1 белый король · d1 белая ладья · e1 белая ладья | a8 чёрный слон · d8 чёрная ладья · h8 чёрная ладья · a7 чёрный король · f7 чёрная пешка · h7 чёрная пешка · a6 чёрная пешка · d6 чёрный ферзь · f6 чёрный конь · g6 чёрная пешка · a5 белый конь · b5 чёрная пешка · c5 чёрная пешка · d5 белая пешка · d4 чёрная пешка · f4 белый ферзь · a3 белая пешка · f3 белая пешка · g3 белая пешка · h3 белый слон · b2 белая пешка · c2 белая пешка · h2 белая пешка · b1 белый король · d1 белая ладья · e1 белая ладья | a8 чёрный слон · d8 чёрная ладья · h8 чёрная ладья · a7 чёрный король · f7 чёрная пешка · h7 чёрная пешка · a6 чёрная пешка · d6 чёрный ферзь · f6 чёрный конь · g6 чёрная пешка · a5 белый конь · b5 чёрная пешка · c5 чёрная пешка · d5 белая пешка · d4 чёрная пешка · f4 белый ферзь · a3 белая пешка · f3 белая пешка · g3 белая пешка · h3 белый слон · b2 белая пешка · c2 белая пешка · h2 белая пешка · b1 белый король · d1 белая ладья · e1 белая ладья | a8 чёрный слон · d8 чёрная ладья · h8 чёрная ладья · a7 чёрный король · f7 чёрная пешка · h7 чёрная пешка · a6 чёрная пешка · d6 чёрный ферзь · f6 чёрный конь · g6 чёрная пешка · a5 белый конь · b5 чёрная пешка · c5 чёрная пешка · d5 белая пешка · d4 чёрная пешка · f4 белый ферзь · a3 белая пешка · f3 белая пешка · g3 белая пешка · h3 белый слон · b2 белая пешка · c2 белая пешка · h2 белая пешка · b1 белый король · d1 белая ладья · e1 белая ладья | 8 |
| 7 | a8 чёрный слон · d8 чёрная ладья · h8 чёрная ладья · a7 чёрный король · f7 чёрная пешка · h7 чёрная пешка · a6 чёрная пешка · d6 чёрный ферзь · f6 чёрный конь · g6 чёрная пешка · a5 белый конь · b5 чёрная пешка · c5 чёрная пешка · d5 белая пешка · d4 чёрная пешка · f4 белый ферзь · a3 белая пешка · f3 белая пешка · g3 белая пешка · h3 белый слон · b2 белая пешка · c2 белая пешка · h2 белая пешка · b1 белый король · d1 белая ладья · e1 белая ладья | a8 чёрный слон · d8 чёрная ладья · h8 чёрная ладья · a7 чёрный король · f7 чёрная пешка · h7 чёрная пешка · a6 чёрная пешка · d6 чёрный ферзь · f6 чёрный конь · g6 чёрная пешка · a5 белый конь · b5 чёрная пешка · c5 чёрная пешка · d5 белая пешка · d4 чёрная пешка · f4 белый ферзь · a3 белая пешка · f3 белая пешка · g3 белая пешка · h3 белый слон · b2 белая пешка · c2 белая пешка · h2 белая пешка · b1 белый король · d1 белая ладья · e1 белая ладья | a8 чёрный слон · d8 чёрная ладья · h8 чёрная ладья · a7 чёрный король · f7 чёрная пешка · h7 чёрная пешка · a6 чёрная пешка · d6 чёрный ферзь · f6 чёрный конь · g6 чёрная пешка · a5 белый конь · b5 чёрная пешка · c5 чёрная пешка · d5 белая пешка · d4 чёрная пешка · f4 белый ферзь · a3 белая пешка · f3 белая пешка · g3 белая пешка · h3 белый слон · b2 белая пешка · c2 белая пешка · h2 белая пешка · b1 белый король · d1 белая ладья · e1 белая ладья | a8 чёрный слон · d8 чёрная ладья · h8 чёрная ладья · a7 чёрный король · f7 чёрная пешка · h7 чёрная пешка · a6 чёрная пешка · d6 чёрный ферзь · f6 чёрный конь · g6 чёрная пешка · a5 белый конь · b5 чёрная пешка · c5 чёрная пешка · d5 белая пешка · d4 чёрная пешка · f4 белый ферзь · a3 белая пешка · f3 белая пешка · g3 белая пешка · h3 белый слон · b2 белая пешка · c2 белая пешка · h2 белая пешка · b1 белый король · d1 белая ладья · e1 белая ладья | a8 чёрный слон · d8 чёрная ладья · h8 чёрная ладья · a7 чёрный король · f7 чёрная пешка · h7 чёрная пешка · a6 чёрная пешка · d6 чёрный ферзь · f6 чёрный конь · g6 чёрная пешка · a5 белый конь · b5 чёрная пешка · c5 чёрная пешка · d5 белая пешка · d4 чёрная пешка · f4 белый ферзь · a3 белая пешка · f3 белая пешка · g3 белая пешка · h3 белый слон · b2 белая пешка · c2 белая пешка · h2 белая пешка · b1 белый король · d1 белая ладья · e1 белая ладья | a8 чёрный слон · d8 чёрная ладья · h8 чёрная ладья · a7 чёрный король · f7 чёрная пешка · h7 чёрная пешка · a6 чёрная пешка · d6 чёрный ферзь · f6 чёрный конь · g6 чёрная пешка · a5 белый конь · b5 чёрная пешка · c5 чёрная пешка · d5 белая пешка · d4 чёрная пешка · f4 белый ферзь · a3 белая пешка · f3 белая пешка · g3 белая пешка · h3 белый слон · b2 белая пешка · c2 белая пешка · h2 белая пешка · b1 белый король · d1 белая ладья · e1 белая ладья | a8 чёрный слон · d8 чёрная ладья · h8 чёрная ладья · a7 чёрный король · f7 чёрная пешка · h7 чёрная пешка · a6 чёрная пешка · d6 чёрный ферзь · f6 чёрный конь · g6 чёрная пешка · a5 белый конь · b5 чёрная пешка · c5 чёрная пешка · d5 белая пешка · d4 чёрная пешка · f4 белый ферзь · a3 белая пешка · f3 белая пешка · g3 белая пешка · h3 белый слон · b2 белая пешка · c2 белая пешка · h2 белая пешка · b1 белый король · d1 белая ладья · e1 белая ладья | a8 чёрный слон · d8 чёрная ладья · h8 чёрная ладья · a7 чёрный король · f7 чёрная пешка · h7 чёрная пешка · a6 чёрная пешка · d6 чёрный ферзь · f6 чёрный конь · g6 чёрная пешка · a5 белый конь · b5 чёрная пешка · c5 чёрная пешка · d5 белая пешка · d4 чёрная пешка · f4 белый ферзь · a3 белая пешка · f3 белая пешка · g3 белая пешка · h3 белый слон · b2 белая пешка · c2 белая пешка · h2 белая пешка · b1 белый король · d1 белая ладья · e1 белая ладья | 7 |
| 6 | a8 чёрный слон · d8 чёрная ладья · h8 чёрная ладья · a7 чёрный король · f7 чёрная пешка · h7 чёрная пешка · a6 чёрная пешка · d6 чёрный ферзь · f6 чёрный конь · g6 чёрная пешка · a5 белый конь · b5 чёрная пешка · c5 чёрная пешка · d5 белая пешка · d4 чёрная пешка · f4 белый ферзь · a3 белая пешка · f3 белая пешка · g3 белая пешка · h3 белый слон · b2 белая пешка · c2 белая пешка · h2 белая пешка · b1 белый король · d1 белая ладья · e1 белая ладья | a8 чёрный слон · d8 чёрная ладья · h8 чёрная ладья · a7 чёрный король · f7 чёрная пешка · h7 чёрная пешка · a6 чёрная пешка · d6 чёрный ферзь · f6 чёрный конь · g6 чёрная пешка · a5 белый конь · b5 чёрная пешка · c5 чёрная пешка · d5 белая пешка · d4 чёрная пешка · f4 белый ферзь · a3 белая пешка · f3 белая пешка · g3 белая пешка · h3 белый слон · b2 белая пешка · c2 белая пешка · h2 белая пешка · b1 белый король · d1 белая ладья · e1 белая ладья | a8 чёрный слон · d8 чёрная ладья · h8 чёрная ладья · a7 чёрный король · f7 чёрная пешка · h7 чёрная пешка · a6 чёрная пешка · d6 чёрный ферзь · f6 чёрный конь · g6 чёрная пешка · a5 белый конь · b5 чёрная пешка · c5 чёрная пешка · d5 белая пешка · d4 чёрная пешка · f4 белый ферзь · a3 белая пешка · f3 белая пешка · g3 белая пешка · h3 белый слон · b2 белая пешка · c2 белая пешка · h2 белая пешка · b1 белый король · d1 белая ладья · e1 белая ладья | a8 чёрный слон · d8 чёрная ладья · h8 чёрная ладья · a7 чёрный король · f7 чёрная пешка · h7 чёрная пешка · a6 чёрная пешка · d6 чёрный ферзь · f6 чёрный конь · g6 чёрная пешка · a5 белый конь · b5 чёрная пешка · c5 чёрная пешка · d5 белая пешка · d4 чёрная пешка · f4 белый ферзь · a3 белая пешка · f3 белая пешка · g3 белая пешка · h3 белый слон · b2 белая пешка · c2 белая пешка · h2 белая пешка · b1 белый король · d1 белая ладья · e1 белая ладья | a8 чёрный слон · d8 чёрная ладья · h8 чёрная ладья · a7 чёрный король · f7 чёрная пешка · h7 чёрная пешка · a6 чёрная пешка · d6 чёрный ферзь · f6 чёрный конь · g6 чёрная пешка · a5 белый конь · b5 чёрная пешка · c5 чёрная пешка · d5 белая пешка · d4 чёрная пешка · f4 белый ферзь · a3 белая пешка · f3 белая пешка · g3 белая пешка · h3 белый слон · b2 белая пешка · c2 белая пешка · h2 белая пешка · b1 белый король · d1 белая ладья · e1 белая ладья | a8 чёрный слон · d8 чёрная ладья · h8 чёрная ладья · a7 чёрный король · f7 чёрная пешка · h7 чёрная пешка · a6 чёрная пешка · d6 чёрный ферзь · f6 чёрный конь · g6 чёрная пешка · a5 белый конь · b5 чёрная пешка · c5 чёрная пешка · d5 белая пешка · d4 чёрная пешка · f4 белый ферзь · a3 белая пешка · f3 белая пешка · g3 белая пешка · h3 белый слон · b2 белая пешка · c2 белая пешка · h2 белая пешка · b1 белый король · d1 белая ладья · e1 белая ладья | a8 чёрный слон · d8 чёрная ладья · h8 чёрная ладья · a7 чёрный король · f7 чёрная пешка · h7 чёрная пешка · a6 чёрная пешка · d6 чёрный ферзь · f6 чёрный конь · g6 чёрная пешка · a5 белый конь · b5 чёрная пешка · c5 чёрная пешка · d5 белая пешка · d4 чёрная пешка · f4 белый ферзь · a3 белая пешка · f3 белая пешка · g3 белая пешка · h3 белый слон · b2 белая пешка · c2 белая пешка · h2 белая пешка · b1 белый король · d1 белая ладья · e1 белая ладья | a8 чёрный слон · d8 чёрная ладья · h8 чёрная ладья · a7 чёрный король · f7 чёрная пешка · h7 чёрная пешка · a6 чёрная пешка · d6 чёрный ферзь · f6 чёрный конь · g6 чёрная пешка · a5 белый конь · b5 чёрная пешка · c5 чёрная пешка · d5 белая пешка · d4 чёрная пешка · f4 белый ферзь · a3 белая пешка · f3 белая пешка · g3 белая пешка · h3 белый слон · b2 белая пешка · c2 белая пешка · h2 белая пешка · b1 белый король · d1 белая ладья · e1 белая ладья | 6 |
| 5 | a8 чёрный слон · d8 чёрная ладья · h8 чёрная ладья · a7 чёрный король · f7 чёрная пешка · h7 чёрная пешка · a6 чёрная пешка · d6 чёрный ферзь · f6 чёрный конь · g6 чёрная пешка · a5 белый конь · b5 чёрная пешка · c5 чёрная пешка · d5 белая пешка · d4 чёрная пешка · f4 белый ферзь · a3 белая пешка · f3 белая пешка · g3 белая пешка · h3 белый слон · b2 белая пешка · c2 белая пешка · h2 белая пешка · b1 белый король · d1 белая ладья · e1 белая ладья | a8 чёрный слон · d8 чёрная ладья · h8 чёрная ладья · a7 чёрный король · f7 чёрная пешка · h7 чёрная пешка · a6 чёрная пешка · d6 чёрный ферзь · f6 чёрный конь · g6 чёрная пешка · a5 белый конь · b5 чёрная пешка · c5 чёрная пешка · d5 белая пешка · d4 чёрная пешка · f4 белый ферзь · a3 белая пешка · f3 белая пешка · g3 белая пешка · h3 белый слон · b2 белая пешка · c2 белая пешка · h2 белая пешка · b1 белый король · d1 белая ладья · e1 белая ладья | a8 чёрный слон · d8 чёрная ладья · h8 чёрная ладья · a7 чёрный король · f7 чёрная пешка · h7 чёрная пешка · a6 чёрная пешка · d6 чёрный ферзь · f6 чёрный конь · g6 чёрная пешка · a5 белый конь · b5 чёрная пешка · c5 чёрная пешка · d5 белая пешка · d4 чёрная пешка · f4 белый ферзь · a3 белая пешка · f3 белая пешка · g3 белая пешка · h3 белый слон · b2 белая пешка · c2 белая пешка · h2 белая пешка · b1 белый король · d1 белая ладья · e1 белая ладья | a8 чёрный слон · d8 чёрная ладья · h8 чёрная ладья · a7 чёрный король · f7 чёрная пешка · h7 чёрная пешка · a6 чёрная пешка · d6 чёрный ферзь · f6 чёрный конь · g6 чёрная пешка · a5 белый конь · b5 чёрная пешка · c5 чёрная пешка · d5 белая пешка · d4 чёрная пешка · f4 белый ферзь · a3 белая пешка · f3 белая пешка · g3 белая пешка · h3 белый слон · b2 белая пешка · c2 белая пешка · h2 белая пешка · b1 белый король · d1 белая ладья · e1 белая ладья | a8 чёрный слон · d8 чёрная ладья · h8 чёрная ладья · a7 чёрный король · f7 чёрная пешка · h7 чёрная пешка · a6 чёрная пешка · d6 чёрный ферзь · f6 чёрный конь · g6 чёрная пешка · a5 белый конь · b5 чёрная пешка · c5 чёрная пешка · d5 белая пешка · d4 чёрная пешка · f4 белый ферзь · a3 белая пешка · f3 белая пешка · g3 белая пешка · h3 белый слон · b2 белая пешка · c2 белая пешка · h2 белая пешка · b1 белый король · d1 белая ладья · e1 белая ладья | a8 чёрный слон · d8 чёрная ладья · h8 чёрная ладья · a7 чёрный король · f7 чёрная пешка · h7 чёрная пешка · a6 чёрная пешка · d6 чёрный ферзь · f6 чёрный конь · g6 чёрная пешка · a5 белый конь · b5 чёрная пешка · c5 чёрная пешка · d5 белая пешка · d4 чёрная пешка · f4 белый ферзь · a3 белая пешка · f3 белая пешка · g3 белая пешка · h3 белый слон · b2 белая пешка · c2 белая пешка · h2 белая пешка · b1 белый король · d1 белая ладья · e1 белая ладья | a8 чёрный слон · d8 чёрная ладья · h8 чёрная ладья · a7 чёрный король · f7 чёрная пешка · h7 чёрная пешка · a6 чёрная пешка · d6 чёрный ферзь · f6 чёрный конь · g6 чёрная пешка · a5 белый конь · b5 чёрная пешка · c5 чёрная пешка · d5 белая пешка · d4 чёрная пешка · f4 белый ферзь · a3 белая пешка · f3 белая пешка · g3 белая пешка · h3 белый слон · b2 белая пешка · c2 белая пешка · h2 белая пешка · b1 белый король · d1 белая ладья · e1 белая ладья | a8 чёрный слон · d8 чёрная ладья · h8 чёрная ладья · a7 чёрный король · f7 чёрная пешка · h7 чёрная пешка · a6 чёрная пешка · d6 чёрный ферзь · f6 чёрный конь · g6 чёрная пешка · a5 белый конь · b5 чёрная пешка · c5 чёрная пешка · d5 белая пешка · d4 чёрная пешка · f4 белый ферзь · a3 белая пешка · f3 белая пешка · g3 белая пешка · h3 белый слон · b2 белая пешка · c2 белая пешка · h2 белая пешка · b1 белый король · d1 белая ладья · e1 белая ладья | 5 |
| 4 | a8 чёрный слон · d8 чёрная ладья · h8 чёрная ладья · a7 чёрный король · f7 чёрная пешка · h7 чёрная пешка · a6 чёрная пешка · d6 чёрный ферзь · f6 чёрный конь · g6 чёрная пешка · a5 белый конь · b5 чёрная пешка · c5 чёрная пешка · d5 белая пешка · d4 чёрная пешка · f4 белый ферзь · a3 белая пешка · f3 белая пешка · g3 белая пешка · h3 белый слон · b2 белая пешка · c2 белая пешка · h2 белая пешка · b1 белый король · d1 белая ладья · e1 белая ладья | a8 чёрный слон · d8 чёрная ладья · h8 чёрная ладья · a7 чёрный король · f7 чёрная пешка · h7 чёрная пешка · a6 чёрная пешка · d6 чёрный ферзь · f6 чёрный конь · g6 чёрная пешка · a5 белый конь · b5 чёрная пешка · c5 чёрная пешка · d5 белая пешка · d4 чёрная пешка · f4 белый ферзь · a3 белая пешка · f3 белая пешка · g3 белая пешка · h3 белый слон · b2 белая пешка · c2 белая пешка · h2 белая пешка · b1 белый король · d1 белая ладья · e1 белая ладья | a8 чёрный слон · d8 чёрная ладья · h8 чёрная ладья · a7 чёрный король · f7 чёрная пешка · h7 чёрная пешка · a6 чёрная пешка · d6 чёрный ферзь · f6 чёрный конь · g6 чёрная пешка · a5 белый конь · b5 чёрная пешка · c5 чёрная пешка · d5 белая пешка · d4 чёрная пешка · f4 белый ферзь · a3 белая пешка · f3 белая пешка · g3 белая пешка · h3 белый слон · b2 белая пешка · c2 белая пешка · h2 белая пешка · b1 белый король · d1 белая ладья · e1 белая ладья | a8 чёрный слон · d8 чёрная ладья · h8 чёрная ладья · a7 чёрный король · f7 чёрная пешка · h7 чёрная пешка · a6 чёрная пешка · d6 чёрный ферзь · f6 чёрный конь · g6 чёрная пешка · a5 белый конь · b5 чёрная пешка · c5 чёрная пешка · d5 белая пешка · d4 чёрная пешка · f4 белый ферзь · a3 белая пешка · f3 белая пешка · g3 белая пешка · h3 белый слон · b2 белая пешка · c2 белая пешка · h2 белая пешка · b1 белый король · d1 белая ладья · e1 белая ладья | a8 чёрный слон · d8 чёрная ладья · h8 чёрная ладья · a7 чёрный король · f7 чёрная пешка · h7 чёрная пешка · a6 чёрная пешка · d6 чёрный ферзь · f6 чёрный конь · g6 чёрная пешка · a5 белый конь · b5 чёрная пешка · c5 чёрная пешка · d5 белая пешка · d4 чёрная пешка · f4 белый ферзь · a3 белая пешка · f3 белая пешка · g3 белая пешка · h3 белый слон · b2 белая пешка · c2 белая пешка · h2 белая пешка · b1 белый король · d1 белая ладья · e1 белая ладья | a8 чёрный слон · d8 чёрная ладья · h8 чёрная ладья · a7 чёрный король · f7 чёрная пешка · h7 чёрная пешка · a6 чёрная пешка · d6 чёрный ферзь · f6 чёрный конь · g6 чёрная пешка · a5 белый конь · b5 чёрная пешка · c5 чёрная пешка · d5 белая пешка · d4 чёрная пешка · f4 белый ферзь · a3 белая пешка · f3 белая пешка · g3 белая пешка · h3 белый слон · b2 белая пешка · c2 белая пешка · h2 белая пешка · b1 белый король · d1 белая ладья · e1 белая ладья | a8 чёрный слон · d8 чёрная ладья · h8 чёрная ладья · a7 чёрный король · f7 чёрная пешка · h7 чёрная пешка · a6 чёрная пешка · d6 чёрный ферзь · f6 чёрный конь · g6 чёрная пешка · a5 белый конь · b5 чёрная пешка · c5 чёрная пешка · d5 белая пешка · d4 чёрная пешка · f4 белый ферзь · a3 белая пешка · f3 белая пешка · g3 белая пешка · h3 белый слон · b2 белая пешка · c2 белая пешка · h2 белая пешка · b1 белый король · d1 белая ладья · e1 белая ладья | a8 чёрный слон · d8 чёрная ладья · h8 чёрная ладья · a7 чёрный король · f7 чёрная пешка · h7 чёрная пешка · a6 чёрная пешка · d6 чёрный ферзь · f6 чёрный конь · g6 чёрная пешка · a5 белый конь · b5 чёрная пешка · c5 чёрная пешка · d5 белая пешка · d4 чёрная пешка · f4 белый ферзь · a3 белая пешка · f3 белая пешка · g3 белая пешка · h3 белый слон · b2 белая пешка · c2 белая пешка · h2 белая пешка · b1 белый король · d1 белая ладья · e1 белая ладья | 4 |
| 3 | a8 чёрный слон · d8 чёрная ладья · h8 чёрная ладья · a7 чёрный король · f7 чёрная пешка · h7 чёрная пешка · a6 чёрная пешка · d6 чёрный ферзь · f6 чёрный конь · g6 чёрная пешка · a5 белый конь · b5 чёрная пешка · c5 чёрная пешка · d5 белая пешка · d4 чёрная пешка · f4 белый ферзь · a3 белая пешка · f3 белая пешка · g3 белая пешка · h3 белый слон · b2 белая пешка · c2 белая пешка · h2 белая пешка · b1 белый король · d1 белая ладья · e1 белая ладья | a8 чёрный слон · d8 чёрная ладья · h8 чёрная ладья · a7 чёрный король · f7 чёрная пешка · h7 чёрная пешка · a6 чёрная пешка · d6 чёрный ферзь · f6 чёрный конь · g6 чёрная пешка · a5 белый конь · b5 чёрная пешка · c5 чёрная пешка · d5 белая пешка · d4 чёрная пешка · f4 белый ферзь · a3 белая пешка · f3 белая пешка · g3 белая пешка · h3 белый слон · b2 белая пешка · c2 белая пешка · h2 белая пешка · b1 белый король · d1 белая ладья · e1 белая ладья | a8 чёрный слон · d8 чёрная ладья · h8 чёрная ладья · a7 чёрный король · f7 чёрная пешка · h7 чёрная пешка · a6 чёрная пешка · d6 чёрный ферзь · f6 чёрный конь · g6 чёрная пешка · a5 белый конь · b5 чёрная пешка · c5 чёрная пешка · d5 белая пешка · d4 чёрная пешка · f4 белый ферзь · a3 белая пешка · f3 белая пешка · g3 белая пешка · h3 белый слон · b2 белая пешка · c2 белая пешка · h2 белая пешка · b1 белый король · d1 белая ладья · e1 белая ладья | a8 чёрный слон · d8 чёрная ладья · h8 чёрная ладья · a7 чёрный король · f7 чёрная пешка · h7 чёрная пешка · a6 чёрная пешка · d6 чёрный ферзь · f6 чёрный конь · g6 чёрная пешка · a5 белый конь · b5 чёрная пешка · c5 чёрная пешка · d5 белая пешка · d4 чёрная пешка · f4 белый ферзь · a3 белая пешка · f3 белая пешка · g3 белая пешка · h3 белый слон · b2 белая пешка · c2 белая пешка · h2 белая пешка · b1 белый король · d1 белая ладья · e1 белая ладья | a8 чёрный слон · d8 чёрная ладья · h8 чёрная ладья · a7 чёрный король · f7 чёрная пешка · h7 чёрная пешка · a6 чёрная пешка · d6 чёрный ферзь · f6 чёрный конь · g6 чёрная пешка · a5 белый конь · b5 чёрная пешка · c5 чёрная пешка · d5 белая пешка · d4 чёрная пешка · f4 белый ферзь · a3 белая пешка · f3 белая пешка · g3 белая пешка · h3 белый слон · b2 белая пешка · c2 белая пешка · h2 белая пешка · b1 белый король · d1 белая ладья · e1 белая ладья | a8 чёрный слон · d8 чёрная ладья · h8 чёрная ладья · a7 чёрный король · f7 чёрная пешка · h7 чёрная пешка · a6 чёрная пешка · d6 чёрный ферзь · f6 чёрный конь · g6 чёрная пешка · a5 белый конь · b5 чёрная пешка · c5 чёрная пешка · d5 белая пешка · d4 чёрная пешка · f4 белый ферзь · a3 белая пешка · f3 белая пешка · g3 белая пешка · h3 белый слон · b2 белая пешка · c2 белая пешка · h2 белая пешка · b1 белый король · d1 белая ладья · e1 белая ладья | a8 чёрный слон · d8 чёрная ладья · h8 чёрная ладья · a7 чёрный король · f7 чёрная пешка · h7 чёрная пешка · a6 чёрная пешка · d6 чёрный ферзь · f6 чёрный конь · g6 чёрная пешка · a5 белый конь · b5 чёрная пешка · c5 чёрная пешка · d5 белая пешка · d4 чёрная пешка · f4 белый ферзь · a3 белая пешка · f3 белая пешка · g3 белая пешка · h3 белый слон · b2 белая пешка · c2 белая пешка · h2 белая пешка · b1 белый король · d1 белая ладья · e1 белая ладья | a8 чёрный слон · d8 чёрная ладья · h8 чёрная ладья · a7 чёрный король · f7 чёрная пешка · h7 чёрная пешка · a6 чёрная пешка · d6 чёрный ферзь · f6 чёрный конь · g6 чёрная пешка · a5 белый конь · b5 чёрная пешка · c5 чёрная пешка · d5 белая пешка · d4 чёрная пешка · f4 белый ферзь · a3 белая пешка · f3 белая пешка · g3 белая пешка · h3 белый слон · b2 белая пешка · c2 белая пешка · h2 белая пешка · b1 белый король · d1 белая ладья · e1 белая ладья | 3 |
| 2 | a8 чёрный слон · d8 чёрная ладья · h8 чёрная ладья · a7 чёрный король · f7 чёрная пешка · h7 чёрная пешка · a6 чёрная пешка · d6 чёрный ферзь · f6 чёрный конь · g6 чёрная пешка · a5 белый конь · b5 чёрная пешка · c5 чёрная пешка · d5 белая пешка · d4 чёрная пешка · f4 белый ферзь · a3 белая пешка · f3 белая пешка · g3 белая пешка · h3 белый слон · b2 белая пешка · c2 белая пешка · h2 белая пешка · b1 белый король · d1 белая ладья · e1 белая ладья | a8 чёрный слон · d8 чёрная ладья · h8 чёрная ладья · a7 чёрный король · f7 чёрная пешка · h7 чёрная пешка · a6 чёрная пешка · d6 чёрный ферзь · f6 чёрный конь · g6 чёрная пешка · a5 белый конь · b5 чёрная пешка · c5 чёрная пешка · d5 белая пешка · d4 чёрная пешка · f4 белый ферзь · a3 белая пешка · f3 белая пешка · g3 белая пешка · h3 белый слон · b2 белая пешка · c2 белая пешка · h2 белая пешка · b1 белый король · d1 белая ладья · e1 белая ладья | a8 чёрный слон · d8 чёрная ладья · h8 чёрная ладья · a7 чёрный король · f7 чёрная пешка · h7 чёрная пешка · a6 чёрная пешка · d6 чёрный ферзь · f6 чёрный конь · g6 чёрная пешка · a5 белый конь · b5 чёрная пешка · c5 чёрная пешка · d5 белая пешка · d4 чёрная пешка · f4 белый ферзь · a3 белая пешка · f3 белая пешка · g3 белая пешка · h3 белый слон · b2 белая пешка · c2 белая пешка · h2 белая пешка · b1 белый король · d1 белая ладья · e1 белая ладья | a8 чёрный слон · d8 чёрная ладья · h8 чёрная ладья · a7 чёрный король · f7 чёрная пешка · h7 чёрная пешка · a6 чёрная пешка · d6 чёрный ферзь · f6 чёрный конь · g6 чёрная пешка · a5 белый конь · b5 чёрная пешка · c5 чёрная пешка · d5 белая пешка · d4 чёрная пешка · f4 белый ферзь · a3 белая пешка · f3 белая пешка · g3 белая пешка · h3 белый слон · b2 белая пешка · c2 белая пешка · h2 белая пешка · b1 белый король · d1 белая ладья · e1 белая ладья | a8 чёрный слон · d8 чёрная ладья · h8 чёрная ладья · a7 чёрный король · f7 чёрная пешка · h7 чёрная пешка · a6 чёрная пешка · d6 чёрный ферзь · f6 чёрный конь · g6 чёрная пешка · a5 белый конь · b5 чёрная пешка · c5 чёрная пешка · d5 белая пешка · d4 чёрная пешка · f4 белый ферзь · a3 белая пешка · f3 белая пешка · g3 белая пешка · h3 белый слон · b2 белая пешка · c2 белая пешка · h2 белая пешка · b1 белый король · d1 белая ладья · e1 белая ладья | a8 чёрный слон · d8 чёрная ладья · h8 чёрная ладья · a7 чёрный король · f7 чёрная пешка · h7 чёрная пешка · a6 чёрная пешка · d6 чёрный ферзь · f6 чёрный конь · g6 чёрная пешка · a5 белый конь · b5 чёрная пешка · c5 чёрная пешка · d5 белая пешка · d4 чёрная пешка · f4 белый ферзь · a3 белая пешка · f3 белая пешка · g3 белая пешка · h3 белый слон · b2 белая пешка · c2 белая пешка · h2 белая пешка · b1 белый король · d1 белая ладья · e1 белая ладья | a8 чёрный слон · d8 чёрная ладья · h8 чёрная ладья · a7 чёрный король · f7 чёрная пешка · h7 чёрная пешка · a6 чёрная пешка · d6 чёрный ферзь · f6 чёрный конь · g6 чёрная пешка · a5 белый конь · b5 чёрная пешка · c5 чёрная пешка · d5 белая пешка · d4 чёрная пешка · f4 белый ферзь · a3 белая пешка · f3 белая пешка · g3 белая пешка · h3 белый слон · b2 белая пешка · c2 белая пешка · h2 белая пешка · b1 белый король · d1 белая ладья · e1 белая ладья | a8 чёрный слон · d8 чёрная ладья · h8 чёрная ладья · a7 чёрный король · f7 чёрная пешка · h7 чёрная пешка · a6 чёрная пешка · d6 чёрный ферзь · f6 чёрный конь · g6 чёрная пешка · a5 белый конь · b5 чёрная пешка · c5 чёрная пешка · d5 белая пешка · d4 чёрная пешка · f4 белый ферзь · a3 белая пешка · f3 белая пешка · g3 белая пешка · h3 белый слон · b2 белая пешка · c2 белая пешка · h2 белая пешка · b1 белый король · d1 белая ладья · e1 белая ладья | 2 |
| 1 | a8 чёрный слон · d8 чёрная ладья · h8 чёрная ладья · a7 чёрный король · f7 чёрная пешка · h7 чёрная пешка · a6 чёрная пешка · d6 чёрный ферзь · f6 чёрный конь · g6 чёрная пешка · a5 белый конь · b5 чёрная пешка · c5 чёрная пешка · d5 белая пешка · d4 чёрная пешка · f4 белый ферзь · a3 белая пешка · f3 белая пешка · g3 белая пешка · h3 белый слон · b2 белая пешка · c2 белая пешка · h2 белая пешка · b1 белый король · d1 белая ладья · e1 белая ладья | a8 чёрный слон · d8 чёрная ладья · h8 чёрная ладья · a7 чёрный король · f7 чёрная пешка · h7 чёрная пешка · a6 чёрная пешка · d6 чёрный ферзь · f6 чёрный конь · g6 чёрная пешка · a5 белый конь · b5 чёрная пешка · c5 чёрная пешка · d5 белая пешка · d4 чёрная пешка · f4 белый ферзь · a3 белая пешка · f3 белая пешка · g3 белая пешка · h3 белый слон · b2 белая пешка · c2 белая пешка · h2 белая пешка · b1 белый король · d1 белая ладья · e1 белая ладья | a8 чёрный слон · d8 чёрная ладья · h8 чёрная ладья · a7 чёрный король · f7 чёрная пешка · h7 чёрная пешка · a6 чёрная пешка · d6 чёрный ферзь · f6 чёрный конь · g6 чёрная пешка · a5 белый конь · b5 чёрная пешка · c5 чёрная пешка · d5 белая пешка · d4 чёрная пешка · f4 белый ферзь · a3 белая пешка · f3 белая пешка · g3 белая пешка · h3 белый слон · b2 белая пешка · c2 белая пешка · h2 белая пешка · b1 белый король · d1 белая ладья · e1 белая ладья | a8 чёрный слон · d8 чёрная ладья · h8 чёрная ладья · a7 чёрный король · f7 чёрная пешка · h7 чёрная пешка · a6 чёрная пешка · d6 чёрный ферзь · f6 чёрный конь · g6 чёрная пешка · a5 белый конь · b5 чёрная пешка · c5 чёрная пешка · d5 белая пешка · d4 чёрная пешка · f4 белый ферзь · a3 белая пешка · f3 белая пешка · g3 белая пешка · h3 белый слон · b2 белая пешка · c2 белая пешка · h2 белая пешка · b1 белый король · d1 белая ладья · e1 белая ладья | a8 чёрный слон · d8 чёрная ладья · h8 чёрная ладья · a7 чёрный король · f7 чёрная пешка · h7 чёрная пешка · a6 чёрная пешка · d6 чёрный ферзь · f6 чёрный конь · g6 чёрная пешка · a5 белый конь · b5 чёрная пешка · c5 чёрная пешка · d5 белая пешка · d4 чёрная пешка · f4 белый ферзь · a3 белая пешка · f3 белая пешка · g3 белая пешка · h3 белый слон · b2 белая пешка · c2 белая пешка · h2 белая пешка · b1 белый король · d1 белая ладья · e1 белая ладья | a8 чёрный слон · d8 чёрная ладья · h8 чёрная ладья · a7 чёрный король · f7 чёрная пешка · h7 чёрная пешка · a6 чёрная пешка · d6 чёрный ферзь · f6 чёрный конь · g6 чёрная пешка · a5 белый конь · b5 чёрная пешка · c5 чёрная пешка · d5 белая пешка · d4 чёрная пешка · f4 белый ферзь · a3 белая пешка · f3 белая пешка · g3 белая пешка · h3 белый слон · b2 белая пешка · c2 белая пешка · h2 белая пешка · b1 белый король · d1 белая ладья · e1 белая ладья | a8 чёрный слон · d8 чёрная ладья · h8 чёрная ладья · a7 чёрный король · f7 чёрная пешка · h7 чёрная пешка · a6 чёрная пешка · d6 чёрный ферзь · f6 чёрный конь · g6 чёрная пешка · a5 белый конь · b5 чёрная пешка · c5 чёрная пешка · d5 белая пешка · d4 чёрная пешка · f4 белый ферзь · a3 белая пешка · f3 белая пешка · g3 белая пешка · h3 белый слон · b2 белая пешка · c2 белая пешка · h2 белая пешка · b1 белый король · d1 белая ладья · e1 белая ладья | a8 чёрный слон · d8 чёрная ладья · h8 чёрная ладья · a7 чёрный король · f7 чёрная пешка · h7 чёрная пешка · a6 чёрная пешка · d6 чёрный ферзь · f6 чёрный конь · g6 чёрная пешка · a5 белый конь · b5 чёрная пешка · c5 чёрная пешка · d5 белая пешка · d4 чёрная пешка · f4 белый ферзь · a3 белая пешка · f3 белая пешка · g3 белая пешка · h3 белый слон · b2 белая пешка · c2 белая пешка · h2 белая пешка · b1 белый король · d1 белая ладья · e1 белая ладья | 1 |
|   | a | b | c | d | e | f | g | h |   |

1.e4 d6 2.d4 Кf6
защита Уфимцева не относится к числу любимых дебютов обоих гроссмейстеров. Топалов разыграл её, пытаясь незнакомым началом лишить противника преимущества в дебютной подготовке.
3.Кc3 g6 4.Сe3 Сg7 5.Фd2 c6 6.f3 b5 7.Кge2 Кbd7 8.Сh6 С:h6 9.Ф:h6 Сb7 10.a3 e5 11.O-O-O Фe7 12.Крb1 a6 13.Кc1 O-O-O 14.Кb3 ed 15.Л:d4 c5 16.Лd1 Кb6 17.g3 Крb8 18.Кa5 Сa8 19.Сh3 d5 20.Фf4+ Крa7. 21.Лhe1 d4 22.Кd5 Кb: d5 23.ed Фd6 (см. диаграмму)
24.Л:d4! cd Чёрные могли получить равную позицию 24…Крb6 25.Кb3 К:d5 26.Ф:d6+ Л:d6 27.Лd2. Теперь же Каспаров делает второй ход просчитанной на много ходов комбинации, в результате которой чёрный король оказывается во вражеском лагере — а белые добиваются решающего материального преимущества. 25.Лe7+!! Крb6 (после 25…Ф:e7 26.Ф:d4+ Крb8 27.Фb6+ чёрные получали мат) 26.Ф:d4+ Кр: a5 27.b4+ Крa4 28.Фc3 Ф:d5 Грозил мат ферзём, а на 28…С:d5 белые матовали 29.Крb2 и 30.Фb3+! Теперь же у чёрных будет ход 29…Фd4. Однако белые угрожают матом с другой стороны.
29.Лa7 Сb7 30.Л:b7 Фc4 31.Ф:f6 Кр: a3 Размен ферзей 31…Лd1+ 32.Крb2 Фd4+ 33.Ф:d4 Л:d4 не помогает. После 34.Л:f7 сочетание матовых угроз Л:a6 и Сh3-e6-b3 обеспечивало белым победу 32.Ф:a6+ Кр: b4. 33.c3+! Кр: c3 34.Фa1+! Крd2 35.Фb2+ Крd1 36.Сf1! Лd2. При отходе ферзя белые матовали на e2 или c1, а на 36…Ф:f1 последовало бы 37.Фc2+ Крe1 38.Лe7+.
37.Лd7! Л:d7 38.С:c4 bc 39.Ф:h8 На эту позицию шёл Каспаров. Теперь белые быстро реализуют материальный перевес. 39…Лd3 40.Фa8 c3 41.Фa4+ Крe1 42.f4 f5 43.Крc1 Лd2 44.Фa7 Черные сдались.
По мнению Каспарова это лучшая из сыгранных им партий.
Осенью 2000 года Каспаров проиграл матч Крамнику и потерял звание чемпиона мира по шахматам. Перед матчем соперники имели равный счёт личных встреч (по три победы и семнадцать ничьих), но Каспаров считался фаворитом благодаря огромному матчевому опыту и серии побед в турнирах в 1999—2000 годах. Матч, организованный компанией Braingames, игрался на большинство из 16 партий и стал таким образом самым коротким в послевоенный период матчем на первенство мира. Крамник во второй и десятой партии белыми переиграл соперника, а остальные встречи закончились вничью. Этот матч стал также первым с 1921 года, когда претендент выиграл всухую. Важной составляющей успеха Крамника стало регулярное применение за чёрных берлинского варианта испанской партии, которым он нейтрализовал белый цвет Каспарова в нескольких партиях; до того берлинский вариант никто не применял систематически в соревнованиях топ-уровня.

#### Человек против компьютера

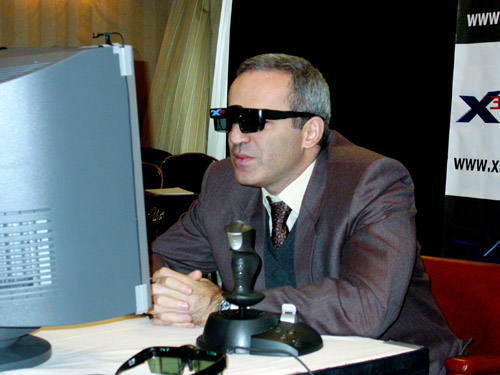
Игра против Fritz X3D, 2003

Большой интерес вызывали матчи Гарри Каспарова против шахматных программ. В 1989 году шахматная программа Deep Thought, действовавшая на аппаратной базе компьютера Sun-4, добилась значительного успеха. Впервые в истории программа обыграла в официальном турнире международного гроссмейстера (Бента Ларсена).
22 октября 1989 года в Нью-Йорке состоялся матч из двух блицпартий Гарри Каспаров — Deep Thought. Чемпион мира их легко выиграл. Особенно показательна была вторая встреча, в которой Каспаров одержал победу в эффектном комбинационном стиле. После матча Каспаров заявил:

Если компьютер сможет превзойти в шахматах лучшего из лучших, это будет означать, что ЭВМ в состоянии сочинять самую лучшую музыку, писать самые лучшие книги. Не могу в это поверить. Если будет создан компьютер с рейтингом 2800, то есть равным моему, я сам сочту своим долгом вызвать его на матч, чтобы защитить человеческую расу.
— 
В 1996 году представители компании IBM предложили Гарри Каспарову сыграть матч против их шахматной машины Deep Blue с призовым фондом в 500 тыс. $. Deep Blue — суперкомпьютер на базе системы RS6000, состоящий из 32 узлов, включающих в себя в общей сложности 512 процессоров, из которых 480 были аппаратно оптимизированы для шахматной программы. Производительность Deep Blue на общих вычислениях (без использования специальных шахматных процессоров) соответствовала 11,38 GFLOPS; компьютер мог оценивать до 200 млн позиций в секунду. Первый матч Каспарова против шахматного компьютера состоялся в феврале 1996 года, и человек его выиграл со счётом 4:2, но при этом проиграл первую партию. Это был первый случай в истории, когда компьютер выиграл партию у чемпиона мира на классическом контроле времени.
|   | a | b | c | d | e | f | g | h |   |
| - | --- | --- | --- | --- | --- | --- | --- | --- | - |
| 8 | a8 чёрная ладья · c8 чёрная ладья · e8 чёрный ферзь · f8 чёрный слон · g8 чёрный король · g7 чёрная пешка · a6 чёрная пешка · d6 чёрный конь · f6 чёрная пешка · h6 чёрная пешка · b5 чёрная пешка · c5 белый слон · d5 белая пешка · e5 чёрная пешка · f5 белая пешка · a4 белая пешка · b4 белая пешка · c4 чёрная пешка · c3 белая пешка · h3 белая пешка · a2 белая ладья · c2 белый слон · f2 белый ферзь · g2 белая пешка · a1 белая ладья · g1 белый король | a8 чёрная ладья · c8 чёрная ладья · e8 чёрный ферзь · f8 чёрный слон · g8 чёрный король · g7 чёрная пешка · a6 чёрная пешка · d6 чёрный конь · f6 чёрная пешка · h6 чёрная пешка · b5 чёрная пешка · c5 белый слон · d5 белая пешка · e5 чёрная пешка · f5 белая пешка · a4 белая пешка · b4 белая пешка · c4 чёрная пешка · c3 белая пешка · h3 белая пешка · a2 белая ладья · c2 белый слон · f2 белый ферзь · g2 белая пешка · a1 белая ладья · g1 белый король | a8 чёрная ладья · c8 чёрная ладья · e8 чёрный ферзь · f8 чёрный слон · g8 чёрный король · g7 чёрная пешка · a6 чёрная пешка · d6 чёрный конь · f6 чёрная пешка · h6 чёрная пешка · b5 чёрная пешка · c5 белый слон · d5 белая пешка · e5 чёрная пешка · f5 белая пешка · a4 белая пешка · b4 белая пешка · c4 чёрная пешка · c3 белая пешка · h3 белая пешка · a2 белая ладья · c2 белый слон · f2 белый ферзь · g2 белая пешка · a1 белая ладья · g1 белый король | a8 чёрная ладья · c8 чёрная ладья · e8 чёрный ферзь · f8 чёрный слон · g8 чёрный король · g7 чёрная пешка · a6 чёрная пешка · d6 чёрный конь · f6 чёрная пешка · h6 чёрная пешка · b5 чёрная пешка · c5 белый слон · d5 белая пешка · e5 чёрная пешка · f5 белая пешка · a4 белая пешка · b4 белая пешка · c4 чёрная пешка · c3 белая пешка · h3 белая пешка · a2 белая ладья · c2 белый слон · f2 белый ферзь · g2 белая пешка · a1 белая ладья · g1 белый король | a8 чёрная ладья · c8 чёрная ладья · e8 чёрный ферзь · f8 чёрный слон · g8 чёрный король · g7 чёрная пешка · a6 чёрная пешка · d6 чёрный конь · f6 чёрная пешка · h6 чёрная пешка · b5 чёрная пешка · c5 белый слон · d5 белая пешка · e5 чёрная пешка · f5 белая пешка · a4 белая пешка · b4 белая пешка · c4 чёрная пешка · c3 белая пешка · h3 белая пешка · a2 белая ладья · c2 белый слон · f2 белый ферзь · g2 белая пешка · a1 белая ладья · g1 белый король | a8 чёрная ладья · c8 чёрная ладья · e8 чёрный ферзь · f8 чёрный слон · g8 чёрный король · g7 чёрная пешка · a6 чёрная пешка · d6 чёрный конь · f6 чёрная пешка · h6 чёрная пешка · b5 чёрная пешка · c5 белый слон · d5 белая пешка · e5 чёрная пешка · f5 белая пешка · a4 белая пешка · b4 белая пешка · c4 чёрная пешка · c3 белая пешка · h3 белая пешка · a2 белая ладья · c2 белый слон · f2 белый ферзь · g2 белая пешка · a1 белая ладья · g1 белый король | a8 чёрная ладья · c8 чёрная ладья · e8 чёрный ферзь · f8 чёрный слон · g8 чёрный король · g7 чёрная пешка · a6 чёрная пешка · d6 чёрный конь · f6 чёрная пешка · h6 чёрная пешка · b5 чёрная пешка · c5 белый слон · d5 белая пешка · e5 чёрная пешка · f5 белая пешка · a4 белая пешка · b4 белая пешка · c4 чёрная пешка · c3 белая пешка · h3 белая пешка · a2 белая ладья · c2 белый слон · f2 белый ферзь · g2 белая пешка · a1 белая ладья · g1 белый король | a8 чёрная ладья · c8 чёрная ладья · e8 чёрный ферзь · f8 чёрный слон · g8 чёрный король · g7 чёрная пешка · a6 чёрная пешка · d6 чёрный конь · f6 чёрная пешка · h6 чёрная пешка · b5 чёрная пешка · c5 белый слон · d5 белая пешка · e5 чёрная пешка · f5 белая пешка · a4 белая пешка · b4 белая пешка · c4 чёрная пешка · c3 белая пешка · h3 белая пешка · a2 белая ладья · c2 белый слон · f2 белый ферзь · g2 белая пешка · a1 белая ладья · g1 белый король | 8 |
| 7 | a8 чёрная ладья · c8 чёрная ладья · e8 чёрный ферзь · f8 чёрный слон · g8 чёрный король · g7 чёрная пешка · a6 чёрная пешка · d6 чёрный конь · f6 чёрная пешка · h6 чёрная пешка · b5 чёрная пешка · c5 белый слон · d5 белая пешка · e5 чёрная пешка · f5 белая пешка · a4 белая пешка · b4 белая пешка · c4 чёрная пешка · c3 белая пешка · h3 белая пешка · a2 белая ладья · c2 белый слон · f2 белый ферзь · g2 белая пешка · a1 белая ладья · g1 белый король | a8 чёрная ладья · c8 чёрная ладья · e8 чёрный ферзь · f8 чёрный слон · g8 чёрный король · g7 чёрная пешка · a6 чёрная пешка · d6 чёрный конь · f6 чёрная пешка · h6 чёрная пешка · b5 чёрная пешка · c5 белый слон · d5 белая пешка · e5 чёрная пешка · f5 белая пешка · a4 белая пешка · b4 белая пешка · c4 чёрная пешка · c3 белая пешка · h3 белая пешка · a2 белая ладья · c2 белый слон · f2 белый ферзь · g2 белая пешка · a1 белая ладья · g1 белый король | a8 чёрная ладья · c8 чёрная ладья · e8 чёрный ферзь · f8 чёрный слон · g8 чёрный король · g7 чёрная пешка · a6 чёрная пешка · d6 чёрный конь · f6 чёрная пешка · h6 чёрная пешка · b5 чёрная пешка · c5 белый слон · d5 белая пешка · e5 чёрная пешка · f5 белая пешка · a4 белая пешка · b4 белая пешка · c4 чёрная пешка · c3 белая пешка · h3 белая пешка · a2 белая ладья · c2 белый слон · f2 белый ферзь · g2 белая пешка · a1 белая ладья · g1 белый король | a8 чёрная ладья · c8 чёрная ладья · e8 чёрный ферзь · f8 чёрный слон · g8 чёрный король · g7 чёрная пешка · a6 чёрная пешка · d6 чёрный конь · f6 чёрная пешка · h6 чёрная пешка · b5 чёрная пешка · c5 белый слон · d5 белая пешка · e5 чёрная пешка · f5 белая пешка · a4 белая пешка · b4 белая пешка · c4 чёрная пешка · c3 белая пешка · h3 белая пешка · a2 белая ладья · c2 белый слон · f2 белый ферзь · g2 белая пешка · a1 белая ладья · g1 белый король | a8 чёрная ладья · c8 чёрная ладья · e8 чёрный ферзь · f8 чёрный слон · g8 чёрный король · g7 чёрная пешка · a6 чёрная пешка · d6 чёрный конь · f6 чёрная пешка · h6 чёрная пешка · b5 чёрная пешка · c5 белый слон · d5 белая пешка · e5 чёрная пешка · f5 белая пешка · a4 белая пешка · b4 белая пешка · c4 чёрная пешка · c3 белая пешка · h3 белая пешка · a2 белая ладья · c2 белый слон · f2 белый ферзь · g2 белая пешка · a1 белая ладья · g1 белый король | a8 чёрная ладья · c8 чёрная ладья · e8 чёрный ферзь · f8 чёрный слон · g8 чёрный король · g7 чёрная пешка · a6 чёрная пешка · d6 чёрный конь · f6 чёрная пешка · h6 чёрная пешка · b5 чёрная пешка · c5 белый слон · d5 белая пешка · e5 чёрная пешка · f5 белая пешка · a4 белая пешка · b4 белая пешка · c4 чёрная пешка · c3 белая пешка · h3 белая пешка · a2 белая ладья · c2 белый слон · f2 белый ферзь · g2 белая пешка · a1 белая ладья · g1 белый король | a8 чёрная ладья · c8 чёрная ладья · e8 чёрный ферзь · f8 чёрный слон · g8 чёрный король · g7 чёрная пешка · a6 чёрная пешка · d6 чёрный конь · f6 чёрная пешка · h6 чёрная пешка · b5 чёрная пешка · c5 белый слон · d5 белая пешка · e5 чёрная пешка · f5 белая пешка · a4 белая пешка · b4 белая пешка · c4 чёрная пешка · c3 белая пешка · h3 белая пешка · a2 белая ладья · c2 белый слон · f2 белый ферзь · g2 белая пешка · a1 белая ладья · g1 белый король | a8 чёрная ладья · c8 чёрная ладья · e8 чёрный ферзь · f8 чёрный слон · g8 чёрный король · g7 чёрная пешка · a6 чёрная пешка · d6 чёрный конь · f6 чёрная пешка · h6 чёрная пешка · b5 чёрная пешка · c5 белый слон · d5 белая пешка · e5 чёрная пешка · f5 белая пешка · a4 белая пешка · b4 белая пешка · c4 чёрная пешка · c3 белая пешка · h3 белая пешка · a2 белая ладья · c2 белый слон · f2 белый ферзь · g2 белая пешка · a1 белая ладья · g1 белый король | 7 |
| 6 | a8 чёрная ладья · c8 чёрная ладья · e8 чёрный ферзь · f8 чёрный слон · g8 чёрный король · g7 чёрная пешка · a6 чёрная пешка · d6 чёрный конь · f6 чёрная пешка · h6 чёрная пешка · b5 чёрная пешка · c5 белый слон · d5 белая пешка · e5 чёрная пешка · f5 белая пешка · a4 белая пешка · b4 белая пешка · c4 чёрная пешка · c3 белая пешка · h3 белая пешка · a2 белая ладья · c2 белый слон · f2 белый ферзь · g2 белая пешка · a1 белая ладья · g1 белый король | a8 чёрная ладья · c8 чёрная ладья · e8 чёрный ферзь · f8 чёрный слон · g8 чёрный король · g7 чёрная пешка · a6 чёрная пешка · d6 чёрный конь · f6 чёрная пешка · h6 чёрная пешка · b5 чёрная пешка · c5 белый слон · d5 белая пешка · e5 чёрная пешка · f5 белая пешка · a4 белая пешка · b4 белая пешка · c4 чёрная пешка · c3 белая пешка · h3 белая пешка · a2 белая ладья · c2 белый слон · f2 белый ферзь · g2 белая пешка · a1 белая ладья · g1 белый король | a8 чёрная ладья · c8 чёрная ладья · e8 чёрный ферзь · f8 чёрный слон · g8 чёрный король · g7 чёрная пешка · a6 чёрная пешка · d6 чёрный конь · f6 чёрная пешка · h6 чёрная пешка · b5 чёрная пешка · c5 белый слон · d5 белая пешка · e5 чёрная пешка · f5 белая пешка · a4 белая пешка · b4 белая пешка · c4 чёрная пешка · c3 белая пешка · h3 белая пешка · a2 белая ладья · c2 белый слон · f2 белый ферзь · g2 белая пешка · a1 белая ладья · g1 белый король | a8 чёрная ладья · c8 чёрная ладья · e8 чёрный ферзь · f8 чёрный слон · g8 чёрный король · g7 чёрная пешка · a6 чёрная пешка · d6 чёрный конь · f6 чёрная пешка · h6 чёрная пешка · b5 чёрная пешка · c5 белый слон · d5 белая пешка · e5 чёрная пешка · f5 белая пешка · a4 белая пешка · b4 белая пешка · c4 чёрная пешка · c3 белая пешка · h3 белая пешка · a2 белая ладья · c2 белый слон · f2 белый ферзь · g2 белая пешка · a1 белая ладья · g1 белый король | a8 чёрная ладья · c8 чёрная ладья · e8 чёрный ферзь · f8 чёрный слон · g8 чёрный король · g7 чёрная пешка · a6 чёрная пешка · d6 чёрный конь · f6 чёрная пешка · h6 чёрная пешка · b5 чёрная пешка · c5 белый слон · d5 белая пешка · e5 чёрная пешка · f5 белая пешка · a4 белая пешка · b4 белая пешка · c4 чёрная пешка · c3 белая пешка · h3 белая пешка · a2 белая ладья · c2 белый слон · f2 белый ферзь · g2 белая пешка · a1 белая ладья · g1 белый король | a8 чёрная ладья · c8 чёрная ладья · e8 чёрный ферзь · f8 чёрный слон · g8 чёрный король · g7 чёрная пешка · a6 чёрная пешка · d6 чёрный конь · f6 чёрная пешка · h6 чёрная пешка · b5 чёрная пешка · c5 белый слон · d5 белая пешка · e5 чёрная пешка · f5 белая пешка · a4 белая пешка · b4 белая пешка · c4 чёрная пешка · c3 белая пешка · h3 белая пешка · a2 белая ладья · c2 белый слон · f2 белый ферзь · g2 белая пешка · a1 белая ладья · g1 белый король | a8 чёрная ладья · c8 чёрная ладья · e8 чёрный ферзь · f8 чёрный слон · g8 чёрный король · g7 чёрная пешка · a6 чёрная пешка · d6 чёрный конь · f6 чёрная пешка · h6 чёрная пешка · b5 чёрная пешка · c5 белый слон · d5 белая пешка · e5 чёрная пешка · f5 белая пешка · a4 белая пешка · b4 белая пешка · c4 чёрная пешка · c3 белая пешка · h3 белая пешка · a2 белая ладья · c2 белый слон · f2 белый ферзь · g2 белая пешка · a1 белая ладья · g1 белый король | a8 чёрная ладья · c8 чёрная ладья · e8 чёрный ферзь · f8 чёрный слон · g8 чёрный король · g7 чёрная пешка · a6 чёрная пешка · d6 чёрный конь · f6 чёрная пешка · h6 чёрная пешка · b5 чёрная пешка · c5 белый слон · d5 белая пешка · e5 чёрная пешка · f5 белая пешка · a4 белая пешка · b4 белая пешка · c4 чёрная пешка · c3 белая пешка · h3 белая пешка · a2 белая ладья · c2 белый слон · f2 белый ферзь · g2 белая пешка · a1 белая ладья · g1 белый король | 6 |
| 5 | a8 чёрная ладья · c8 чёрная ладья · e8 чёрный ферзь · f8 чёрный слон · g8 чёрный король · g7 чёрная пешка · a6 чёрная пешка · d6 чёрный конь · f6 чёрная пешка · h6 чёрная пешка · b5 чёрная пешка · c5 белый слон · d5 белая пешка · e5 чёрная пешка · f5 белая пешка · a4 белая пешка · b4 белая пешка · c4 чёрная пешка · c3 белая пешка · h3 белая пешка · a2 белая ладья · c2 белый слон · f2 белый ферзь · g2 белая пешка · a1 белая ладья · g1 белый король | a8 чёрная ладья · c8 чёрная ладья · e8 чёрный ферзь · f8 чёрный слон · g8 чёрный король · g7 чёрная пешка · a6 чёрная пешка · d6 чёрный конь · f6 чёрная пешка · h6 чёрная пешка · b5 чёрная пешка · c5 белый слон · d5 белая пешка · e5 чёрная пешка · f5 белая пешка · a4 белая пешка · b4 белая пешка · c4 чёрная пешка · c3 белая пешка · h3 белая пешка · a2 белая ладья · c2 белый слон · f2 белый ферзь · g2 белая пешка · a1 белая ладья · g1 белый король | a8 чёрная ладья · c8 чёрная ладья · e8 чёрный ферзь · f8 чёрный слон · g8 чёрный король · g7 чёрная пешка · a6 чёрная пешка · d6 чёрный конь · f6 чёрная пешка · h6 чёрная пешка · b5 чёрная пешка · c5 белый слон · d5 белая пешка · e5 чёрная пешка · f5 белая пешка · a4 белая пешка · b4 белая пешка · c4 чёрная пешка · c3 белая пешка · h3 белая пешка · a2 белая ладья · c2 белый слон · f2 белый ферзь · g2 белая пешка · a1 белая ладья · g1 белый король | a8 чёрная ладья · c8 чёрная ладья · e8 чёрный ферзь · f8 чёрный слон · g8 чёрный король · g7 чёрная пешка · a6 чёрная пешка · d6 чёрный конь · f6 чёрная пешка · h6 чёрная пешка · b5 чёрная пешка · c5 белый слон · d5 белая пешка · e5 чёрная пешка · f5 белая пешка · a4 белая пешка · b4 белая пешка · c4 чёрная пешка · c3 белая пешка · h3 белая пешка · a2 белая ладья · c2 белый слон · f2 белый ферзь · g2 белая пешка · a1 белая ладья · g1 белый король | a8 чёрная ладья · c8 чёрная ладья · e8 чёрный ферзь · f8 чёрный слон · g8 чёрный король · g7 чёрная пешка · a6 чёрная пешка · d6 чёрный конь · f6 чёрная пешка · h6 чёрная пешка · b5 чёрная пешка · c5 белый слон · d5 белая пешка · e5 чёрная пешка · f5 белая пешка · a4 белая пешка · b4 белая пешка · c4 чёрная пешка · c3 белая пешка · h3 белая пешка · a2 белая ладья · c2 белый слон · f2 белый ферзь · g2 белая пешка · a1 белая ладья · g1 белый король | a8 чёрная ладья · c8 чёрная ладья · e8 чёрный ферзь · f8 чёрный слон · g8 чёрный король · g7 чёрная пешка · a6 чёрная пешка · d6 чёрный конь · f6 чёрная пешка · h6 чёрная пешка · b5 чёрная пешка · c5 белый слон · d5 белая пешка · e5 чёрная пешка · f5 белая пешка · a4 белая пешка · b4 белая пешка · c4 чёрная пешка · c3 белая пешка · h3 белая пешка · a2 белая ладья · c2 белый слон · f2 белый ферзь · g2 белая пешка · a1 белая ладья · g1 белый король | a8 чёрная ладья · c8 чёрная ладья · e8 чёрный ферзь · f8 чёрный слон · g8 чёрный король · g7 чёрная пешка · a6 чёрная пешка · d6 чёрный конь · f6 чёрная пешка · h6 чёрная пешка · b5 чёрная пешка · c5 белый слон · d5 белая пешка · e5 чёрная пешка · f5 белая пешка · a4 белая пешка · b4 белая пешка · c4 чёрная пешка · c3 белая пешка · h3 белая пешка · a2 белая ладья · c2 белый слон · f2 белый ферзь · g2 белая пешка · a1 белая ладья · g1 белый король | a8 чёрная ладья · c8 чёрная ладья · e8 чёрный ферзь · f8 чёрный слон · g8 чёрный король · g7 чёрная пешка · a6 чёрная пешка · d6 чёрный конь · f6 чёрная пешка · h6 чёрная пешка · b5 чёрная пешка · c5 белый слон · d5 белая пешка · e5 чёрная пешка · f5 белая пешка · a4 белая пешка · b4 белая пешка · c4 чёрная пешка · c3 белая пешка · h3 белая пешка · a2 белая ладья · c2 белый слон · f2 белый ферзь · g2 белая пешка · a1 белая ладья · g1 белый король | 5 |
| 4 | a8 чёрная ладья · c8 чёрная ладья · e8 чёрный ферзь · f8 чёрный слон · g8 чёрный король · g7 чёрная пешка · a6 чёрная пешка · d6 чёрный конь · f6 чёрная пешка · h6 чёрная пешка · b5 чёрная пешка · c5 белый слон · d5 белая пешка · e5 чёрная пешка · f5 белая пешка · a4 белая пешка · b4 белая пешка · c4 чёрная пешка · c3 белая пешка · h3 белая пешка · a2 белая ладья · c2 белый слон · f2 белый ферзь · g2 белая пешка · a1 белая ладья · g1 белый король | a8 чёрная ладья · c8 чёрная ладья · e8 чёрный ферзь · f8 чёрный слон · g8 чёрный король · g7 чёрная пешка · a6 чёрная пешка · d6 чёрный конь · f6 чёрная пешка · h6 чёрная пешка · b5 чёрная пешка · c5 белый слон · d5 белая пешка · e5 чёрная пешка · f5 белая пешка · a4 белая пешка · b4 белая пешка · c4 чёрная пешка · c3 белая пешка · h3 белая пешка · a2 белая ладья · c2 белый слон · f2 белый ферзь · g2 белая пешка · a1 белая ладья · g1 белый король | a8 чёрная ладья · c8 чёрная ладья · e8 чёрный ферзь · f8 чёрный слон · g8 чёрный король · g7 чёрная пешка · a6 чёрная пешка · d6 чёрный конь · f6 чёрная пешка · h6 чёрная пешка · b5 чёрная пешка · c5 белый слон · d5 белая пешка · e5 чёрная пешка · f5 белая пешка · a4 белая пешка · b4 белая пешка · c4 чёрная пешка · c3 белая пешка · h3 белая пешка · a2 белая ладья · c2 белый слон · f2 белый ферзь · g2 белая пешка · a1 белая ладья · g1 белый король | a8 чёрная ладья · c8 чёрная ладья · e8 чёрный ферзь · f8 чёрный слон · g8 чёрный король · g7 чёрная пешка · a6 чёрная пешка · d6 чёрный конь · f6 чёрная пешка · h6 чёрная пешка · b5 чёрная пешка · c5 белый слон · d5 белая пешка · e5 чёрная пешка · f5 белая пешка · a4 белая пешка · b4 белая пешка · c4 чёрная пешка · c3 белая пешка · h3 белая пешка · a2 белая ладья · c2 белый слон · f2 белый ферзь · g2 белая пешка · a1 белая ладья · g1 белый король | a8 чёрная ладья · c8 чёрная ладья · e8 чёрный ферзь · f8 чёрный слон · g8 чёрный король · g7 чёрная пешка · a6 чёрная пешка · d6 чёрный конь · f6 чёрная пешка · h6 чёрная пешка · b5 чёрная пешка · c5 белый слон · d5 белая пешка · e5 чёрная пешка · f5 белая пешка · a4 белая пешка · b4 белая пешка · c4 чёрная пешка · c3 белая пешка · h3 белая пешка · a2 белая ладья · c2 белый слон · f2 белый ферзь · g2 белая пешка · a1 белая ладья · g1 белый король | a8 чёрная ладья · c8 чёрная ладья · e8 чёрный ферзь · f8 чёрный слон · g8 чёрный король · g7 чёрная пешка · a6 чёрная пешка · d6 чёрный конь · f6 чёрная пешка · h6 чёрная пешка · b5 чёрная пешка · c5 белый слон · d5 белая пешка · e5 чёрная пешка · f5 белая пешка · a4 белая пешка · b4 белая пешка · c4 чёрная пешка · c3 белая пешка · h3 белая пешка · a2 белая ладья · c2 белый слон · f2 белый ферзь · g2 белая пешка · a1 белая ладья · g1 белый король | a8 чёрная ладья · c8 чёрная ладья · e8 чёрный ферзь · f8 чёрный слон · g8 чёрный король · g7 чёрная пешка · a6 чёрная пешка · d6 чёрный конь · f6 чёрная пешка · h6 чёрная пешка · b5 чёрная пешка · c5 белый слон · d5 белая пешка · e5 чёрная пешка · f5 белая пешка · a4 белая пешка · b4 белая пешка · c4 чёрная пешка · c3 белая пешка · h3 белая пешка · a2 белая ладья · c2 белый слон · f2 белый ферзь · g2 белая пешка · a1 белая ладья · g1 белый король | a8 чёрная ладья · c8 чёрная ладья · e8 чёрный ферзь · f8 чёрный слон · g8 чёрный король · g7 чёрная пешка · a6 чёрная пешка · d6 чёрный конь · f6 чёрная пешка · h6 чёрная пешка · b5 чёрная пешка · c5 белый слон · d5 белая пешка · e5 чёрная пешка · f5 белая пешка · a4 белая пешка · b4 белая пешка · c4 чёрная пешка · c3 белая пешка · h3 белая пешка · a2 белая ладья · c2 белый слон · f2 белый ферзь · g2 белая пешка · a1 белая ладья · g1 белый король | 4 |
| 3 | a8 чёрная ладья · c8 чёрная ладья · e8 чёрный ферзь · f8 чёрный слон · g8 чёрный король · g7 чёрная пешка · a6 чёрная пешка · d6 чёрный конь · f6 чёрная пешка · h6 чёрная пешка · b5 чёрная пешка · c5 белый слон · d5 белая пешка · e5 чёрная пешка · f5 белая пешка · a4 белая пешка · b4 белая пешка · c4 чёрная пешка · c3 белая пешка · h3 белая пешка · a2 белая ладья · c2 белый слон · f2 белый ферзь · g2 белая пешка · a1 белая ладья · g1 белый король | a8 чёрная ладья · c8 чёрная ладья · e8 чёрный ферзь · f8 чёрный слон · g8 чёрный король · g7 чёрная пешка · a6 чёрная пешка · d6 чёрный конь · f6 чёрная пешка · h6 чёрная пешка · b5 чёрная пешка · c5 белый слон · d5 белая пешка · e5 чёрная пешка · f5 белая пешка · a4 белая пешка · b4 белая пешка · c4 чёрная пешка · c3 белая пешка · h3 белая пешка · a2 белая ладья · c2 белый слон · f2 белый ферзь · g2 белая пешка · a1 белая ладья · g1 белый король | a8 чёрная ладья · c8 чёрная ладья · e8 чёрный ферзь · f8 чёрный слон · g8 чёрный король · g7 чёрная пешка · a6 чёрная пешка · d6 чёрный конь · f6 чёрная пешка · h6 чёрная пешка · b5 чёрная пешка · c5 белый слон · d5 белая пешка · e5 чёрная пешка · f5 белая пешка · a4 белая пешка · b4 белая пешка · c4 чёрная пешка · c3 белая пешка · h3 белая пешка · a2 белая ладья · c2 белый слон · f2 белый ферзь · g2 белая пешка · a1 белая ладья · g1 белый король | a8 чёрная ладья · c8 чёрная ладья · e8 чёрный ферзь · f8 чёрный слон · g8 чёрный король · g7 чёрная пешка · a6 чёрная пешка · d6 чёрный конь · f6 чёрная пешка · h6 чёрная пешка · b5 чёрная пешка · c5 белый слон · d5 белая пешка · e5 чёрная пешка · f5 белая пешка · a4 белая пешка · b4 белая пешка · c4 чёрная пешка · c3 белая пешка · h3 белая пешка · a2 белая ладья · c2 белый слон · f2 белый ферзь · g2 белая пешка · a1 белая ладья · g1 белый король | a8 чёрная ладья · c8 чёрная ладья · e8 чёрный ферзь · f8 чёрный слон · g8 чёрный король · g7 чёрная пешка · a6 чёрная пешка · d6 чёрный конь · f6 чёрная пешка · h6 чёрная пешка · b5 чёрная пешка · c5 белый слон · d5 белая пешка · e5 чёрная пешка · f5 белая пешка · a4 белая пешка · b4 белая пешка · c4 чёрная пешка · c3 белая пешка · h3 белая пешка · a2 белая ладья · c2 белый слон · f2 белый ферзь · g2 белая пешка · a1 белая ладья · g1 белый король | a8 чёрная ладья · c8 чёрная ладья · e8 чёрный ферзь · f8 чёрный слон · g8 чёрный король · g7 чёрная пешка · a6 чёрная пешка · d6 чёрный конь · f6 чёрная пешка · h6 чёрная пешка · b5 чёрная пешка · c5 белый слон · d5 белая пешка · e5 чёрная пешка · f5 белая пешка · a4 белая пешка · b4 белая пешка · c4 чёрная пешка · c3 белая пешка · h3 белая пешка · a2 белая ладья · c2 белый слон · f2 белый ферзь · g2 белая пешка · a1 белая ладья · g1 белый король | a8 чёрная ладья · c8 чёрная ладья · e8 чёрный ферзь · f8 чёрный слон · g8 чёрный король · g7 чёрная пешка · a6 чёрная пешка · d6 чёрный конь · f6 чёрная пешка · h6 чёрная пешка · b5 чёрная пешка · c5 белый слон · d5 белая пешка · e5 чёрная пешка · f5 белая пешка · a4 белая пешка · b4 белая пешка · c4 чёрная пешка · c3 белая пешка · h3 белая пешка · a2 белая ладья · c2 белый слон · f2 белый ферзь · g2 белая пешка · a1 белая ладья · g1 белый король | a8 чёрная ладья · c8 чёрная ладья · e8 чёрный ферзь · f8 чёрный слон · g8 чёрный король · g7 чёрная пешка · a6 чёрная пешка · d6 чёрный конь · f6 чёрная пешка · h6 чёрная пешка · b5 чёрная пешка · c5 белый слон · d5 белая пешка · e5 чёрная пешка · f5 белая пешка · a4 белая пешка · b4 белая пешка · c4 чёрная пешка · c3 белая пешка · h3 белая пешка · a2 белая ладья · c2 белый слон · f2 белый ферзь · g2 белая пешка · a1 белая ладья · g1 белый король | 3 |
| 2 | a8 чёрная ладья · c8 чёрная ладья · e8 чёрный ферзь · f8 чёрный слон · g8 чёрный король · g7 чёрная пешка · a6 чёрная пешка · d6 чёрный конь · f6 чёрная пешка · h6 чёрная пешка · b5 чёрная пешка · c5 белый слон · d5 белая пешка · e5 чёрная пешка · f5 белая пешка · a4 белая пешка · b4 белая пешка · c4 чёрная пешка · c3 белая пешка · h3 белая пешка · a2 белая ладья · c2 белый слон · f2 белый ферзь · g2 белая пешка · a1 белая ладья · g1 белый король | a8 чёрная ладья · c8 чёрная ладья · e8 чёрный ферзь · f8 чёрный слон · g8 чёрный король · g7 чёрная пешка · a6 чёрная пешка · d6 чёрный конь · f6 чёрная пешка · h6 чёрная пешка · b5 чёрная пешка · c5 белый слон · d5 белая пешка · e5 чёрная пешка · f5 белая пешка · a4 белая пешка · b4 белая пешка · c4 чёрная пешка · c3 белая пешка · h3 белая пешка · a2 белая ладья · c2 белый слон · f2 белый ферзь · g2 белая пешка · a1 белая ладья · g1 белый король | a8 чёрная ладья · c8 чёрная ладья · e8 чёрный ферзь · f8 чёрный слон · g8 чёрный король · g7 чёрная пешка · a6 чёрная пешка · d6 чёрный конь · f6 чёрная пешка · h6 чёрная пешка · b5 чёрная пешка · c5 белый слон · d5 белая пешка · e5 чёрная пешка · f5 белая пешка · a4 белая пешка · b4 белая пешка · c4 чёрная пешка · c3 белая пешка · h3 белая пешка · a2 белая ладья · c2 белый слон · f2 белый ферзь · g2 белая пешка · a1 белая ладья · g1 белый король | a8 чёрная ладья · c8 чёрная ладья · e8 чёрный ферзь · f8 чёрный слон · g8 чёрный король · g7 чёрная пешка · a6 чёрная пешка · d6 чёрный конь · f6 чёрная пешка · h6 чёрная пешка · b5 чёрная пешка · c5 белый слон · d5 белая пешка · e5 чёрная пешка · f5 белая пешка · a4 белая пешка · b4 белая пешка · c4 чёрная пешка · c3 белая пешка · h3 белая пешка · a2 белая ладья · c2 белый слон · f2 белый ферзь · g2 белая пешка · a1 белая ладья · g1 белый король | a8 чёрная ладья · c8 чёрная ладья · e8 чёрный ферзь · f8 чёрный слон · g8 чёрный король · g7 чёрная пешка · a6 чёрная пешка · d6 чёрный конь · f6 чёрная пешка · h6 чёрная пешка · b5 чёрная пешка · c5 белый слон · d5 белая пешка · e5 чёрная пешка · f5 белая пешка · a4 белая пешка · b4 белая пешка · c4 чёрная пешка · c3 белая пешка · h3 белая пешка · a2 белая ладья · c2 белый слон · f2 белый ферзь · g2 белая пешка · a1 белая ладья · g1 белый король | a8 чёрная ладья · c8 чёрная ладья · e8 чёрный ферзь · f8 чёрный слон · g8 чёрный король · g7 чёрная пешка · a6 чёрная пешка · d6 чёрный конь · f6 чёрная пешка · h6 чёрная пешка · b5 чёрная пешка · c5 белый слон · d5 белая пешка · e5 чёрная пешка · f5 белая пешка · a4 белая пешка · b4 белая пешка · c4 чёрная пешка · c3 белая пешка · h3 белая пешка · a2 белая ладья · c2 белый слон · f2 белый ферзь · g2 белая пешка · a1 белая ладья · g1 белый король | a8 чёрная ладья · c8 чёрная ладья · e8 чёрный ферзь · f8 чёрный слон · g8 чёрный король · g7 чёрная пешка · a6 чёрная пешка · d6 чёрный конь · f6 чёрная пешка · h6 чёрная пешка · b5 чёрная пешка · c5 белый слон · d5 белая пешка · e5 чёрная пешка · f5 белая пешка · a4 белая пешка · b4 белая пешка · c4 чёрная пешка · c3 белая пешка · h3 белая пешка · a2 белая ладья · c2 белый слон · f2 белый ферзь · g2 белая пешка · a1 белая ладья · g1 белый король | a8 чёрная ладья · c8 чёрная ладья · e8 чёрный ферзь · f8 чёрный слон · g8 чёрный король · g7 чёрная пешка · a6 чёрная пешка · d6 чёрный конь · f6 чёрная пешка · h6 чёрная пешка · b5 чёрная пешка · c5 белый слон · d5 белая пешка · e5 чёрная пешка · f5 белая пешка · a4 белая пешка · b4 белая пешка · c4 чёрная пешка · c3 белая пешка · h3 белая пешка · a2 белая ладья · c2 белый слон · f2 белый ферзь · g2 белая пешка · a1 белая ладья · g1 белый король | 2 |
| 1 | a8 чёрная ладья · c8 чёрная ладья · e8 чёрный ферзь · f8 чёрный слон · g8 чёрный король · g7 чёрная пешка · a6 чёрная пешка · d6 чёрный конь · f6 чёрная пешка · h6 чёрная пешка · b5 чёрная пешка · c5 белый слон · d5 белая пешка · e5 чёрная пешка · f5 белая пешка · a4 белая пешка · b4 белая пешка · c4 чёрная пешка · c3 белая пешка · h3 белая пешка · a2 белая ладья · c2 белый слон · f2 белый ферзь · g2 белая пешка · a1 белая ладья · g1 белый король | a8 чёрная ладья · c8 чёрная ладья · e8 чёрный ферзь · f8 чёрный слон · g8 чёрный король · g7 чёрная пешка · a6 чёрная пешка · d6 чёрный конь · f6 чёрная пешка · h6 чёрная пешка · b5 чёрная пешка · c5 белый слон · d5 белая пешка · e5 чёрная пешка · f5 белая пешка · a4 белая пешка · b4 белая пешка · c4 чёрная пешка · c3 белая пешка · h3 белая пешка · a2 белая ладья · c2 белый слон · f2 белый ферзь · g2 белая пешка · a1 белая ладья · g1 белый король | a8 чёрная ладья · c8 чёрная ладья · e8 чёрный ферзь · f8 чёрный слон · g8 чёрный король · g7 чёрная пешка · a6 чёрная пешка · d6 чёрный конь · f6 чёрная пешка · h6 чёрная пешка · b5 чёрная пешка · c5 белый слон · d5 белая пешка · e5 чёрная пешка · f5 белая пешка · a4 белая пешка · b4 белая пешка · c4 чёрная пешка · c3 белая пешка · h3 белая пешка · a2 белая ладья · c2 белый слон · f2 белый ферзь · g2 белая пешка · a1 белая ладья · g1 белый король | a8 чёрная ладья · c8 чёрная ладья · e8 чёрный ферзь · f8 чёрный слон · g8 чёрный король · g7 чёрная пешка · a6 чёрная пешка · d6 чёрный конь · f6 чёрная пешка · h6 чёрная пешка · b5 чёрная пешка · c5 белый слон · d5 белая пешка · e5 чёрная пешка · f5 белая пешка · a4 белая пешка · b4 белая пешка · c4 чёрная пешка · c3 белая пешка · h3 белая пешка · a2 белая ладья · c2 белый слон · f2 белый ферзь · g2 белая пешка · a1 белая ладья · g1 белый король | a8 чёрная ладья · c8 чёрная ладья · e8 чёрный ферзь · f8 чёрный слон · g8 чёрный король · g7 чёрная пешка · a6 чёрная пешка · d6 чёрный конь · f6 чёрная пешка · h6 чёрная пешка · b5 чёрная пешка · c5 белый слон · d5 белая пешка · e5 чёрная пешка · f5 белая пешка · a4 белая пешка · b4 белая пешка · c4 чёрная пешка · c3 белая пешка · h3 белая пешка · a2 белая ладья · c2 белый слон · f2 белый ферзь · g2 белая пешка · a1 белая ладья · g1 белый король | a8 чёрная ладья · c8 чёрная ладья · e8 чёрный ферзь · f8 чёрный слон · g8 чёрный король · g7 чёрная пешка · a6 чёрная пешка · d6 чёрный конь · f6 чёрная пешка · h6 чёрная пешка · b5 чёрная пешка · c5 белый слон · d5 белая пешка · e5 чёрная пешка · f5 белая пешка · a4 белая пешка · b4 белая пешка · c4 чёрная пешка · c3 белая пешка · h3 белая пешка · a2 белая ладья · c2 белый слон · f2 белый ферзь · g2 белая пешка · a1 белая ладья · g1 белый король | a8 чёрная ладья · c8 чёрная ладья · e8 чёрный ферзь · f8 чёрный слон · g8 чёрный король · g7 чёрная пешка · a6 чёрная пешка · d6 чёрный конь · f6 чёрная пешка · h6 чёрная пешка · b5 чёрная пешка · c5 белый слон · d5 белая пешка · e5 чёрная пешка · f5 белая пешка · a4 белая пешка · b4 белая пешка · c4 чёрная пешка · c3 белая пешка · h3 белая пешка · a2 белая ладья · c2 белый слон · f2 белый ферзь · g2 белая пешка · a1 белая ладья · g1 белый король | a8 чёрная ладья · c8 чёрная ладья · e8 чёрный ферзь · f8 чёрный слон · g8 чёрный король · g7 чёрная пешка · a6 чёрная пешка · d6 чёрный конь · f6 чёрная пешка · h6 чёрная пешка · b5 чёрная пешка · c5 белый слон · d5 белая пешка · e5 чёрная пешка · f5 белая пешка · a4 белая пешка · b4 белая пешка · c4 чёрная пешка · c3 белая пешка · h3 белая пешка · a2 белая ладья · c2 белый слон · f2 белый ферзь · g2 белая пешка · a1 белая ладья · g1 белый король | 1 |
|   | a | b | c | d | e | f | g | h |   |

Компания IBM во втором матче предложила призовой фонд в 1,1 млн $, из которых 700 тыс. $ должны были достаться победителю. Шестиматчевый поединок с нормальным контролем времени (120 минут на 40 ходов) состоялся в мае 1997 года. В итоге впервые в истории чемпион мира проиграл компьютеру со счётом 2½:3½.
Суперкомпьютер находился в отдельном помещении. За доской напротив Каспарова сидел представитель команды IBM Фэн-Сюн Сюй, стоявший у истоков проекта, или же один из двух других программистов Deep Blue. Все общение с Deep Blue Фэн-Сюн Сюй осуществлял через специальный монитор. Технический терминал (монитор) в помещении, примыкающем к машинному залу, находился под контролем одного из арбитров матча. Там же дежурил один из штатных гроссмейстеров, который мог принять или отклонить предложение Каспарова о ничьей. Теоретически между монитором в игровой комнате и суперкомпьютером мог находиться и влиять на ход партии специально приглашённый шахматист.
Во второй партии матча 1997 года Каспаров, попав в тяжёлую ситуацию, пожертвовал пешку (см. диаграмму). Deep Blue задумался над 35-м ходом на 14 минут, а над 36-м ходом — на 6 минут, хотя обычно на «обдумывание» хода тратил от одной до пяти минут, и отклонил жертву, сыграв на 37-м ходу Сe4 (см. диаграмму). После 45-го хода белых Каспаров сдался. Послематчевый анализ показал, что чёрные могли форсировать ничью вечным шахом из-за неточного последнего хода белых. Однако Каспаров ошибся, полагая что электронный оппонент, который всю остальную партию провёл практически безупречно, рассчитал всё точно. В шестой, последней, партии Каспаров просмотрел или сознательно допустил известную теории жертву фигуры за инициативу, но когда Deep Blue её принял, защищался плохо и признал поражение уже на 19-м ходу.
После матча Каспаров потребовал предоставить лог-файл партии. IBM передала полные лог-файлы всех партий главному судье матча, а Каспарову — фрагменты ключевых моментов. Детали того, как «думала» программа, не были предоставлены, и Каспаров обвинил IBM в мошенничестве. По мнению Каспарова, в нескольких случаях компьютеру мог помогать человек, так как программа играла с перепадами, периодически избирая ходы, нехарактерные для общедоступных программ того времени.
Спустя 20 лет после матча Каспаров подвел итог своим сомнениям в своей новой книге «Deep Thinking»:

Меня спрашивали бесчисленное количество раз — «жульничал ли Deep Blue?», и мой откровенный ответ всегда был — «я не знаю». После двадцати лет самокопаний, разоблачений и анализа мой ответ теперь — «нет». Что же касается IBM — то, насколько далеко они зашли ради выигрыша, было предательством принципов справедливого соревнования, но настоящей жертвой этого предательства стала наука.
Оригинальный текст (англ.)I have been asked, “Did Deep Blue cheat?” more times than I could possibly count, and my honest answer has always been “I don’t know.” After twenty years of soul-searching, revelations, and analysis, my answer is now “no.” As for IBM, the lengths they went to to win were a betrayal of fair competition, but the real victim of this betrayal was science.
— Kasparov. «Deep Thinking: Where Machine Intelligence Ends and Human Creativity Begins»
В январе 2003 года Каспаров сыграл матч против шахматной программы «Deep Junior». Матч состоял из 6 игр при стандартном контроле времени. Призовой фонд поединка составлял 1 млн $. Сильнейшая, на тот момент, программа для персональных компьютеров работала на операционной системе Windows Server 2000 и 8 процессорах Intel Xeon 1,6 ГГц. Каспаров, применив «антикомпьютерную» стратегию, выиграл первую партию и имел значительное преимущество во второй, однако свёл её вничью. В третьей партии он допустил грубый просчёт и сдался на 34 ходу. В оставшихся партиях Каспаров был осторожен и свёл их к быстрым ничьим. Результат матча — 3:3.
В ноябре 2003 года состоялся матч Каспаров против «Fritz X3D» (версия «Deep Fritz» с трёхмерным интерфейсом). По условиям матча человеку необходимо было играть в специальных 3D очках. «Deep Fritz» работал на компьютере с 4 процессорами Intel Xeon. За год до этого та же программа сыграла вничью в аналогичном по правилам поединке с Владимиром Крамником. Встреча произошла в Нью-Йорке. В матче из 4 партий при одной победе, одном поражении и двух ничьих был достигнут равный результат 2:2. В четвёртой партии «Deep Fritz» неожиданно предложил в жертву ферзя, но гроссмейстер отклонил жертву и спокойно довел игру до ничейной позиции. Каспаров получил по результатам поединка 175 тыс. $ и золотую статуэтку.
Deep Junior и «Deep Fritz» являются коммерческими программами со скоростью оценки порядка 3-4 млн позиций в секунду (2003 год). Копии программ были предоставлены Каспарову перед матчем для анализа. Компьютер с программой находился непосредственно в игровом зале. Подозрений в мошенничестве Каспаров не высказывал. Подытоживая матч с «Deep Junior», Каспаров поделился мыслью о том, что через несколько лет у человека уже не будет никаких шансов в противостоянии с шахматными программами.

### Экс-чемпион мира
В течение 2001 года Каспаров выиграл подряд три турнира. Первым соревнованием в ранге экс-чемпиона мира для него стал турнир в Вейк-ан-Зее. Каспаров набрал 9 из 13 и на пол-очка обошёл Ананда, Крамник разделил 3—4 места. Затем Каспаров выиграл ежегодный турнир в Линаресе (7½ из 10) и турнир в Астане. В Астане перед последним туром Каспаров отставал от Крамника на пол-очка, но смог выиграть решающую встречу, одержав первую победу над Крамником с 1997 года. В следующем году Каспаров опять выиграл в Линаресе (8 из 12, полтора очка отрыва от нового чемпиона мира ФИДЕ Руслана Пономарёва).
В сентябре 2002 года Каспаров в составе сборной России принял участие в матч-турнире «Сборная России против сборной мира». Он сыграл десять партий, выиграв одну и проиграв три. В итоге сборная мира победила со счётом 52:48, а Каспаров показал свой худший в жизни результат в командных соревнованиях. В октябре-ноябре того же года Каспаров сыграл свою последнюю олимпиаду в Бледе, на которой Россия снова заняла первое место. На первой доске он набрал 7½ очков из 9, этот результат соответствовал рейтингу 2933, и по этому показателю выступление Каспарова стало абсолютно лучшим на олимпиаде.
Линарес 2003 года оказался неудачным, Каспаров разделил 3—4 места с Анандом. Во втором туре Каспаров проиграл выигрышную позицию в партии с пятнадцатилетним Теймуром Раджабовым. Когда на закрытии было объявлено, что эта партия была признана красивейшей на турнире, Каспаров прилюдно заявил, что расценивает этот выбор как публичное оскорбление и унижение. В 2004 году Каспаров впервые сыграл в чемпионате России по шахматам. В 57-м чемпионате страны сыграли десять сильнейших шахматистов за исключением Крамника и Карпова. Каспаров победил с результатом +5 −0 =5 и опередил Грищука на полтора очка.
Каспаров объявил о завершении спортивной карьеры 10 марта 2005 года на пресс-конференции по окончании супертурнира в Линаресе. В нём Каспаров набрал равное количество очков с Топаловым, от которого потерпел единственное поражение в последнем туре, но по дополнительным показателям (количество побед чёрным цветом) был объявлен победителем. Своё решение Каспаров объяснил нехваткой мотивации — он достиг в шахматах всего — и тем, что ему так и не дали возможность вновь бороться за титул чемпиона мира после поражения от Крамника (в частности, не состоялся матч против чемпиона мира ФИДЕ Пономарёва). Каспаров также сказал, что планирует и в будущем выступать в блицтурнирах и других показательных мероприятиях, а своими основными приоритетами сделает работу над книгами и участие в российской политике.

### После ухода из профессионального спорта
В сентябре 2009 года Каспаров и Карпов сыграли в Валенсии матч из 12 партий в быстрые шахматы и блиц. Каспаров выиграл со счётом 9:3. Тогда же стало известно, что Каспаров с марта того же года работал личным тренером норвежского гроссмейстера Магнуса Карлсена, который на тот момент в 18 лет занимал четвёртое место в мировом рейтинге. Каспаров и Карлсен встречались несколько раз в год для тренировочных сессий. Совместная работа окончилась в марте 2010 года, к этому моменту Карлсен возглавил рейтинг-лист. Позже Карлсен пояснил, что он стал ответственным за свои карьерные решения, но продолжит поддерживать контакты с Каспаровым.
Осенью того же 2010 года Каспаров поддержал Карпова, который баллотировался на пост президента ФИДЕ. Однако на выборах победил действующий президент Кирсан Илюмжинов.
В 2014 году Каспаров, баллотируясь от Хорватии, сам стал соперником Илюмжинова на очередных выборах. Он построил кампанию на критике ФИДЕ как «коррумпированной организации» и Илюмжинова как союзника «диктаторского режима Путина». В свою очередь, Илюмжинов обвинял Каспарова в попытке купить голоса делегатов: в результате утечки стал доступен общественности проект договора между Каспаровым и членом его команды генеральным секретарём ФИДЕ Игнатиусом Леонгом, по которому Леонг за плату должен был обеспечить голосование за Каспарова азиатских делегатов. Со счётом 110:61 выборы выиграл Илюмжинов. В сентябре 2015 года комиссия по этике ФИДЕ признала Каспарова и Леонга виновными в нарушении пункта 2.1 морального кодекса ФИДЕ, который запрещает предлагать или принимать взятку с целью оказать влияние на результат шахматной партии или выборов на должность в ФИДЕ. 21 октября 2015 года ФИДЕ отстранила Каспарова и Леонга от любой официальной деятельности, связанной с шахматами. «Каспаров и Леонг лишены возможности занимать любую должность в ФИДЕ, в том числе во входящих в неё национальных федерациях, континентальных ассоциациях, аффилированных организациях, а также принимать участие в заседаниях ФИДЕ в качестве делегата, представителя или члена в течение двух лет», — говорится в заявлении организации. Каспаров отвергает обвинения: по его версии, полмиллиона долларов предназначались не лично Леонгу, а «специально созданному Каспаровым фонду, задача которого заключается в популяризации шахмат в странах Азии».
28—29 апреля 2016 года Каспаров участвовал в выставочном блицтурнире «Ultimate Blitz Challenge with Garry Kasparov», проходившем в Сент-Луисе (США). Помимо Каспарова, в круговом блицтурнире с призовым фондом $50000 участвовали три победителя закончившегося 25 апреля 2016 года в Сент-Луисе чемпионата США по шахматам — Фабиано Каруана, Уэсли Со и Хикару Накамура. Каспаров занял третье место с результатом 9,5 из 18. Первым стал Накамура (11 из 18), вторым — Со (10 из 18). Каспаров до начала турнира объявил, что свои призовые (в итоге — $10000) передаст сборной США по шахматам для участия в шахматной олимпиаде 2016 года.
Первым с 2005 года официальным соревнованием для Каспарова стал турнир по быстрым шахматам и блицу в августе 2017 года в Сент-Луисе, где соперниками экс-чемпиона мира стали девять участников супертурнира Sinquefield Cup; Каспаров подчёркивал, что это разовое возвращение и речь не идёт о возобновлении карьеры. Он набрал 3,5 из 9 в быстрых шахматах и 9 из 18 в блице, по сумме очков разделив 8-10 места. В июле 2021 года на одном из этапов Grand Chess Tour набрал 0,5 очка из 9, проиграв партию Шахрияру Мамедьярову на 7-м ходу. В октябре 2024 года сыграл в турнире Champions Showdown Chess 9LX 2024 и занял 4-е место с результатом 4,5 из 9.
В 2020 году Каспаров был нанят как консультант для шахматных сцен сериала Netflix «Ход королевы», экранизации одноимённого романа Уолтера Тевиса о восхождении вымышленной американской шахматистки в годы холодной войны; вторым консультантом выступил американский шахматный тренер Брюс Пандольфини, работавший ещё с Тевисом во время написания романа. Как критики, крайне высоко оценившие сериал в целом, так и профессиональные шахматисты отмечали высочайшую достоверность изображения всех аспектов шахматной игры. В частности, герои сериала разыгрывают реальные партии, библиотеку которых подобрали Каспаров и Пандольфини, отталкиваясь от описаний вымышленных партий в романе.

## Вклад в шахматы и оценка

### Оценка, достижения
Многие специалисты признают Каспарова величайшим шахматистом в истории (на второе место обычно ставят Фишера). По оценке аналитика ресурса ChessBase Джеффа Сонаса Каспаров являлся «самым доминирующим игроком всех времён» (most dominant chess player of all time). Каспаров одиннадцать раз получал «Оскар» как лучший шахматист года: в 1982—1983, 1985—1988, 1995—1996, 1999, 2001—2002 годах. В период с 1981 по 1991 год он занял или разделил первое место во всех турнирах, в которых участвовал. В 1999 году рейтинг Эло Каспарова достиг рекордного значения — 2851 балл, которое держалось 13,5 лет. 10 декабря 2012 года Магнус Карлсен достиг неофициального рейтинга в 2861 балл, с которым он возглавил очередной релиз рейтинга в январе 2013 года. Каспаров возглавлял рейтинг-лист с 1985 по 2006 год за исключением двух коротких отрезков: в 1993—1994 годах ФИДЕ исключила его из-за проведения матча с Шортом под эгидой ПША, а в одном из релизов 1997 года он делил первое место с Крамником. 1 января 2006 года Каспаров занимал первое место с коэффициентом 2812, но согласно правилам ФИДЕ был исключён из рейтинг-листа от 1 апреля 2006 года, поскольку не участвовал в турнирах в течение предшествующих 12 месяцев. В 2007 году авторитетная международная консалтинговая компания Synectics обнародовала рейтинг 100 ныне живущих гениев в области науки, политики, искусства и предпринимательства. Каспаров занимает в нём 25-е место.
Соперничество Каспарова и Карпова (нередко их называют «два К») не имеет аналогов в истории шахмат. За шесть лет они провели пять матчей и сыграли 144 партии. Долгое время между Карповым и Каспаровым существовала личная неприязнь. Противостояние двух шахматистов имело и политический подтекст: Карпов считался представителем советской номенклатуры, а Каспаров был молод и популярен, позиционировал себя как «дитя перемен», охотно давал откровенные интервью и, особенно на Западе, имел ореол бунтаря, хотя и никогда не был диссидентом. Победа Каспарова совпала с началом перестройки в СССР.

### Стиль игры, спортивные качества
Каспаров был разносторонним шахматистом, в эпоху расцвета своего дарования почти не имевшим слабостей. Его партии характеризуются динамическим стилем игры с прицелом на тактику, богатой фантазией, глубиной стратегии, тонким расчётом и оригинальными дебютными идеями. Владимир Крамник назвал Каспарова шахматистом практически без слабых мест. Сергей Шипов относил к немногочисленным недостаткам Каспарова морально-волевые качества (импульсивность и психологическую неустойчивость) и излишнюю опору на счёт вариантов, которая может приводить к переутомлению и ошибкам.
Кумиром Каспарова с детства был Александр Алехин. Большое влияние на формирование Каспарова как шахматиста оказало то, что с детства он оказался у хороших тренеров. В юном возрасте талантливый бакинский школьник встретился с опытными педагогами Александром Никитиным и Александром Шакаровым, что определило развитие способностей Каспарова. В тактике и комбинационной игре будущий гроссмейстер был силён ещё с самого детства, позиционное мышление формировалось постепенно в ходе поединков с лучшими игроками мира. Попав в 1973 году в школу Ботвинника юный Гарри сразу привлёк к себе внимание. Патриарх советских шахмат отозвался о бакинском школьнике: «Быстродействие и объём памяти Гарри поразительны. Он считает глубокие варианты и находит неожиданные ходы. Сила комбинационного зрения роднит его с самим Алехиным».
В юношеском возрасте для Гарри была характерна импульсивность игры и склонность к несколько авантюрным продолжениям, но с годами он приобрёл необходимую для игры на высшем уровне уравновешенность. Ярко проявили это марафонские поединки с Анатолием Карповым. Роберт Бирн назвал Карпова и Каспарова двумя полюсами игры. При игре чёрными Карпов, даже с более слабыми противниками, предпочитал действовать от обороны. Между тем Каспаров искал любую возможность для того, чтобы захватить контроль и перейти в атаку независимо от цвета фигур. Преимуществом Каспарова была способность к обучению, умение перенимать у своих противников их сильные стороны. Данное качество ярко проявилось в 24-й заключительной партии матча на первенство мира 1987 года, когда Каспарову нужна была только победа. Он переиграл Карпова его же оружием, хладнокровным наращиванием позиционного давления. Как отзывался о той партии Марк Тайманов, в ней Каспаров добился победы, преодолев свой природный темперамент терпеливым маневрированием в классическом стиле.
По признанию Грэма Бёрджеса, Эндрю Солтиса, Сергея Шипова и других ведущих шахматных экспертов одним из высших творческих достижений стала 16-я партия поединка 1985 года с Анатолием Карповым. Её значимость ещё и в том, что она случилась в матче за звание чемпиона мира, в сложном психологическом противостоянии двух лучших шахматистов планеты.
|   | a | b | c | d | e | f | g | h |   |
| - | --- | --- | --- | --- | --- | --- | --- | --- | - |
| 8 | a8 чёрная ладья · d8 чёрный ферзь · e8 чёрная ладья · g8 чёрный король · f7 чёрная пешка · g7 чёрная пешка · a6 чёрная пешка · d6 чёрный слон · f6 чёрный конь · h6 чёрная пешка · d5 белая пешка · f5 чёрный слон · a4 белый конь · b4 чёрная пешка · h4 белый слон · d3 чёрный конь · f3 белый слон · a2 белая пешка · b2 белая пешка · d2 белый ферзь · f2 белая пешка · g2 белая пешка · h2 белая пешка · b1 белый конь · d1 белая ладья · f1 белая ладья · g1 белый король | a8 чёрная ладья · d8 чёрный ферзь · e8 чёрная ладья · g8 чёрный король · f7 чёрная пешка · g7 чёрная пешка · a6 чёрная пешка · d6 чёрный слон · f6 чёрный конь · h6 чёрная пешка · d5 белая пешка · f5 чёрный слон · a4 белый конь · b4 чёрная пешка · h4 белый слон · d3 чёрный конь · f3 белый слон · a2 белая пешка · b2 белая пешка · d2 белый ферзь · f2 белая пешка · g2 белая пешка · h2 белая пешка · b1 белый конь · d1 белая ладья · f1 белая ладья · g1 белый король | a8 чёрная ладья · d8 чёрный ферзь · e8 чёрная ладья · g8 чёрный король · f7 чёрная пешка · g7 чёрная пешка · a6 чёрная пешка · d6 чёрный слон · f6 чёрный конь · h6 чёрная пешка · d5 белая пешка · f5 чёрный слон · a4 белый конь · b4 чёрная пешка · h4 белый слон · d3 чёрный конь · f3 белый слон · a2 белая пешка · b2 белая пешка · d2 белый ферзь · f2 белая пешка · g2 белая пешка · h2 белая пешка · b1 белый конь · d1 белая ладья · f1 белая ладья · g1 белый король | a8 чёрная ладья · d8 чёрный ферзь · e8 чёрная ладья · g8 чёрный король · f7 чёрная пешка · g7 чёрная пешка · a6 чёрная пешка · d6 чёрный слон · f6 чёрный конь · h6 чёрная пешка · d5 белая пешка · f5 чёрный слон · a4 белый конь · b4 чёрная пешка · h4 белый слон · d3 чёрный конь · f3 белый слон · a2 белая пешка · b2 белая пешка · d2 белый ферзь · f2 белая пешка · g2 белая пешка · h2 белая пешка · b1 белый конь · d1 белая ладья · f1 белая ладья · g1 белый король | a8 чёрная ладья · d8 чёрный ферзь · e8 чёрная ладья · g8 чёрный король · f7 чёрная пешка · g7 чёрная пешка · a6 чёрная пешка · d6 чёрный слон · f6 чёрный конь · h6 чёрная пешка · d5 белая пешка · f5 чёрный слон · a4 белый конь · b4 чёрная пешка · h4 белый слон · d3 чёрный конь · f3 белый слон · a2 белая пешка · b2 белая пешка · d2 белый ферзь · f2 белая пешка · g2 белая пешка · h2 белая пешка · b1 белый конь · d1 белая ладья · f1 белая ладья · g1 белый король | a8 чёрная ладья · d8 чёрный ферзь · e8 чёрная ладья · g8 чёрный король · f7 чёрная пешка · g7 чёрная пешка · a6 чёрная пешка · d6 чёрный слон · f6 чёрный конь · h6 чёрная пешка · d5 белая пешка · f5 чёрный слон · a4 белый конь · b4 чёрная пешка · h4 белый слон · d3 чёрный конь · f3 белый слон · a2 белая пешка · b2 белая пешка · d2 белый ферзь · f2 белая пешка · g2 белая пешка · h2 белая пешка · b1 белый конь · d1 белая ладья · f1 белая ладья · g1 белый король | a8 чёрная ладья · d8 чёрный ферзь · e8 чёрная ладья · g8 чёрный король · f7 чёрная пешка · g7 чёрная пешка · a6 чёрная пешка · d6 чёрный слон · f6 чёрный конь · h6 чёрная пешка · d5 белая пешка · f5 чёрный слон · a4 белый конь · b4 чёрная пешка · h4 белый слон · d3 чёрный конь · f3 белый слон · a2 белая пешка · b2 белая пешка · d2 белый ферзь · f2 белая пешка · g2 белая пешка · h2 белая пешка · b1 белый конь · d1 белая ладья · f1 белая ладья · g1 белый король | a8 чёрная ладья · d8 чёрный ферзь · e8 чёрная ладья · g8 чёрный король · f7 чёрная пешка · g7 чёрная пешка · a6 чёрная пешка · d6 чёрный слон · f6 чёрный конь · h6 чёрная пешка · d5 белая пешка · f5 чёрный слон · a4 белый конь · b4 чёрная пешка · h4 белый слон · d3 чёрный конь · f3 белый слон · a2 белая пешка · b2 белая пешка · d2 белый ферзь · f2 белая пешка · g2 белая пешка · h2 белая пешка · b1 белый конь · d1 белая ладья · f1 белая ладья · g1 белый король | 8 |
| 7 | a8 чёрная ладья · d8 чёрный ферзь · e8 чёрная ладья · g8 чёрный король · f7 чёрная пешка · g7 чёрная пешка · a6 чёрная пешка · d6 чёрный слон · f6 чёрный конь · h6 чёрная пешка · d5 белая пешка · f5 чёрный слон · a4 белый конь · b4 чёрная пешка · h4 белый слон · d3 чёрный конь · f3 белый слон · a2 белая пешка · b2 белая пешка · d2 белый ферзь · f2 белая пешка · g2 белая пешка · h2 белая пешка · b1 белый конь · d1 белая ладья · f1 белая ладья · g1 белый король | a8 чёрная ладья · d8 чёрный ферзь · e8 чёрная ладья · g8 чёрный король · f7 чёрная пешка · g7 чёрная пешка · a6 чёрная пешка · d6 чёрный слон · f6 чёрный конь · h6 чёрная пешка · d5 белая пешка · f5 чёрный слон · a4 белый конь · b4 чёрная пешка · h4 белый слон · d3 чёрный конь · f3 белый слон · a2 белая пешка · b2 белая пешка · d2 белый ферзь · f2 белая пешка · g2 белая пешка · h2 белая пешка · b1 белый конь · d1 белая ладья · f1 белая ладья · g1 белый король | a8 чёрная ладья · d8 чёрный ферзь · e8 чёрная ладья · g8 чёрный король · f7 чёрная пешка · g7 чёрная пешка · a6 чёрная пешка · d6 чёрный слон · f6 чёрный конь · h6 чёрная пешка · d5 белая пешка · f5 чёрный слон · a4 белый конь · b4 чёрная пешка · h4 белый слон · d3 чёрный конь · f3 белый слон · a2 белая пешка · b2 белая пешка · d2 белый ферзь · f2 белая пешка · g2 белая пешка · h2 белая пешка · b1 белый конь · d1 белая ладья · f1 белая ладья · g1 белый король | a8 чёрная ладья · d8 чёрный ферзь · e8 чёрная ладья · g8 чёрный король · f7 чёрная пешка · g7 чёрная пешка · a6 чёрная пешка · d6 чёрный слон · f6 чёрный конь · h6 чёрная пешка · d5 белая пешка · f5 чёрный слон · a4 белый конь · b4 чёрная пешка · h4 белый слон · d3 чёрный конь · f3 белый слон · a2 белая пешка · b2 белая пешка · d2 белый ферзь · f2 белая пешка · g2 белая пешка · h2 белая пешка · b1 белый конь · d1 белая ладья · f1 белая ладья · g1 белый король | a8 чёрная ладья · d8 чёрный ферзь · e8 чёрная ладья · g8 чёрный король · f7 чёрная пешка · g7 чёрная пешка · a6 чёрная пешка · d6 чёрный слон · f6 чёрный конь · h6 чёрная пешка · d5 белая пешка · f5 чёрный слон · a4 белый конь · b4 чёрная пешка · h4 белый слон · d3 чёрный конь · f3 белый слон · a2 белая пешка · b2 белая пешка · d2 белый ферзь · f2 белая пешка · g2 белая пешка · h2 белая пешка · b1 белый конь · d1 белая ладья · f1 белая ладья · g1 белый король | a8 чёрная ладья · d8 чёрный ферзь · e8 чёрная ладья · g8 чёрный король · f7 чёрная пешка · g7 чёрная пешка · a6 чёрная пешка · d6 чёрный слон · f6 чёрный конь · h6 чёрная пешка · d5 белая пешка · f5 чёрный слон · a4 белый конь · b4 чёрная пешка · h4 белый слон · d3 чёрный конь · f3 белый слон · a2 белая пешка · b2 белая пешка · d2 белый ферзь · f2 белая пешка · g2 белая пешка · h2 белая пешка · b1 белый конь · d1 белая ладья · f1 белая ладья · g1 белый король | a8 чёрная ладья · d8 чёрный ферзь · e8 чёрная ладья · g8 чёрный король · f7 чёрная пешка · g7 чёрная пешка · a6 чёрная пешка · d6 чёрный слон · f6 чёрный конь · h6 чёрная пешка · d5 белая пешка · f5 чёрный слон · a4 белый конь · b4 чёрная пешка · h4 белый слон · d3 чёрный конь · f3 белый слон · a2 белая пешка · b2 белая пешка · d2 белый ферзь · f2 белая пешка · g2 белая пешка · h2 белая пешка · b1 белый конь · d1 белая ладья · f1 белая ладья · g1 белый король | a8 чёрная ладья · d8 чёрный ферзь · e8 чёрная ладья · g8 чёрный король · f7 чёрная пешка · g7 чёрная пешка · a6 чёрная пешка · d6 чёрный слон · f6 чёрный конь · h6 чёрная пешка · d5 белая пешка · f5 чёрный слон · a4 белый конь · b4 чёрная пешка · h4 белый слон · d3 чёрный конь · f3 белый слон · a2 белая пешка · b2 белая пешка · d2 белый ферзь · f2 белая пешка · g2 белая пешка · h2 белая пешка · b1 белый конь · d1 белая ладья · f1 белая ладья · g1 белый король | 7 |
| 6 | a8 чёрная ладья · d8 чёрный ферзь · e8 чёрная ладья · g8 чёрный король · f7 чёрная пешка · g7 чёрная пешка · a6 чёрная пешка · d6 чёрный слон · f6 чёрный конь · h6 чёрная пешка · d5 белая пешка · f5 чёрный слон · a4 белый конь · b4 чёрная пешка · h4 белый слон · d3 чёрный конь · f3 белый слон · a2 белая пешка · b2 белая пешка · d2 белый ферзь · f2 белая пешка · g2 белая пешка · h2 белая пешка · b1 белый конь · d1 белая ладья · f1 белая ладья · g1 белый король | a8 чёрная ладья · d8 чёрный ферзь · e8 чёрная ладья · g8 чёрный король · f7 чёрная пешка · g7 чёрная пешка · a6 чёрная пешка · d6 чёрный слон · f6 чёрный конь · h6 чёрная пешка · d5 белая пешка · f5 чёрный слон · a4 белый конь · b4 чёрная пешка · h4 белый слон · d3 чёрный конь · f3 белый слон · a2 белая пешка · b2 белая пешка · d2 белый ферзь · f2 белая пешка · g2 белая пешка · h2 белая пешка · b1 белый конь · d1 белая ладья · f1 белая ладья · g1 белый король | a8 чёрная ладья · d8 чёрный ферзь · e8 чёрная ладья · g8 чёрный король · f7 чёрная пешка · g7 чёрная пешка · a6 чёрная пешка · d6 чёрный слон · f6 чёрный конь · h6 чёрная пешка · d5 белая пешка · f5 чёрный слон · a4 белый конь · b4 чёрная пешка · h4 белый слон · d3 чёрный конь · f3 белый слон · a2 белая пешка · b2 белая пешка · d2 белый ферзь · f2 белая пешка · g2 белая пешка · h2 белая пешка · b1 белый конь · d1 белая ладья · f1 белая ладья · g1 белый король | a8 чёрная ладья · d8 чёрный ферзь · e8 чёрная ладья · g8 чёрный король · f7 чёрная пешка · g7 чёрная пешка · a6 чёрная пешка · d6 чёрный слон · f6 чёрный конь · h6 чёрная пешка · d5 белая пешка · f5 чёрный слон · a4 белый конь · b4 чёрная пешка · h4 белый слон · d3 чёрный конь · f3 белый слон · a2 белая пешка · b2 белая пешка · d2 белый ферзь · f2 белая пешка · g2 белая пешка · h2 белая пешка · b1 белый конь · d1 белая ладья · f1 белая ладья · g1 белый король | a8 чёрная ладья · d8 чёрный ферзь · e8 чёрная ладья · g8 чёрный король · f7 чёрная пешка · g7 чёрная пешка · a6 чёрная пешка · d6 чёрный слон · f6 чёрный конь · h6 чёрная пешка · d5 белая пешка · f5 чёрный слон · a4 белый конь · b4 чёрная пешка · h4 белый слон · d3 чёрный конь · f3 белый слон · a2 белая пешка · b2 белая пешка · d2 белый ферзь · f2 белая пешка · g2 белая пешка · h2 белая пешка · b1 белый конь · d1 белая ладья · f1 белая ладья · g1 белый король | a8 чёрная ладья · d8 чёрный ферзь · e8 чёрная ладья · g8 чёрный король · f7 чёрная пешка · g7 чёрная пешка · a6 чёрная пешка · d6 чёрный слон · f6 чёрный конь · h6 чёрная пешка · d5 белая пешка · f5 чёрный слон · a4 белый конь · b4 чёрная пешка · h4 белый слон · d3 чёрный конь · f3 белый слон · a2 белая пешка · b2 белая пешка · d2 белый ферзь · f2 белая пешка · g2 белая пешка · h2 белая пешка · b1 белый конь · d1 белая ладья · f1 белая ладья · g1 белый король | a8 чёрная ладья · d8 чёрный ферзь · e8 чёрная ладья · g8 чёрный король · f7 чёрная пешка · g7 чёрная пешка · a6 чёрная пешка · d6 чёрный слон · f6 чёрный конь · h6 чёрная пешка · d5 белая пешка · f5 чёрный слон · a4 белый конь · b4 чёрная пешка · h4 белый слон · d3 чёрный конь · f3 белый слон · a2 белая пешка · b2 белая пешка · d2 белый ферзь · f2 белая пешка · g2 белая пешка · h2 белая пешка · b1 белый конь · d1 белая ладья · f1 белая ладья · g1 белый король | a8 чёрная ладья · d8 чёрный ферзь · e8 чёрная ладья · g8 чёрный король · f7 чёрная пешка · g7 чёрная пешка · a6 чёрная пешка · d6 чёрный слон · f6 чёрный конь · h6 чёрная пешка · d5 белая пешка · f5 чёрный слон · a4 белый конь · b4 чёрная пешка · h4 белый слон · d3 чёрный конь · f3 белый слон · a2 белая пешка · b2 белая пешка · d2 белый ферзь · f2 белая пешка · g2 белая пешка · h2 белая пешка · b1 белый конь · d1 белая ладья · f1 белая ладья · g1 белый король | 6 |
| 5 | a8 чёрная ладья · d8 чёрный ферзь · e8 чёрная ладья · g8 чёрный король · f7 чёрная пешка · g7 чёрная пешка · a6 чёрная пешка · d6 чёрный слон · f6 чёрный конь · h6 чёрная пешка · d5 белая пешка · f5 чёрный слон · a4 белый конь · b4 чёрная пешка · h4 белый слон · d3 чёрный конь · f3 белый слон · a2 белая пешка · b2 белая пешка · d2 белый ферзь · f2 белая пешка · g2 белая пешка · h2 белая пешка · b1 белый конь · d1 белая ладья · f1 белая ладья · g1 белый король | a8 чёрная ладья · d8 чёрный ферзь · e8 чёрная ладья · g8 чёрный король · f7 чёрная пешка · g7 чёрная пешка · a6 чёрная пешка · d6 чёрный слон · f6 чёрный конь · h6 чёрная пешка · d5 белая пешка · f5 чёрный слон · a4 белый конь · b4 чёрная пешка · h4 белый слон · d3 чёрный конь · f3 белый слон · a2 белая пешка · b2 белая пешка · d2 белый ферзь · f2 белая пешка · g2 белая пешка · h2 белая пешка · b1 белый конь · d1 белая ладья · f1 белая ладья · g1 белый король | a8 чёрная ладья · d8 чёрный ферзь · e8 чёрная ладья · g8 чёрный король · f7 чёрная пешка · g7 чёрная пешка · a6 чёрная пешка · d6 чёрный слон · f6 чёрный конь · h6 чёрная пешка · d5 белая пешка · f5 чёрный слон · a4 белый конь · b4 чёрная пешка · h4 белый слон · d3 чёрный конь · f3 белый слон · a2 белая пешка · b2 белая пешка · d2 белый ферзь · f2 белая пешка · g2 белая пешка · h2 белая пешка · b1 белый конь · d1 белая ладья · f1 белая ладья · g1 белый король | a8 чёрная ладья · d8 чёрный ферзь · e8 чёрная ладья · g8 чёрный король · f7 чёрная пешка · g7 чёрная пешка · a6 чёрная пешка · d6 чёрный слон · f6 чёрный конь · h6 чёрная пешка · d5 белая пешка · f5 чёрный слон · a4 белый конь · b4 чёрная пешка · h4 белый слон · d3 чёрный конь · f3 белый слон · a2 белая пешка · b2 белая пешка · d2 белый ферзь · f2 белая пешка · g2 белая пешка · h2 белая пешка · b1 белый конь · d1 белая ладья · f1 белая ладья · g1 белый король | a8 чёрная ладья · d8 чёрный ферзь · e8 чёрная ладья · g8 чёрный король · f7 чёрная пешка · g7 чёрная пешка · a6 чёрная пешка · d6 чёрный слон · f6 чёрный конь · h6 чёрная пешка · d5 белая пешка · f5 чёрный слон · a4 белый конь · b4 чёрная пешка · h4 белый слон · d3 чёрный конь · f3 белый слон · a2 белая пешка · b2 белая пешка · d2 белый ферзь · f2 белая пешка · g2 белая пешка · h2 белая пешка · b1 белый конь · d1 белая ладья · f1 белая ладья · g1 белый король | a8 чёрная ладья · d8 чёрный ферзь · e8 чёрная ладья · g8 чёрный король · f7 чёрная пешка · g7 чёрная пешка · a6 чёрная пешка · d6 чёрный слон · f6 чёрный конь · h6 чёрная пешка · d5 белая пешка · f5 чёрный слон · a4 белый конь · b4 чёрная пешка · h4 белый слон · d3 чёрный конь · f3 белый слон · a2 белая пешка · b2 белая пешка · d2 белый ферзь · f2 белая пешка · g2 белая пешка · h2 белая пешка · b1 белый конь · d1 белая ладья · f1 белая ладья · g1 белый король | a8 чёрная ладья · d8 чёрный ферзь · e8 чёрная ладья · g8 чёрный король · f7 чёрная пешка · g7 чёрная пешка · a6 чёрная пешка · d6 чёрный слон · f6 чёрный конь · h6 чёрная пешка · d5 белая пешка · f5 чёрный слон · a4 белый конь · b4 чёрная пешка · h4 белый слон · d3 чёрный конь · f3 белый слон · a2 белая пешка · b2 белая пешка · d2 белый ферзь · f2 белая пешка · g2 белая пешка · h2 белая пешка · b1 белый конь · d1 белая ладья · f1 белая ладья · g1 белый король | a8 чёрная ладья · d8 чёрный ферзь · e8 чёрная ладья · g8 чёрный король · f7 чёрная пешка · g7 чёрная пешка · a6 чёрная пешка · d6 чёрный слон · f6 чёрный конь · h6 чёрная пешка · d5 белая пешка · f5 чёрный слон · a4 белый конь · b4 чёрная пешка · h4 белый слон · d3 чёрный конь · f3 белый слон · a2 белая пешка · b2 белая пешка · d2 белый ферзь · f2 белая пешка · g2 белая пешка · h2 белая пешка · b1 белый конь · d1 белая ладья · f1 белая ладья · g1 белый король | 5 |
| 4 | a8 чёрная ладья · d8 чёрный ферзь · e8 чёрная ладья · g8 чёрный король · f7 чёрная пешка · g7 чёрная пешка · a6 чёрная пешка · d6 чёрный слон · f6 чёрный конь · h6 чёрная пешка · d5 белая пешка · f5 чёрный слон · a4 белый конь · b4 чёрная пешка · h4 белый слон · d3 чёрный конь · f3 белый слон · a2 белая пешка · b2 белая пешка · d2 белый ферзь · f2 белая пешка · g2 белая пешка · h2 белая пешка · b1 белый конь · d1 белая ладья · f1 белая ладья · g1 белый король | a8 чёрная ладья · d8 чёрный ферзь · e8 чёрная ладья · g8 чёрный король · f7 чёрная пешка · g7 чёрная пешка · a6 чёрная пешка · d6 чёрный слон · f6 чёрный конь · h6 чёрная пешка · d5 белая пешка · f5 чёрный слон · a4 белый конь · b4 чёрная пешка · h4 белый слон · d3 чёрный конь · f3 белый слон · a2 белая пешка · b2 белая пешка · d2 белый ферзь · f2 белая пешка · g2 белая пешка · h2 белая пешка · b1 белый конь · d1 белая ладья · f1 белая ладья · g1 белый король | a8 чёрная ладья · d8 чёрный ферзь · e8 чёрная ладья · g8 чёрный король · f7 чёрная пешка · g7 чёрная пешка · a6 чёрная пешка · d6 чёрный слон · f6 чёрный конь · h6 чёрная пешка · d5 белая пешка · f5 чёрный слон · a4 белый конь · b4 чёрная пешка · h4 белый слон · d3 чёрный конь · f3 белый слон · a2 белая пешка · b2 белая пешка · d2 белый ферзь · f2 белая пешка · g2 белая пешка · h2 белая пешка · b1 белый конь · d1 белая ладья · f1 белая ладья · g1 белый король | a8 чёрная ладья · d8 чёрный ферзь · e8 чёрная ладья · g8 чёрный король · f7 чёрная пешка · g7 чёрная пешка · a6 чёрная пешка · d6 чёрный слон · f6 чёрный конь · h6 чёрная пешка · d5 белая пешка · f5 чёрный слон · a4 белый конь · b4 чёрная пешка · h4 белый слон · d3 чёрный конь · f3 белый слон · a2 белая пешка · b2 белая пешка · d2 белый ферзь · f2 белая пешка · g2 белая пешка · h2 белая пешка · b1 белый конь · d1 белая ладья · f1 белая ладья · g1 белый король | a8 чёрная ладья · d8 чёрный ферзь · e8 чёрная ладья · g8 чёрный король · f7 чёрная пешка · g7 чёрная пешка · a6 чёрная пешка · d6 чёрный слон · f6 чёрный конь · h6 чёрная пешка · d5 белая пешка · f5 чёрный слон · a4 белый конь · b4 чёрная пешка · h4 белый слон · d3 чёрный конь · f3 белый слон · a2 белая пешка · b2 белая пешка · d2 белый ферзь · f2 белая пешка · g2 белая пешка · h2 белая пешка · b1 белый конь · d1 белая ладья · f1 белая ладья · g1 белый король | a8 чёрная ладья · d8 чёрный ферзь · e8 чёрная ладья · g8 чёрный король · f7 чёрная пешка · g7 чёрная пешка · a6 чёрная пешка · d6 чёрный слон · f6 чёрный конь · h6 чёрная пешка · d5 белая пешка · f5 чёрный слон · a4 белый конь · b4 чёрная пешка · h4 белый слон · d3 чёрный конь · f3 белый слон · a2 белая пешка · b2 белая пешка · d2 белый ферзь · f2 белая пешка · g2 белая пешка · h2 белая пешка · b1 белый конь · d1 белая ладья · f1 белая ладья · g1 белый король | a8 чёрная ладья · d8 чёрный ферзь · e8 чёрная ладья · g8 чёрный король · f7 чёрная пешка · g7 чёрная пешка · a6 чёрная пешка · d6 чёрный слон · f6 чёрный конь · h6 чёрная пешка · d5 белая пешка · f5 чёрный слон · a4 белый конь · b4 чёрная пешка · h4 белый слон · d3 чёрный конь · f3 белый слон · a2 белая пешка · b2 белая пешка · d2 белый ферзь · f2 белая пешка · g2 белая пешка · h2 белая пешка · b1 белый конь · d1 белая ладья · f1 белая ладья · g1 белый король | a8 чёрная ладья · d8 чёрный ферзь · e8 чёрная ладья · g8 чёрный король · f7 чёрная пешка · g7 чёрная пешка · a6 чёрная пешка · d6 чёрный слон · f6 чёрный конь · h6 чёрная пешка · d5 белая пешка · f5 чёрный слон · a4 белый конь · b4 чёрная пешка · h4 белый слон · d3 чёрный конь · f3 белый слон · a2 белая пешка · b2 белая пешка · d2 белый ферзь · f2 белая пешка · g2 белая пешка · h2 белая пешка · b1 белый конь · d1 белая ладья · f1 белая ладья · g1 белый король | 4 |
| 3 | a8 чёрная ладья · d8 чёрный ферзь · e8 чёрная ладья · g8 чёрный король · f7 чёрная пешка · g7 чёрная пешка · a6 чёрная пешка · d6 чёрный слон · f6 чёрный конь · h6 чёрная пешка · d5 белая пешка · f5 чёрный слон · a4 белый конь · b4 чёрная пешка · h4 белый слон · d3 чёрный конь · f3 белый слон · a2 белая пешка · b2 белая пешка · d2 белый ферзь · f2 белая пешка · g2 белая пешка · h2 белая пешка · b1 белый конь · d1 белая ладья · f1 белая ладья · g1 белый король | a8 чёрная ладья · d8 чёрный ферзь · e8 чёрная ладья · g8 чёрный король · f7 чёрная пешка · g7 чёрная пешка · a6 чёрная пешка · d6 чёрный слон · f6 чёрный конь · h6 чёрная пешка · d5 белая пешка · f5 чёрный слон · a4 белый конь · b4 чёрная пешка · h4 белый слон · d3 чёрный конь · f3 белый слон · a2 белая пешка · b2 белая пешка · d2 белый ферзь · f2 белая пешка · g2 белая пешка · h2 белая пешка · b1 белый конь · d1 белая ладья · f1 белая ладья · g1 белый король | a8 чёрная ладья · d8 чёрный ферзь · e8 чёрная ладья · g8 чёрный король · f7 чёрная пешка · g7 чёрная пешка · a6 чёрная пешка · d6 чёрный слон · f6 чёрный конь · h6 чёрная пешка · d5 белая пешка · f5 чёрный слон · a4 белый конь · b4 чёрная пешка · h4 белый слон · d3 чёрный конь · f3 белый слон · a2 белая пешка · b2 белая пешка · d2 белый ферзь · f2 белая пешка · g2 белая пешка · h2 белая пешка · b1 белый конь · d1 белая ладья · f1 белая ладья · g1 белый король | a8 чёрная ладья · d8 чёрный ферзь · e8 чёрная ладья · g8 чёрный король · f7 чёрная пешка · g7 чёрная пешка · a6 чёрная пешка · d6 чёрный слон · f6 чёрный конь · h6 чёрная пешка · d5 белая пешка · f5 чёрный слон · a4 белый конь · b4 чёрная пешка · h4 белый слон · d3 чёрный конь · f3 белый слон · a2 белая пешка · b2 белая пешка · d2 белый ферзь · f2 белая пешка · g2 белая пешка · h2 белая пешка · b1 белый конь · d1 белая ладья · f1 белая ладья · g1 белый король | a8 чёрная ладья · d8 чёрный ферзь · e8 чёрная ладья · g8 чёрный король · f7 чёрная пешка · g7 чёрная пешка · a6 чёрная пешка · d6 чёрный слон · f6 чёрный конь · h6 чёрная пешка · d5 белая пешка · f5 чёрный слон · a4 белый конь · b4 чёрная пешка · h4 белый слон · d3 чёрный конь · f3 белый слон · a2 белая пешка · b2 белая пешка · d2 белый ферзь · f2 белая пешка · g2 белая пешка · h2 белая пешка · b1 белый конь · d1 белая ладья · f1 белая ладья · g1 белый король | a8 чёрная ладья · d8 чёрный ферзь · e8 чёрная ладья · g8 чёрный король · f7 чёрная пешка · g7 чёрная пешка · a6 чёрная пешка · d6 чёрный слон · f6 чёрный конь · h6 чёрная пешка · d5 белая пешка · f5 чёрный слон · a4 белый конь · b4 чёрная пешка · h4 белый слон · d3 чёрный конь · f3 белый слон · a2 белая пешка · b2 белая пешка · d2 белый ферзь · f2 белая пешка · g2 белая пешка · h2 белая пешка · b1 белый конь · d1 белая ладья · f1 белая ладья · g1 белый король | a8 чёрная ладья · d8 чёрный ферзь · e8 чёрная ладья · g8 чёрный король · f7 чёрная пешка · g7 чёрная пешка · a6 чёрная пешка · d6 чёрный слон · f6 чёрный конь · h6 чёрная пешка · d5 белая пешка · f5 чёрный слон · a4 белый конь · b4 чёрная пешка · h4 белый слон · d3 чёрный конь · f3 белый слон · a2 белая пешка · b2 белая пешка · d2 белый ферзь · f2 белая пешка · g2 белая пешка · h2 белая пешка · b1 белый конь · d1 белая ладья · f1 белая ладья · g1 белый король | a8 чёрная ладья · d8 чёрный ферзь · e8 чёрная ладья · g8 чёрный король · f7 чёрная пешка · g7 чёрная пешка · a6 чёрная пешка · d6 чёрный слон · f6 чёрный конь · h6 чёрная пешка · d5 белая пешка · f5 чёрный слон · a4 белый конь · b4 чёрная пешка · h4 белый слон · d3 чёрный конь · f3 белый слон · a2 белая пешка · b2 белая пешка · d2 белый ферзь · f2 белая пешка · g2 белая пешка · h2 белая пешка · b1 белый конь · d1 белая ладья · f1 белая ладья · g1 белый король | 3 |
| 2 | a8 чёрная ладья · d8 чёрный ферзь · e8 чёрная ладья · g8 чёрный король · f7 чёрная пешка · g7 чёрная пешка · a6 чёрная пешка · d6 чёрный слон · f6 чёрный конь · h6 чёрная пешка · d5 белая пешка · f5 чёрный слон · a4 белый конь · b4 чёрная пешка · h4 белый слон · d3 чёрный конь · f3 белый слон · a2 белая пешка · b2 белая пешка · d2 белый ферзь · f2 белая пешка · g2 белая пешка · h2 белая пешка · b1 белый конь · d1 белая ладья · f1 белая ладья · g1 белый король | a8 чёрная ладья · d8 чёрный ферзь · e8 чёрная ладья · g8 чёрный король · f7 чёрная пешка · g7 чёрная пешка · a6 чёрная пешка · d6 чёрный слон · f6 чёрный конь · h6 чёрная пешка · d5 белая пешка · f5 чёрный слон · a4 белый конь · b4 чёрная пешка · h4 белый слон · d3 чёрный конь · f3 белый слон · a2 белая пешка · b2 белая пешка · d2 белый ферзь · f2 белая пешка · g2 белая пешка · h2 белая пешка · b1 белый конь · d1 белая ладья · f1 белая ладья · g1 белый король | a8 чёрная ладья · d8 чёрный ферзь · e8 чёрная ладья · g8 чёрный король · f7 чёрная пешка · g7 чёрная пешка · a6 чёрная пешка · d6 чёрный слон · f6 чёрный конь · h6 чёрная пешка · d5 белая пешка · f5 чёрный слон · a4 белый конь · b4 чёрная пешка · h4 белый слон · d3 чёрный конь · f3 белый слон · a2 белая пешка · b2 белая пешка · d2 белый ферзь · f2 белая пешка · g2 белая пешка · h2 белая пешка · b1 белый конь · d1 белая ладья · f1 белая ладья · g1 белый король | a8 чёрная ладья · d8 чёрный ферзь · e8 чёрная ладья · g8 чёрный король · f7 чёрная пешка · g7 чёрная пешка · a6 чёрная пешка · d6 чёрный слон · f6 чёрный конь · h6 чёрная пешка · d5 белая пешка · f5 чёрный слон · a4 белый конь · b4 чёрная пешка · h4 белый слон · d3 чёрный конь · f3 белый слон · a2 белая пешка · b2 белая пешка · d2 белый ферзь · f2 белая пешка · g2 белая пешка · h2 белая пешка · b1 белый конь · d1 белая ладья · f1 белая ладья · g1 белый король | a8 чёрная ладья · d8 чёрный ферзь · e8 чёрная ладья · g8 чёрный король · f7 чёрная пешка · g7 чёрная пешка · a6 чёрная пешка · d6 чёрный слон · f6 чёрный конь · h6 чёрная пешка · d5 белая пешка · f5 чёрный слон · a4 белый конь · b4 чёрная пешка · h4 белый слон · d3 чёрный конь · f3 белый слон · a2 белая пешка · b2 белая пешка · d2 белый ферзь · f2 белая пешка · g2 белая пешка · h2 белая пешка · b1 белый конь · d1 белая ладья · f1 белая ладья · g1 белый король | a8 чёрная ладья · d8 чёрный ферзь · e8 чёрная ладья · g8 чёрный король · f7 чёрная пешка · g7 чёрная пешка · a6 чёрная пешка · d6 чёрный слон · f6 чёрный конь · h6 чёрная пешка · d5 белая пешка · f5 чёрный слон · a4 белый конь · b4 чёрная пешка · h4 белый слон · d3 чёрный конь · f3 белый слон · a2 белая пешка · b2 белая пешка · d2 белый ферзь · f2 белая пешка · g2 белая пешка · h2 белая пешка · b1 белый конь · d1 белая ладья · f1 белая ладья · g1 белый король | a8 чёрная ладья · d8 чёрный ферзь · e8 чёрная ладья · g8 чёрный король · f7 чёрная пешка · g7 чёрная пешка · a6 чёрная пешка · d6 чёрный слон · f6 чёрный конь · h6 чёрная пешка · d5 белая пешка · f5 чёрный слон · a4 белый конь · b4 чёрная пешка · h4 белый слон · d3 чёрный конь · f3 белый слон · a2 белая пешка · b2 белая пешка · d2 белый ферзь · f2 белая пешка · g2 белая пешка · h2 белая пешка · b1 белый конь · d1 белая ладья · f1 белая ладья · g1 белый король | a8 чёрная ладья · d8 чёрный ферзь · e8 чёрная ладья · g8 чёрный король · f7 чёрная пешка · g7 чёрная пешка · a6 чёрная пешка · d6 чёрный слон · f6 чёрный конь · h6 чёрная пешка · d5 белая пешка · f5 чёрный слон · a4 белый конь · b4 чёрная пешка · h4 белый слон · d3 чёрный конь · f3 белый слон · a2 белая пешка · b2 белая пешка · d2 белый ферзь · f2 белая пешка · g2 белая пешка · h2 белая пешка · b1 белый конь · d1 белая ладья · f1 белая ладья · g1 белый король | 2 |
| 1 | a8 чёрная ладья · d8 чёрный ферзь · e8 чёрная ладья · g8 чёрный король · f7 чёрная пешка · g7 чёрная пешка · a6 чёрная пешка · d6 чёрный слон · f6 чёрный конь · h6 чёрная пешка · d5 белая пешка · f5 чёрный слон · a4 белый конь · b4 чёрная пешка · h4 белый слон · d3 чёрный конь · f3 белый слон · a2 белая пешка · b2 белая пешка · d2 белый ферзь · f2 белая пешка · g2 белая пешка · h2 белая пешка · b1 белый конь · d1 белая ладья · f1 белая ладья · g1 белый король | a8 чёрная ладья · d8 чёрный ферзь · e8 чёрная ладья · g8 чёрный король · f7 чёрная пешка · g7 чёрная пешка · a6 чёрная пешка · d6 чёрный слон · f6 чёрный конь · h6 чёрная пешка · d5 белая пешка · f5 чёрный слон · a4 белый конь · b4 чёрная пешка · h4 белый слон · d3 чёрный конь · f3 белый слон · a2 белая пешка · b2 белая пешка · d2 белый ферзь · f2 белая пешка · g2 белая пешка · h2 белая пешка · b1 белый конь · d1 белая ладья · f1 белая ладья · g1 белый король | a8 чёрная ладья · d8 чёрный ферзь · e8 чёрная ладья · g8 чёрный король · f7 чёрная пешка · g7 чёрная пешка · a6 чёрная пешка · d6 чёрный слон · f6 чёрный конь · h6 чёрная пешка · d5 белая пешка · f5 чёрный слон · a4 белый конь · b4 чёрная пешка · h4 белый слон · d3 чёрный конь · f3 белый слон · a2 белая пешка · b2 белая пешка · d2 белый ферзь · f2 белая пешка · g2 белая пешка · h2 белая пешка · b1 белый конь · d1 белая ладья · f1 белая ладья · g1 белый король | a8 чёрная ладья · d8 чёрный ферзь · e8 чёрная ладья · g8 чёрный король · f7 чёрная пешка · g7 чёрная пешка · a6 чёрная пешка · d6 чёрный слон · f6 чёрный конь · h6 чёрная пешка · d5 белая пешка · f5 чёрный слон · a4 белый конь · b4 чёрная пешка · h4 белый слон · d3 чёрный конь · f3 белый слон · a2 белая пешка · b2 белая пешка · d2 белый ферзь · f2 белая пешка · g2 белая пешка · h2 белая пешка · b1 белый конь · d1 белая ладья · f1 белая ладья · g1 белый король | a8 чёрная ладья · d8 чёрный ферзь · e8 чёрная ладья · g8 чёрный король · f7 чёрная пешка · g7 чёрная пешка · a6 чёрная пешка · d6 чёрный слон · f6 чёрный конь · h6 чёрная пешка · d5 белая пешка · f5 чёрный слон · a4 белый конь · b4 чёрная пешка · h4 белый слон · d3 чёрный конь · f3 белый слон · a2 белая пешка · b2 белая пешка · d2 белый ферзь · f2 белая пешка · g2 белая пешка · h2 белая пешка · b1 белый конь · d1 белая ладья · f1 белая ладья · g1 белый король | a8 чёрная ладья · d8 чёрный ферзь · e8 чёрная ладья · g8 чёрный король · f7 чёрная пешка · g7 чёрная пешка · a6 чёрная пешка · d6 чёрный слон · f6 чёрный конь · h6 чёрная пешка · d5 белая пешка · f5 чёрный слон · a4 белый конь · b4 чёрная пешка · h4 белый слон · d3 чёрный конь · f3 белый слон · a2 белая пешка · b2 белая пешка · d2 белый ферзь · f2 белая пешка · g2 белая пешка · h2 белая пешка · b1 белый конь · d1 белая ладья · f1 белая ладья · g1 белый король | a8 чёрная ладья · d8 чёрный ферзь · e8 чёрная ладья · g8 чёрный король · f7 чёрная пешка · g7 чёрная пешка · a6 чёрная пешка · d6 чёрный слон · f6 чёрный конь · h6 чёрная пешка · d5 белая пешка · f5 чёрный слон · a4 белый конь · b4 чёрная пешка · h4 белый слон · d3 чёрный конь · f3 белый слон · a2 белая пешка · b2 белая пешка · d2 белый ферзь · f2 белая пешка · g2 белая пешка · h2 белая пешка · b1 белый конь · d1 белая ладья · f1 белая ладья · g1 белый король | a8 чёрная ладья · d8 чёрный ферзь · e8 чёрная ладья · g8 чёрный король · f7 чёрная пешка · g7 чёрная пешка · a6 чёрная пешка · d6 чёрный слон · f6 чёрный конь · h6 чёрная пешка · d5 белая пешка · f5 чёрный слон · a4 белый конь · b4 чёрная пешка · h4 белый слон · d3 чёрный конь · f3 белый слон · a2 белая пешка · b2 белая пешка · d2 белый ферзь · f2 белая пешка · g2 белая пешка · h2 белая пешка · b1 белый конь · d1 белая ладья · f1 белая ладья · g1 белый король | 1 |
|   | a | b | c | d | e | f | g | h |   |

1.e4 c5 2.Кf3 e6 3.d4 cd 4.К:d4 Кc6 5.Кb5 d6 6.c4 Кf6 7.К1c3 a6 8.Кa3 d5!?
Каспаров избрал сицилианскую защиту, что свидетельствовало о боевом настрое на игру. Ходом 6.c4 белые перешли на вариант Мароци. Чёрные вместо стандартного 8…Сe7; 9.Сe2 0-0; 10.0-0 предложили неожиданный гамбит пешки. Такое продолжение уже встречалось в истории, но Каспаров дал ему в этом хорошо исследованном дебюте неожиданную трактовку.
9.cd ed 10.ed Кb4 11.Сe2 Сc5!?
Не обращая внимания на дефицит материала, чёрные энергично развивают сложную позицию. Возможно было также играть 11…Кb:d5!? с интересным продолжением.
12.0-0?
Казалось бы логичное, но не самое лучшее продолжение. 12. Сe3! С:e3; 13. Фa4+! оставляло более сильную игру за белых. Характерное проявление слабости Карпова, который не любит осложнений, связанных с глубоким расчётом подобных позиций.
12…0-0 13.Сf3 Сf5 14.Сg5 Лe8 15.Фd2 b5! 
Серия агрессивных ходов Каспарова, последовательно усиливающего давление на противника. 13-м ходом белые попытались укрепить пешку на d5, но ослабили поле d3. Конь на a3 блокирован — компенсация за пожертвованную пешку.
16.Лad1 Кd3! 17.Кab1 h6 18.Сh4 b4 19.Кa4 Сd6 (см. диаграмму)
Оба коня белых выключены из игры. Редкая для игры на таком уровне позиция, когда при полной доске фигур белым практически нечем ходить. Слон чёрных f5 и конь d3 доминируют в центре.
20.Сg3 Лc8. 21.b3
Игра белых форсированная. Неубедительная попытка оживить коня на a4 (также плохо 21.Сe2? Кe4!)
21…g5!
пресекается чёрными.
22.С:d6
проигрывает 22.Кb2? К:b2 23.Ф:b2 g4 24.Сe2 Лc2-+)
22…Ф:d6 23.g3 Кd7! 24.Сg2.
чёрный конь на d3 неприкосновенен: 24.Кb2 Фf6! 25.К:d3 С:d3 26.Ф:d3 Кe5 и белые теряют ферзя. Или 24.Сe2 Кf4! 25.gf Лc2
24…Фf6 25.a3 a5!
Не позволяя коню на b1 выйти на оперативный простор
26.ab ab 27.Фa2 Сg6! 28.d6 g4 29.Фd2 Крg7 30.f3.
Попытка Карпова завязать контригру приводит впоследствии к невыгодному для белых вскрытию диагонали.
30…Ф:d6 31.fg Фd4+ 32.Крh1 Кf6 33.Лf4! Кe4!
Начало финальной атаки, чёрные прорываются в центре
34.Ф:d3
Чёрные угрожают вилкой на f2 и белому ферзю некуда ходить. Все варианты для белых плохи. Например 34.h3? К:g3+; 35.Крh2 Ф:f4; 36.Ф:f4 К:f4; 37.Кр:g3 Сc2
34…Кf2+ 35.Л:f2 С:d3 36.Лfd2 Фe3 37.Л:d3 Лc1! 38.Кb2 Фf2!
Первая горизонталь незащитима, эффектный финальный удар.
39.Кd2 Л:d1+!?
Мелкая неточность, которая уже ничего не меняет. Быстрее приводит к мату 39…Лe2!;
40.К:d1 Лe1+; Белые сдались 0-1

### Вклад в теорию дебютов
Признан вклад Гарри Каспарова в дебютную теорию. Многим исследованиям дала толчок серия матчей с Карповым, а в 1990-х Каспаров систематически разрабатывал новые варианты с компьютерными программами. Любимыми дебютными системами Каспарова были сицилианская и староиндийская защита. Основы работы над дебютным репертуаром были заложены ещё в юном возрасте совместной работой с Шакаровым, который занимался сбором и систематизацией материалов, а затем стал хранителем информационного банка Каспарова. Революционным для шахмат стало активное привлечение для анализа компьютерных программ, и первые шаги в этом направлении сделал именно Каспаров с его командой.
Каспаров «реанимировал» шотландскую партию в соревнованиях на высшем уровне. Он успешно применял этот дебют, считавшийся устарелым, в матче 1990 года против Карпова и в матчах с Шортом и Анандом. Одно из ответвлений сицилианской защиты в варианте Сена получило имя гамбита Дея — Каспарова (B44): 1.e4 c5 2.Кf3 e6 3.d4 cd 4.К:d4 Кc6 5.Кb5 d6 6.c4 Кf6 7.К1c3 a6 8.Кa3 d5!?. Этот вариант Каспаров применил в 12-й и 16-й партиях матча с Карповым 1985 года, во второй из этих партий Каспаров одержал эффектную победу (см. выше). Вариант был опровергнут Карповым спустя несколько месяцев в партии с Джоном ван дер Вилем, однако при первом применении новинка достигла своей цели. Другой известный случай победы в важной партии благодаря дебютной новинке — 10-я партия матча с Анандом. На 14-м ходу в известной позиции открытого варианта испанской партии Каспаров обнаружил новую идею с жертвой ладьи, что принесло решающую атаку.
Также перу Каспарова принадлежит несколько книг по дебютной теории, написанных им в соавторстве.

## Политическая деятельность

### 1980-е и 1990-е
Каспаров был членом ЦК ВЛКСМ и членом ЦК ЛКСМ Азербайджанской ССР. В начале 1984 года Каспаров был принят в КПСС: по указанию Гейдара Алиева — без прохождения годичного кандидатского стажа, о чём свидетельствовал начальник Управления шахмат Госкомспорта СССР Н. В. Крогиус. Позднее в интервью Каспаров говорил, что у советского претендента на звание чемпиона мира был выбор между вступлением в партию и эмиграцией.
Во время армянского погрома в Баку 1990 года Каспаров перевёз семью в Москву. Позднее он обвинял в погроме советское руководство — Горбачёва и КГБ СССР. В том же году Каспаров вышел из КПСС.
В 1990 году Каспаров участвовал в создании Демократической партии России (ДПР). Каспаров был избран одним из заместителей председателя Николая Травкина. Вскоре после создания ДПР Каспаров совместно с Аркадием Мурашёвым основал Свободно-демократическую фракцию, являвшуюся внутрипартийной оппозицией. В апреле 1991 года, через месяц после регистрации ДПР в Министерстве юстиции РСФСР, Свободно-демократическая фракция, включая Каспарова, объявила о своём выходе из партии. Это произошло после того, как на II съезде ДПР была принята не программа, разработанная Каспаровым и Мурашёвым, а альтернативный вариант. В 1991 году началось сотрудничество Каспарова с Wall Street Journal, которое продолжается до настоящего времени; Каспаров регулярно публикует в этой газете статьи о российской политике.
В 1991 году Каспаров получил от Центра политики безопасности США награду «Хранитель пламени», которая присуждается гражданам за публичную деятельность, направленную на распространение демократических ценностей и уважения к правам человека. Позднее, в начале 2007 года, политические противники утверждали, что Каспаров состоит в консультационном совете при Центре политики безопасности, ссылаясь на опубликованный на сайте организации список его членов. В ответ Каспаров заявил, что он никогда не входил в совет и вероятно его имя было включено туда по ошибке вместе с другими почётными членами Центра политики безопасности. Уже в апреле 2007 года имя Каспарова отсутствовало в списке членов.
В июне 1993 года Каспаров участвовал в создании предвыборного блока «Выбор России».
На президентских выборах 1996 года Каспаров поддержал действующего президента Бориса Ельцина, рассматривая его как альтернативу возвращению к власти коммунистов. Каспаров был его доверенным лицом для агитации. В следующем году Каспаров был финансовым советником Александра Лебедя, с которым расстался после решения последнего баллотироваться в губернаторы Красноярского края.

### 2000-е

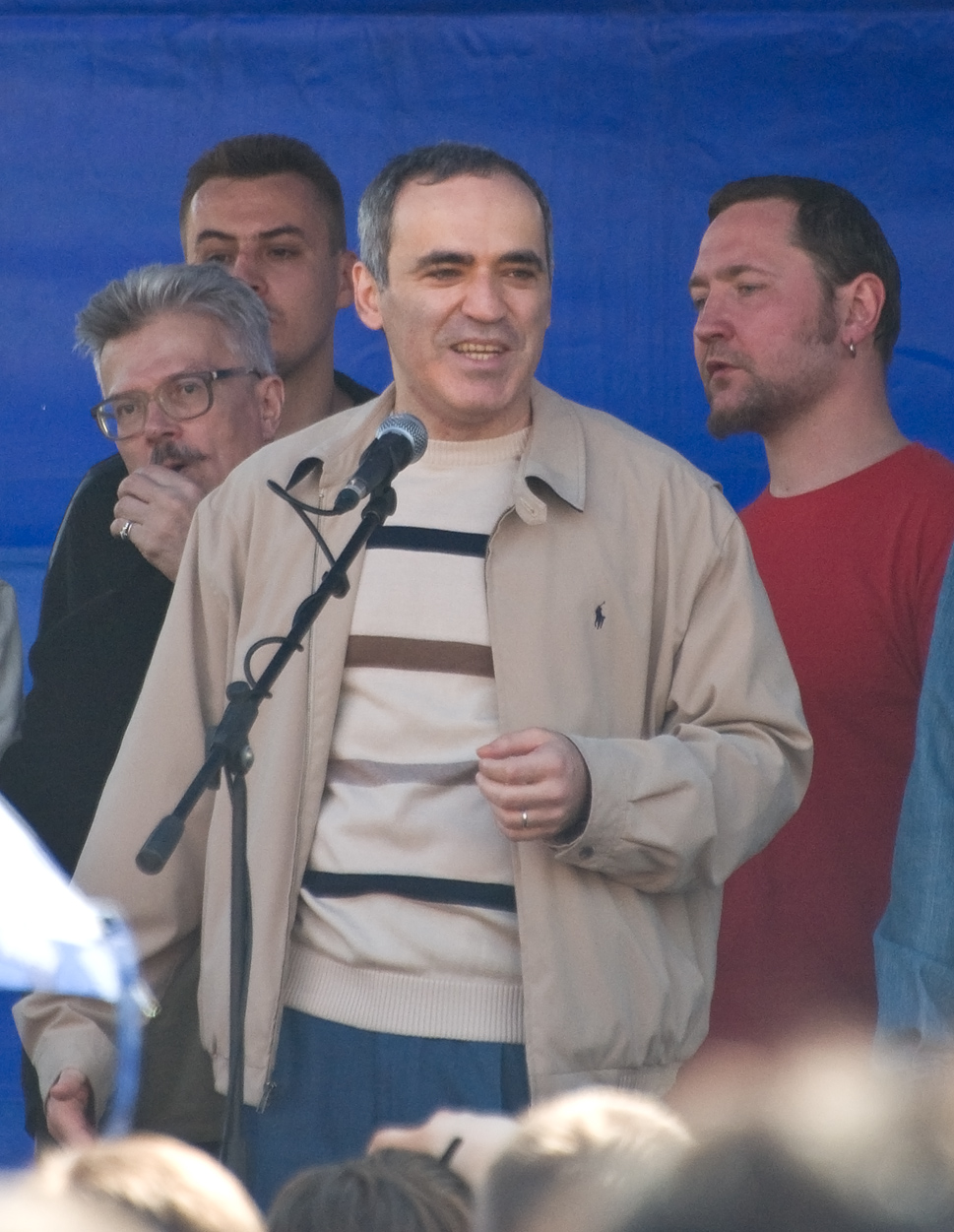
Во время Марша несогласных, 2008

После избрания президентом России Владимира Путина Каспаров первое время считал того «молодым прагматичным лидером», который сможет способствовать становлению демократии в России, но скоро в нём разочаровался. В 2001 году подписал письмо в защиту телеканала НТВ. В 2003 году — был среди деятелей культуры и науки, призвавших российские власти остановить войну в Чечне и перейти к переговорному процессу. В 2004 году Каспаров основал «Комитет 2008: Свободный выбор» и стал его председателем, а также стал сопредседателем оргкомитета Всероссийского гражданского конгресса «Россия за демократию, против диктатуры» (ВГК) вместе с участницей правозащитного движения Людмилой Алексеевой и бывшим советником Ельцина Георгием Сатаровым. Объявляя 10 марта 2005 года о завершении спортивной карьеры, Каспаров, уже известный как критик Владимира Путина и потенциальный претендент на участие в президентских выборах 2008 года, заявил об участии в российской политике как о новой жизненной цели.
В 2005 году он возглавил созданный им «Объединённый гражданский фронт», в этот же период деятельность Комитета-2008 сошла на нет. В 2006 году под эгидой ВГК в Москве прошла конференция, на которой было объявлено о создании коалиции «Другая Россия». Коалиция должна была объединить представителей оппозиции различных политических убеждений, сходившихся на необходимости противодействия политике Владимира Путина и Единой России и перераспределения властных полномочий от президента парламенту и регионам. Начиная с 2006 года Каспаров был одним из организаторов проводимых «Другой Россией» «Маршей несогласных». На протяжении этого периода деятельность Каспарова и «Другой России» преимущественно игнорировалась крупными российскими СМИ.
30 сентября 2007 года началась кампания по выдвижению Каспарова в кандидаты на пост президента России на мартовских выборах 2008 года «Другой Россией»: съезд коалиции избрал Каспарова единым кандидатом. В ноябре он был приговорён к аресту на пять суток за участие в несанкционированном шествии. Арест Каспарова осудила неправительственная организация Международная амнистия, признавшая Каспарова узником совести и призвавшая к его освобождению. Позднее, в 2016 году, Европейский суд по правам человека не усмотрел нарушений права на свободу и неприкосновенность личности в этом аресте Каспарова, но счёл нарушенными его права на справедливый суд и свободу собраний. 13 декабря 2007 года Каспаров объявил о снятии своей кандидатуры, поскольку он не провёл собрания избирателей, необходимого для выдвижения независимого кандидата. По заявлениям представителей Каспарова, все арендодатели, к которым обращались представители Каспарова, отказались предоставить помещение для такого съезда. При этом опросы показывали, что поддержка Каспарова в России была низка и на этих выборах он не имел шансов победить. Часть членов ВГК посчитала, что деятельность Каспарова нарушает принцип аполитичности конгресса, и предложила отмежеваться от Каспарова, на что ВГК не пошёл. Осенью 2007 года Алексеева и Сатаров, находившиеся к тому моменту в оппозиции к Каспарову, обратились к нему с просьбой покинуть ВГК, а 14 января 2008 года повторно попросили его уйти. Так как Каспаров оба раза на просьбы уйти из ВГК не откликнулся, в итоге 17 января Сатаров вместе с Людмилой Алексеевой сами вышли из ВГК.
В 2008 году Каспаров стал одним из создателей оппозиционного объединённого демократического движения «Солидарность». В декабре 2008 года на учредительном съезде движения он был избран членом федерального политического совета «Солидарности» и вошёл в состав Бюро федерального политсовета движения. Каспаров считался одним из лидеров оппозиции существующему политическому режиму, при этом в России его политическая деятельность оставалась неосвещённой в центральных СМИ и не пользовалась широкой поддержкой.

### 2010-е

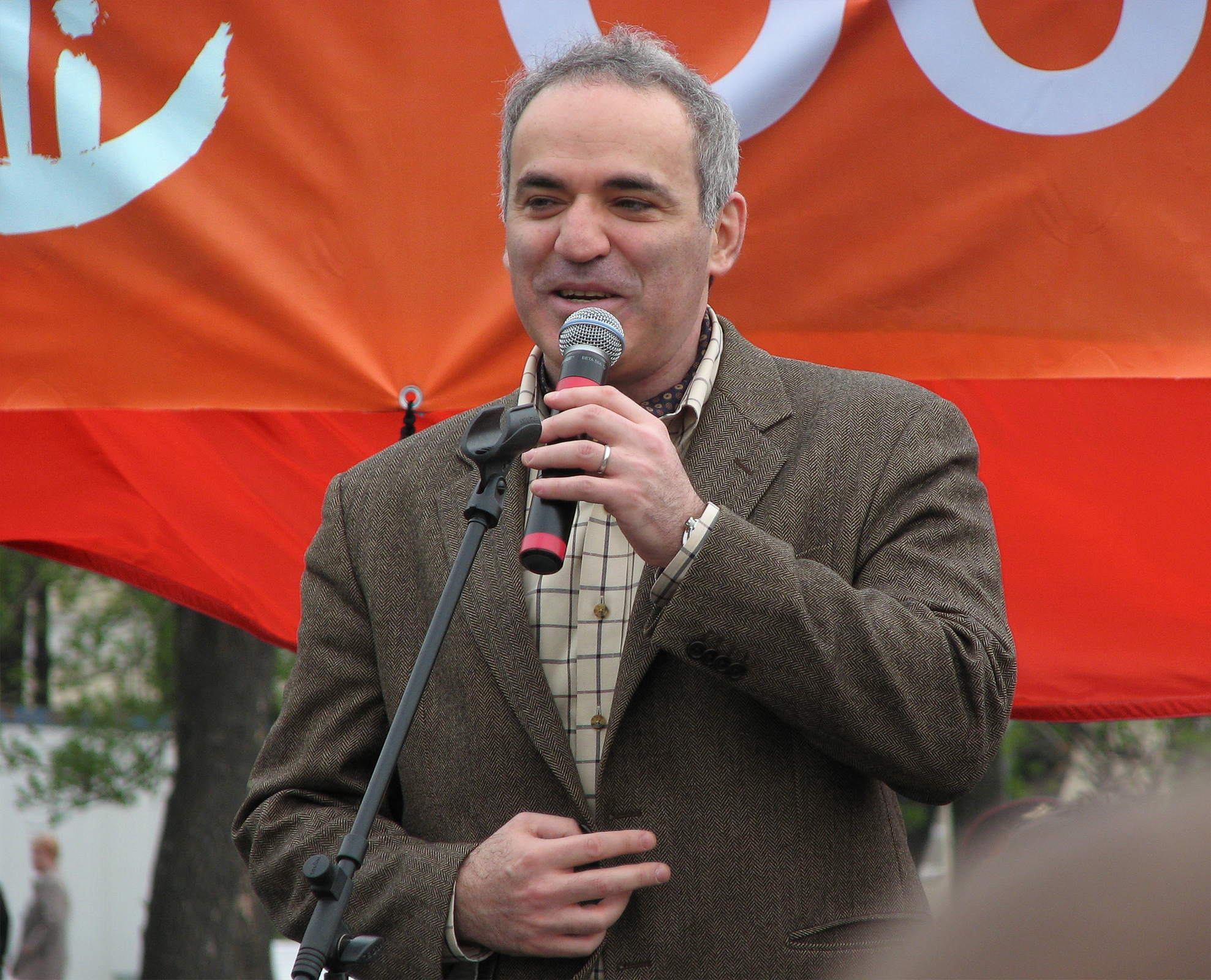
На трибуне митинга движения «Солидарность», 1 мая 2010

В середине 2010 года внутри «Солидарности» произошёл конфликт. Сначала из движения был исключён член его политсовета С. Жаворонков, а затем, в том числе и из-за разногласий с Каспаровым, заявил о выходе из организации Владимир Милов.
10 марта 2010 года Каспаров подписал обращение российской оппозиции «Путин должен уйти». В процессе подготовки обращения Каспаров входил в авторскую группу и согласовывал текст с другими подписантами. Весной и летом 2010 года шёл активный сбор подписей под обращением, состоялись встречи организаторов с подписантами. Осенью и зимой в Москве прошли митинги за отставку Путина, на которых также выступал и Каспаров.
Осенью 2011 года Каспаров выступил за бойкот выборов в Госдуму. В октябре 2011 года на гражданском форуме «Последняя осень» прошли дебаты между представителями трёх позиций по отношении к выборам: Гарри Каспаровым (бойкот), Борисом Немцовым (порча бюллетеней) и Алексеем Навальным (голосование за любую другую партию). По результатам дебатов публика отдала предпочтение Навальному. Каспаров выступал на массовых митингах в Москве в декабре 2011 года и в 2012 году.
17 августа 2012 года Каспаров был задержан у Хамовнического суда в день вынесения приговора по делу группы Pussy Riot. По сообщениям правоохранительных органов, при задержании Каспаров укусил прапорщика полиции. По словам самого Каспарова, это утверждение ложно, а полицейские при задержании, напротив, избили его. 24 августа 2012 года мировой судья прекратила производство по делу в отношении Каспарова (его обвиняли в неподчинении сотрудникам полиции) за отсутствием в его действиях состава административного правонарушения.
22 октября 2012 на выборах Координационного совета оппозиции по общегражданскому списку занял третье место, набрав 33 тыс. голосов, уступив Алексею Навальному и Дмитрию Быкову.
7 апреля 2013 года на четвёртом съезде «Солидарности» было объявлено, что Каспаров не будет баллотироваться в его политсовет, хотя останется членом движения. Сам он объяснил решение несогласием с превращением «Солидарности» в «придаток партии РПР-ПАРНАС» и участием в «действиях, работающих на легитимизацию существующей власти», таких как выборы.
В июне 2013 года Каспаров заявил, что не планирует возвращаться в Россию из-за границы и будет продолжать бороться с «кремлёвскими преступниками» на международной арене. По словам Каспарова, он ожидал вызова в следственные органы в связи с его деятельностью по организации семинара для оппозиционных активистов в Литве и продвижению «Акта Магнитского», и опасался возбуждения уголовного дела и избрании в отношении себя подписки о невыезде. Запрет на выезд из страны не давал бы ему возможности зарабатывать деньги чтением лекций и вести работу своих фондов. С этого же момента он стал проживать в Нью-Йорке, США. Каспаров также сообщил, что возглавляет комитет «We Choose» в поддержку честных выборов в Иране. Комитет, финансируемый из частных средств, проводит мониторинг параллельных выборов, в которых участвуют 20 кандидатов, отстранённых от участия в избирательной кампании. «Этим я занимаюсь последние несколько месяцев вместе с Леонидом Волковым. Задействована усовершенствованная система Демократии-2 — это виртуальная платформа, с помощью которой проводились выборы в КСО. Я являюсь неформальным организатором процесса, который начался ещё в феврале. А Волков работает над этим непосредственно с иранцами».
В марте 2014 года интернет-сайт kasparov.ru стал одним из четырёх ресурсов, которые были заблокированы Роскомнадзором по требованию Генеральной прокуратуры РФ и без судебного решения. Согласно позиции прокуратуры, они содержали «призывы к противоправной деятельности и участию в массовых мероприятиях, проводимых с нарушением установленного порядка». 6 августа 2014 года Хамовнический суд Москвы подтвердил законность блокировки сайта. В 2020 году ЕСПЧ признал, что блокировка сайта противоречила Европейской конвенции о защите прав человека и основных свобод и обязал Россию выплатить порталу 10 тысяч евро.
В 2014 году Каспаров выступал с осуждением аннексии Крыма Россией, действий России в связи с вооружённым конфликтом на востоке Украины и призывал западных лидеров усилить давление на Путина. Каспаров считает Крым территорией Украины. 6 декабря 2014 года в День Вооружённых сил Украины Каспаров дал в Киеве сеанс одновременной игры украинским военным и волонтёрам в поддержку украинской армии. Поддержал запрет российских соцсетей и поисковой системы на Украине и призвал европейские страны сделать то же. Высказался в поддержку заключённого в России украинского режиссёра Олега Сенцова.
С 2016 года в Вильнюсе проходят конференции российских оппозиционных политиков «Форум свободной России», организованные Каспаровым и бывшим исполнительным директором «Солидарности» Иваном Тютриным. Один из проектов форума — составление «списка Путина» (выдвижение предложений по расширению списка российских граждан, в отношении которых приняты санкции США и ЕС).
В октябре 2017 года выступил с предложением бойкотировать президентские выборы в России 2018 года.

### 2020-е
С февраля 2022 года, после российского вторжения на Украину, Каспаров является участником Антивоенного комитета России, а «Форум свободной России» организует антивоенные конференции.
20 мая 2022 года Каспаров внесён Минюстом России в реестр «иностранных агентов». 6 марта 2024 года Росфинмониторинг включил его в российский список «террористов и экстремистов». 24 апреля 2024 года Сыктывкарский городской суд заочно арестовал Каспарова по обвинениям в создании террористического сообщества, финансировании террористической деятельности и публичных призывах к терроризму. Вместе с ним были заочно арестованы другие члены совета Форума свободной России — Иван Тютрин, Евгения Чирикова и Геннадий Гудков. СМИ связали уголовное преследование оппозиционеров с аукционом в поддержку российских добровольцев, воюющих за Украину, которой был проведен Форумом в ноябре 2023 года.
Имя Каспарова фигурировало в деле о подготовке попытки государственного переворота в Южном Судане. По данным Bloomberg, в марте 2024 года федеральные прокуроры США в штате Аризона обвинили стипендиата Гарварда Питера Аджака и активиста Абарахама Кича в заговоре с целью экспорта оружия в Южный Судан. В обвинительном заключении говорится, что они хотели купить автоматы Калашникова, ракеты Stinger и гранаты, чтобы свергнуть правительство. 
Адвокаты обвинили власти в избирательном преследовании, хотя поддержка также исходила от Каспарова, который познакомился с Аджаком, когда чемпион мира был председателем Human Rights Foundation. Позднее он познакомил Аджака с Робертом Граньери, соучредителем американской торговой фирмы Jane Street Граньери, которого прокуроры обвинили в финансировании заговора. Каспаров заявил, что нет доказательств его возможной роли в этом деле.

## Литературная деятельность
На протяжении своей карьеры Каспаров много публиковался как журналист и написал ряд книг. В 1985 году он издал сборник из 86 лучших партий и 14 окончаний, названный «Испытание временем». Когда Каспаров готовился к севильскому матчу с Карповым (1987), вышла его книга «Два матча», рассказывающая о победных матче на первенство мира и матч-реванше.
Широкую известность получила автобиография «Child of Change» (Дитя перемен), впервые вышедшая на английском языке в 1987 году. Каспаров надиктовал текст журналисту Доналду Трелфорду, который затем провёл литературную обработку текста. Эдвард Уинтер в рецензии обращал внимание на большое количество искажений и умолчаний, охарактеризовав при этом книгу как высокопрофессиональную работу и потенциальный бестселлер. В 1989 году появилась переработанная версия автобиографии на русском языке, озаглавленная «Безлимитный поединок».
Начиная с 2003 года Каспаров вместе с журналистом и шахматным мастером Дмитрием Плисецким выпустил серию книг «Мои великие предшественники», содержавшую подробные биографии и анализы партий выдающихся шахматистов прошлого. Последний, пятый том с биографиями Карпова и Корчного был издан в 2006 году. Первые тома наряду с положительными отзывами критиковались за систематические заимствования анализов без корректной атрибуции и тиражирование распространённых заблуждений, тома с третьего по пятый уже сопровождались библиографией.
В 2007 году Каспаров опубликовал две книги — «Дебютная революция 70-х» и «Шахматы как модель жизни». Первая книга, написанная в соавторстве с Плисецким, посвящена изменениям в теории дебютов, произошедших в 1970-х годах. По мнению Каспарова, дебютная стратегия начиная с этого момента характеризуется переходом от разработки конкретных вариантов к разработке универсальных схем, применимых в различных дебютах. Одновременно с этим в этот период были разработаны дебютные варианты, опровергавшие ранее сложившиеся каноны, например «ёж» и челябинский вариант в сицилианской защите. Вторая книга автобиографична, в ней Каспаров описывает, как шахматы влияли на его занятия бизнесом и политикой.
В 1999 году Каспаров написал двадцатидвухстраничное предисловие к книге Анатолия Фоменко и Глеба Носовского «Введение в Новую Хронологию. (Какой сейчас век?)». В книге описана теория новой хронологии, рассматриваемая научным сообществом как псевдонаучная. Каспаров в целом поддержал высказанные в книге идеи. В дальнейшем он неоднократно в печати и интервью заявлял, что сомневается в правильности существующей хронологии исторических событий. По словам А. Никитина, в течение какого-то времени Каспаров даже финансировал группу Фоменко. Позже он разочаровался в «Новой хронологии». В книге «Шахматы как модель жизни» Каспаров уже не упоминал о ней.
В 2015 году вышла книга Каспарова «Зима наступает: почему надо остановить Владимира Путина и врагов свободного мира», посвящённая критике Владимира Путина и западных лидеров, которые, с точки зрения Каспарова, недостаточно активно ему противостоят. Книга, в которой автор провозгласил идеалом Рональда Рейгана как человека, сыгравшего ключевую роль в победе Запада в Холодной войне, и призывает в отношениях с диктаторами руководствоваться прежде всего морально-этическими нормами, характеризуется журналистами, как живо и агрессивно написанная, но крайне поверхностная и несправедливая в том, что касается анализа и оценок.
В 2018 году, в свете президентства Дональда Трампа, группа «Инициатива за обновление демократии», в которую вошли Каспаров, Уильям Кристол, Энн Эпплбаум, Марио Варгас Льоса и другие писатели, публицисты и политические комментаторы, опубликовала сборник эссе «Борьба за свободу: Защищая демократию в эпоху Трампа» (Fight for Liberty: Defending Democracy in the Age of Trump, редактор — Марк Лассуэлл).

## Предпринимательство
В августе 1990 года Каспаров стал соучредителем радиостанции «Эхо Москвы» и позднее являлся владельцем значительного пакета акций этой радиостанции. В середине 1990-х годов Каспаров продал принадлежащие ему акции «Эха Москвы» Владимиру Гусинскому. В тот же период стал основателем и руководителем компании «Каспаров-консалтинг», которая занималась консультированием инвесторов и организацией авиаперевозок, а также стал соучредителем и управляющим инвестфонда Russia Growth Fund. В 2001 году Каспаров заявил о прекращении своего бизнеса в России и переводе активов за границу.
В 1999 году, на волне мирового бума интернет-бизнеса, Каспаров и группа израильских предпринимателей основали компанию Kasparov Chess Online, которая предоставляла платные интернет-сервисы по игре в шахматы, обучению игре в шахматы и т. п. На создание компании и крупного интернет-портала было потрачено 9 млн долларов США. В конце 2002 года портал закрылся из-за отсутствия финансирования, а компания ликвидирована в связи с убыточностью.
Были изданы шахматные программы, созданные при участии Каспарова и использующие его имя:
- Kasparov's Gambit — разработана Heuristic Software, издана Electronic Arts в 1993 году, платформа DOS[264].
- Virtual Kasparov — разработана и издана Titus Software в 2001 году, платформы PlayStation и Game Boy Advance[265][266]
- «Шахматы с Гарри Каспаровым» (Kasparov Chessmate) — разработана The Learning Company, издана Jamdat Mobile в 2003 году, платформы MS Windows, Palm OS, Mac OS[267][268]

В разное время Каспаров снялся в рекламных роликах Pepsi, AltaVista и ING. В 2010 году, по словам Каспарова, основным источником его доходов было чтение лекций.

## Личная жизнь
Каспаров был трижды женат и имеет детей от каждого брака.
В 1989 году он женился на выпускнице филфака МГУ, гиде-переводчике Интуриста Марии Араповой, с которой познакомился за три года до этого. В 1992 году родилась дочь Полина, в 1993 году супруги разошлись. Позже Мария с дочерью переехали в США.
В 1996 году Каспаров женился на 18-летней студентке-экономисте Юлии Вовк. В конце того же года у них родился сын Вадим. В 2005 году брак распался.
В 1984—1986 году у Каспарова был роман с актрисой Мариной Неёловой (род. 1947). Некоторые[кто?] источники называют Каспарова отцом дочери Неёловой Ники (родилась в 1987 году). В книге «Дитя перемен» Каспаров опроверг это утверждение, позднее в интервью не давал определённого ответа. Неёлова никогда не делала публичных комментариев.
В 2005 году Каспаров женился на Дарье Тарасовой из Санкт-Петербурга. В 2006 году у них родилась дочь Аида, 6 июля 2015 год — сын Николай.
Каспаров имеет недвижимость в Москве, Санкт-Петербурге, Нью-Йорке и Нью-Джерси.
В 2013 году Каспаров обращался за получением гражданства Латвии, но получил отказ. В феврале 2014 года Каспаров получил гражданство Хорватии, где приобрёл дом в приморском курортном городке Макарска. С 2020 года местом жительства Каспарова в Хорватии был курорт Подстрана рядом со Сплитом.

## Награды и премии
- «Шахматный Оскар» — 1982—1983, 1985—1988, 1995—1996, 1999, 2001—2002 годы.
- Орден Трудового Красного Знамени (25 мая 1987 года) — за творческий вклад в развитие советской шахматной школы[279].
- «Хранитель пламени» — награда Центра политики безопасности (США) — 1991 год.
- Орден Дружбы народов (6 января 1994 года) — за выдающиеся спортивные достижения и большой вклад в развитие шахматного искусства[280].
- Орден Хорватской звезды с ликом Франьо Бучара (Хорватия, 28 мая 1995 года) — за особые заслуги в спорте[281].
- Благодарность Президента Российской Федерации (19 апреля 1995 года) — за большой личный вклад в развитие физической культуры и спорта, возрождение и становление спортивного общества «Спартак»[282].
- Благодарность Президента Российской Федерации (11 июля 1996 года) — за активное участие в организации и проведении выборной кампании Президента Российской Федерации в 1996 году[283].

## Спортивные результаты

### Турниры
Источник.
| Год  | Город             | Турнир                                   | +  | − | =  | Результат | Место |
| ---- | ----------------- | ---------------------------------------- | -- | - | -- | --------- | ----- |
| 1975 | Вильнюс           | Чемпионат СССР среди юношей              | 4  | 2 | 3  | 5½ из 9   | 8—10  |
| 1976 | Тбилиси           | Чемпионат СССР среди юношей              | 5  | 0 | 4  | 7 из 9    | 1     |
| 1976 | Ватиньи           | Чемпионат мира среди кадетов (до 18 лет) | 5  | 2 | 2  | 6 из 9    | 3—6   |
| 1977 | Рига              | Чемпионат СССР среди юношей              | 8  | 0 | 1  | 8½ из 9   | 1     |
| 1977 | Кань-сюр-Мер      | Чемпионат мира среди кадетов (до 17 лет) | 6½ | 2 | 3  | 7 из 11   | 3     |
| 1978 | Минск             | Мемориал Сокольского                     | 11 | 2 | 4  | 13 из 17  | 1     |
| 1978 | Даугавпилс        | Чемпионат СССР (полуфинал)               | 6  | 1 | 6  | 9 из 13   | 1     |
| 1978 | Тбилиси           | 46-й чемпионат СССР                      | 4  | 4 | 9  | 8½ из 17  | 9     |
| 1979 | Баня-Лука         | Международный турнир                     | 8  | 0 | 7  | 11½ из 15 | 1     |
| 1979 | Минск             | 47-й чемпионат СССР                      | 6  | 3 | 8  | 10 из 17  | 3—4   |
| 1980 | Баку              | Международный турнир                     | 8  | 0 | 7  | 11½ из 15 | 1     |
| 1980 | Дортмунд          | Чемпионат мира среди юниоров (до 20 лет) | 8  | 0 | 5  | 10½ из 13 | 1     |
| 1981 | Москва            | Международный турнир                     | 3  | 1 | 9  | 7½ из 13  | 2—4   |
| 1981 | Тилбург           | Международный турнир                     | 3  | 3 | 5  | 5½ из 11  | 6—8   |
| 1981 | Фрунзе            | 49-й чемпионат СССР                      | 10 | 2 | 5  | 12½ из 17 | 1—2   |
| 1982 | Бугойно           | Международный турнир                     | 6  | 0 | 7  | 9½ из 13  | 1     |
| 1982 | Москва            | 12-й межзональный турнир                 | 7  | 0 | 6  | 10 из 13  | 1     |
| 1983 | Никшич            | Международный турнир                     | 9  | 1 | 4  | 11 из 14  | 1     |
| 1986 | Брюссель          | Международный турнир                     | 6  | 1 | 3  | 7½ из 10  | 1     |
| 1987 | Брюссель          | Международный турнир                     |    |   |    | 8½ из 11  | 1—2   |
| 1988 | Амстердам         | Международный турнир                     | 6  | 0 | 6  | 9 из 12   | 1     |
| 1988 | Бельфор           | Международный турнир                     | 9  | 1 | 5  | 11½ из 15 | 1     |
| 1988 | Москва            | 55-й чемпионат СССР                      | 6  | 0 | 11 | 11½ из 17 | 1—2   |
| 1988 | Рейкьявик         | Международный турнир                     | 6  | 1 | 10 | 11 из 15  | 1     |
| 1989 | Барселона         | Международный турнир                     | 7  | 1 | 8  | 11 из 16  | 1—2   |
| 1989 | Шеллефтео         | Международный турнир                     | 4  | 0 | 11 | 9½ из 15  | 1—2   |
| 1989 | Тилбург           | Международный турнир                     | 10 | 0 | 4  | 12 из 14  | 1     |
| 1989 | Белград           | Международный турнир                     |    |   |    | 9½ из 11  | 1     |
| 1990 | Линарес           | Международный турнир                     | 6  | 1 | 4  | 8 из 11   | 1     |
| 1991 | Линарес           | Международный турнир                     | 6  | 1 | 6  | 9 из 13   | 2     |
| 1991 | Амстердам         | Международный турнир                     | 2  | 0 | 7  | 5½ из 9   | 3—4   |
| 1991 | Тилбург           | Международный турнир                     | 7  | 1 | 6  | 10 из 14  | 1     |
| 1991 | Реджо-нель-Эмилия | Международный турнир                     | 3  | 1 | 5  | 5½ из 9   | 2—3   |
| 1992 | Линарес           | Международный турнир                     | 7  | 0 | 6  | 10 из 14  | 1     |
| 1992 | Дортмунд          | Международный турнир                     | 5  | 2 | 2  | 6 из 9    | 1—2   |
| 1993 | Линарес           | Международный турнир                     | 7  | 0 | 6  | 10 из 13  | 1     |
| 1994 | Амстердам         | Международный турнир                     | 3  | 1 | 2  | 4 из 6    | 1     |
| 1994 | Новгород          | Международный турнир                     | 4  | 0 | 6  | 7 из 10   | 1—2   |
| 1994 | Хорген            | Международный турнир                     | 6  | 0 | 5  | 8½ из 11  | 1     |
| 1995 | Рига              | Мемориал Таля                            | 5  | 0 | 5  | 7½ из 10  | 1     |
| 1995 | Хорген            | Международный турнир                     | 1  | 1 | 8  | 5 из 10   | 5     |
| 1995 | Новгород          | Международный турнир                     | 4  | 0 | 5  | 6½ из 9   | 1     |
| 1996 | Амстердам         | Международный турнир                     | 5  | 1 | 3  | 6½ из 9   | 1—2   |
| 1996 | Дос-Эрманас       | Международный турнир                     | 3  | 1 | 5  | 5½ из 9   | 3—4   |
| 1996 | Лас-Пальмас       | Международный турнир                     | 3  | 0 | 7  | 6½ из 10  | 1     |
| 1997 | Линарес           | Международный турнир                     | 7  | 1 | 3  | 8½ из 11  | 1     |
| 1997 | Новгород          | Международный турнир                     | 4  | 1 | 5  | 6½ из 10  | 1     |
| 1997 | Тилбург           | Международный турнир                     | 6  | 1 | 4  | 8 из 11   | 1—3   |
| 1998 | Тель-Авив         | Сеанс со сборной Израиля                 |    |   |    | 7 из 8    |       |
| 1998 | Линарес           | Международный турнир                     | 1  | 0 | 11 | 6½ из 12  | 3—4   |
| 1999 | Вейк-ан-Зее       | Международный турнир                     | 8  | 1 | 4  | 10 из 13  | 1     |
|      | Линарес           | Международный турнир                     | 7  | 0 | 7  | 10½ из 14 | 1     |
|      | Сараево           | Международный турнир                     | 5  | 0 | 4  | 7 из 9    | 1     |
| 2000 | Вейк-ан-Зее       | Международный турнир                     | 6  | 0 | 7  | 9½ из 13  | 1     |
|      | Линарес           | Международный турнир                     | 2  | 0 | 8  | 6 из 10   | 1     |
|      | Сараево           | Международный турнир                     | 6  | 0 | 5  | 8½ из 11  | 1     |
| 2001 | Вейк-ан-Зее       | Международный турнир                     | 5  | 0 | 8  | 9 из 13   | 1     |
|      | Линарес           | Международный турнир                     | 5  | 0 | 5  | 7½ из 10  | 1     |
|      | Астана            | Международный турнир                     | 4  | 0 | 6  | 7 из 10   | 1     |
| 2002 | Линарес           | Международный турнир                     | 4  | 0 | 8  | 8 из 12   | 1     |
| 2003 | Линарес           | Международный турнир                     | 2  | 1 | 9  | 6½ из 12  | 3—4   |
| 2004 | Линарес           | Международный турнир                     | 1  | 0 | 11 | 6½ из 12  | 2—3   |
| 2004 | Москва            | 57-й чемпионат России                    | 5  | 0 | 5  | 7½ из 10  | 1     |
| 2005 | Линарес           | Международный турнир                     | 5  | 1 | 6  | 8 из 12   | 1     |

### Матчи
Источник.
| Год     | Город            | Соревнование                                               | + | − | =  | Результат |
| ------- | ---------------- | ---------------------------------------------------------- | - | - | -- | --------- |
| 1983    | Москва           | Четвертьфинальный матч претендентов с А. Белявским         | 4 | 1 | 4  | 6:3       |
| 1983    | Лондон           | Полуфинальный матч претендентов с В. Корчным               | 4 | 1 | 6  | 7:4       |
| 1984    | Вильнюс          | Финальный матч претендентов чемпионата мира с В. Смысловым | 4 | 0 | 9  | 8½:4½     |
| 1984/85 | Москва           | Матч на первенство мира с А. Карповым (прерван)            | 3 | 5 | 40 | 23:25     |
| 1985    | Гамбург          | Матч с Р. Хюбнером                                         | 3 | 0 | 3  | 4½:1½     |
| 1985    | Белград          | Матч с У. Андерссоном                                      | 2 | 0 | 4  | 4:2       |
| 1985    | Москва           | Матч на первенство мира с А. Карповым                      | 5 | 3 | 16 | 13:11     |
| 1985    | Хилверсюм        | Матч с Я. Тимманом                                         | 3 | 1 | 2  | 4:2       |
| 1986    | Базель           | Матч с Э. Майлсом                                          | 5 | 0 | 1  | 5½:½      |
| 1986    | Лондон/Ленинград | Матч на первенство мира с А. Карповым                      | 5 | 4 | 15 | 12½:11½   |
| 1987    | Севилья          | Матч на первенство мира с А. Карповым                      | 4 | 4 | 16 | 12:12     |
| 1989    | Нью-Йорк         | Матч с компьютером «Deep Thought»                          | 2 | 0 | 0  | 2:0       |
| 1990    | Нью-Йорк/Лион    | Матч на первенство мира с А. Карповым                      | 4 | 3 | 17 | 12½:11½   |
| 1993    | Лондон           | Матч на первенство мира ПША с Н. Шортом                    | 6 | 1 | 13 | 12½:7½    |
| 1995    | Лондон           | Матч на первенство мира ПША с В. Анандом                   | 4 | 1 | 13 | 10½:7½    |
| 1996    | Филадельфия      | Матч с компьютером «Deep Blue»                             | 3 | 1 | 2  | 4:2       |
| 1997    | Нью-Йорк         | Матч с компьютером «Deep Blue»                             | 1 | 2 | 3  | 2½:3½     |
| 2000    | Лондон           | Матч на первенство мира ПША с В. Крамником                 | 0 | 2 | 13 | 6½:8½     |
| 2003    | Нью-Йорк         | Матч с компьютерной программой «Deep Junior»               | 1 | 1 | 4  | 3:3       |
| 2003    | Нью-Йорк         | Матч с компьютерной программой «Deep Fritz»                | 1 | 1 | 2  | 2:2       |
| 2009    | Валенсия         | Матч в быстрые шахматы и блиц с А. Карповым                |   |   |    | 9:3       |

### Шахматные олимпиады
Гарри Каспаров принял участие в восьми олимпиадах — по четыре раза в составе сборных СССР и России. В 1980 году он был вторым запасным, в 1982 году играл на 2-й доске, на всех последующих олимпиадах — на 1-й.
| Год  | Город    | Номер олимпиады | + | − | = | Результат | Место командное | Место личное |
| ---- | -------- | --------------- | - | - | - | --------- | --------------- | ------------ |
| 1980 | Валлетта | 24-я олимпиада  | 8 | 1 | 3 | 9½ из 12  | 1               | 3            |
| 1982 | Люцерн   | 25-я олимпиада  | 6 | 0 | 5 | 8½ из 11  | 1               | 3            |
| 1986 | Дубай    | 27-я олимпиада  | 7 | 1 | 3 | 8½ из 11  | 1               | 1            |
| 1988 | Салоники | 28-я олимпиада  | 7 | 0 | 3 | 8½ из 10  | 1               | 1            |
| 1992 | Манила   | 30-я олимпиада  | 7 | 0 | 3 | 8½ из 10  | 1               | 1            |
| 1994 | Москва   | 31-я олимпиада  | 4 | 1 | 5 | 6½ из 10  | 1               | 17           |
| 1996 | Ереван   | 32-я олимпиада  | 5 | 0 | 4 | 7 из 9    | 1               | 2            |
| 2002 | Блед     | 35-я олимпиада  | 6 | 0 | 3 | 7½ из 9   | 1               | 4            |

### Командные чемпионаты Европы
Каспаров сыграл на двух чемпионатах Европы: в 1980 году за сборную СССР вторым запасным и в 1992 году за сборную России на первой доске.
| Год  | Город    | + | − | = | Результат | Место командное | Место личное |
| ---- | -------- | - | - | - | --------- | --------------- | ------------ |
| 1980 | Скара    | 5 | 0 | 1 | 5½ из 6   | 1               | 1            |
| 1992 | Дебрецен | 4 | 0 | 4 | 6 из 8    | 1               | 1            |
|      |          | 9 | 0 | 5 | 82.1 %    |                 |              |

## Изменения рейтинга
| График не отображается по техническим причинам. Чтобы исправить это, воспроизведите график в новом формате, если это возможно. |